# Britische Flugzeuge im Zweiten Weltkrieg
Im Zweiten Weltkrieg wurde eine Vielzahl von britischen Flugzeugtypen eingesetzt. Die meisten davon finden sich im Folgenden aufgelistet.
Britische Flugzeuge wurden nicht nur von der Royal Air Force (RAF) und dem Fleet Air Arm (FAA) der Royal Navy, sondern auch von den Luftwaffen der britischen Dominien – Kanada, Australien, Neuseeland und Südafrika – und in geringerem Maße von der Sowjetunion, den United States Army Air Forces und einigen Nebenmächten verwendet.
In die Liste aufgenommen sind die Flugzeugtypen, die – selbst wenn veraltet – bei Kriegsbeginn vorhanden waren, während des Krieges eingesetzt wurden, oder vor Kriegsende zumindest ihren Erstflug absolvierten. Die Flugzeuge sind generell unter ihrer ursprünglichen Verwendung eingereiht, auch wenn ältere Typen in minderen Diensten, z. B. als Schul- oder Zielschleppflugzeuge, aufgebraucht wurden.
Die einzelnen Flugzeugtypen innerhalb einer Verwendungsgruppe sind chronologisch nach dem Zeitpunkt ihres Erstflugs sortiert. Das Jahr des Erstflugs ist in Klammern mit angegeben; Einsatzreife war in der Regel ein bis drei Jahre nach dem Erstflug erreicht. Die Reihung der Bilder folgt dem gleichen Sortierprinzip.

## Jagdflugzeuge

### Einmotorige Jagdflugzeuge
- Bristol Bulldog (1927) – nurmehr von den Luftstreitkräften Finnlands eingesetzt
- Hawker Fury (1931)
- Hawker Demon (1931) – Zweisitzer, ursprüngliche Bezeichnung Hart Fighter
- Gloster Gauntlet (1932)
- Gloster Gladiator (1934)
- Hawker Hurricane (1935)
- Supermarine Spitfire (1936)
- Boulton Paul Defiant (1937) – Zweisitzer mit MG-Turm
- Hawker Typhoon (1940)
- Hawker Tempest (1942)
- Supermarine Spiteful (1944) – Serienbau wegen des Kriegsendes abgebrochen

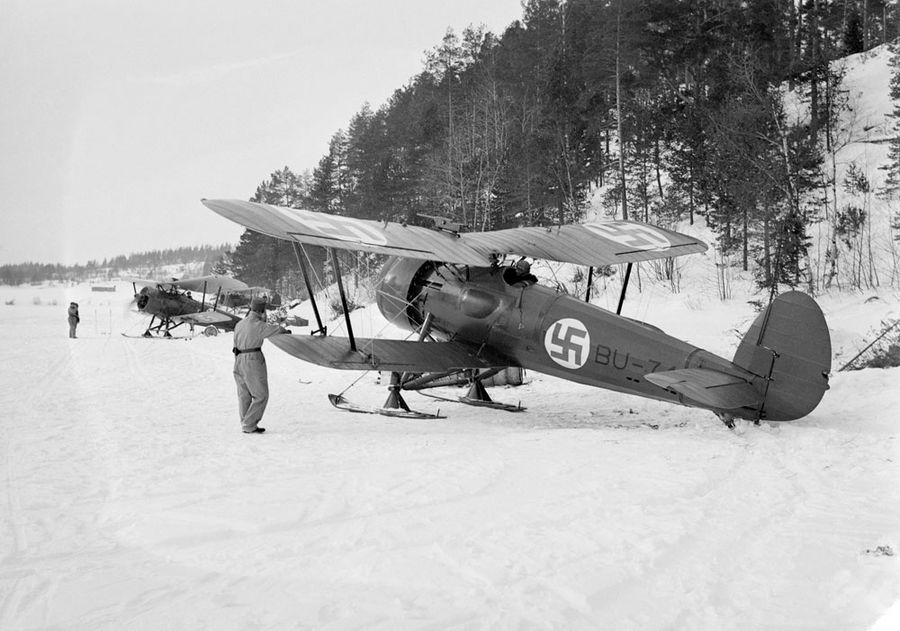
Bristol Bulldog in finnischem Dienst
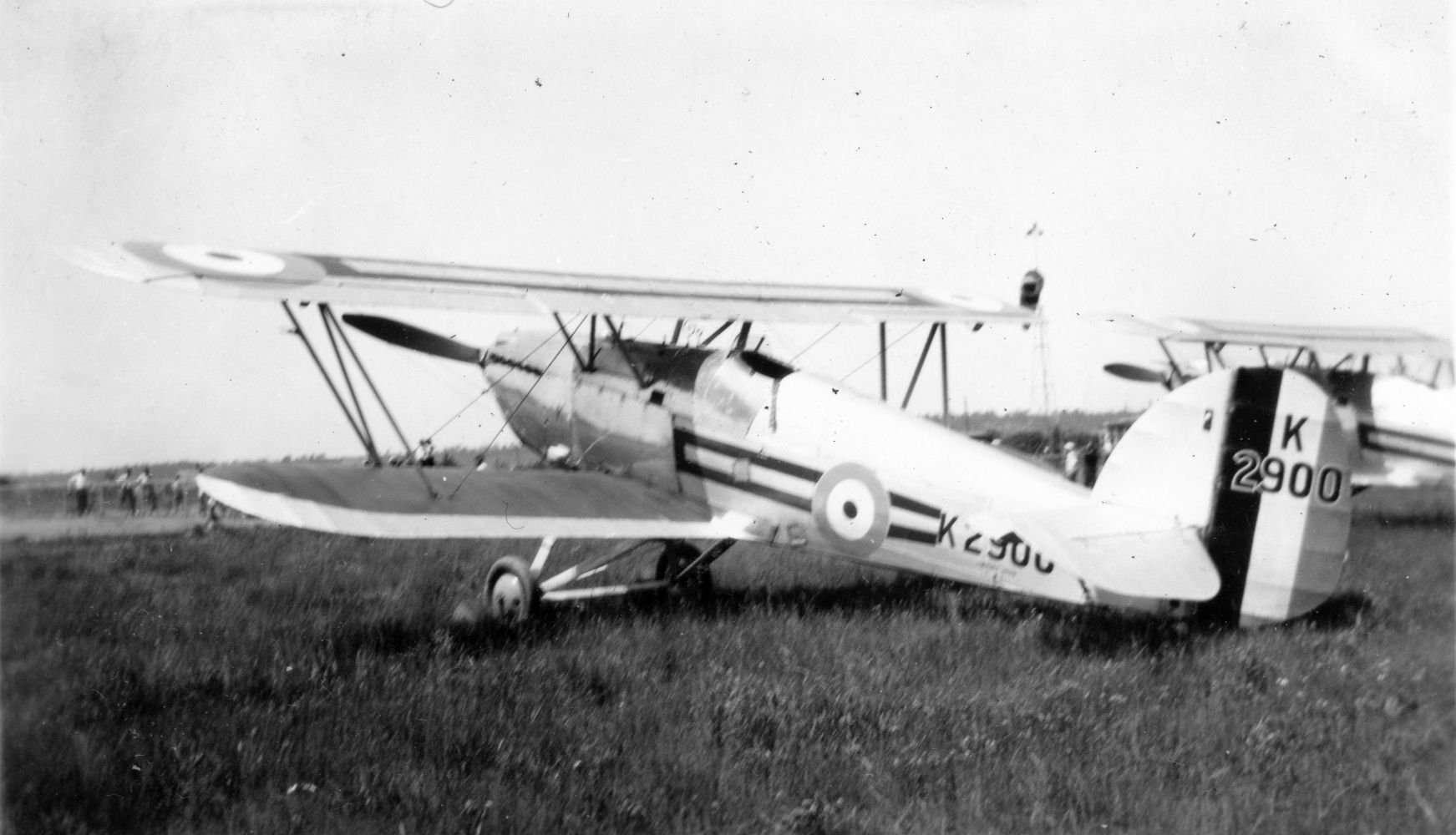
Hawker Fury
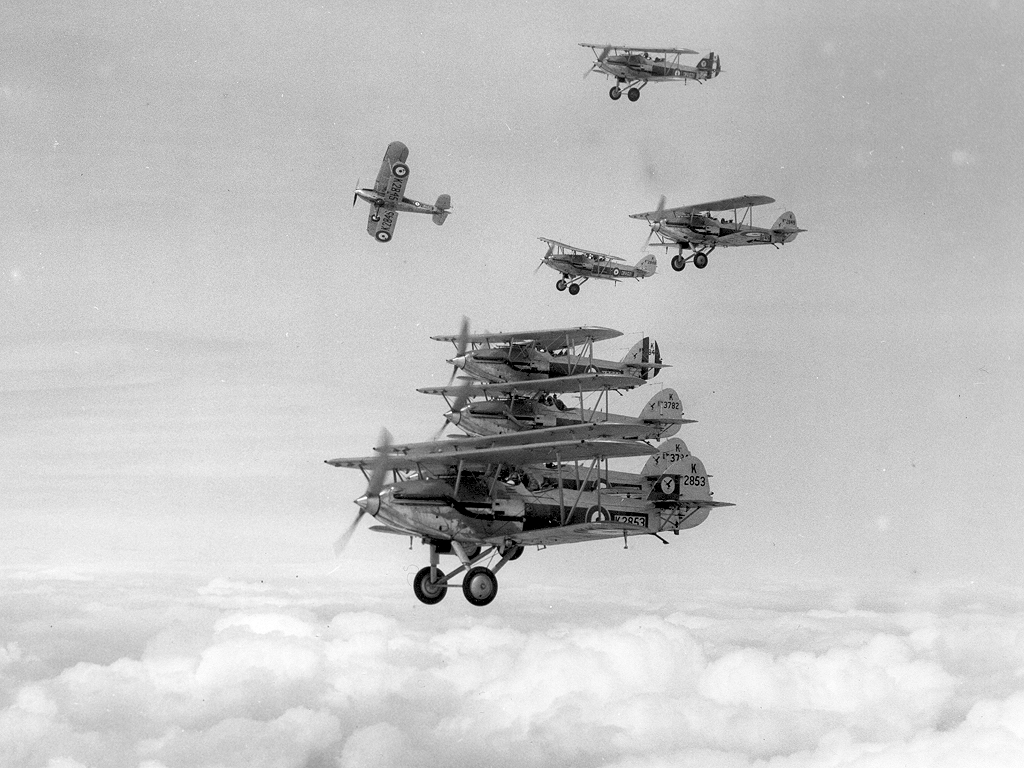
Hawker Demon
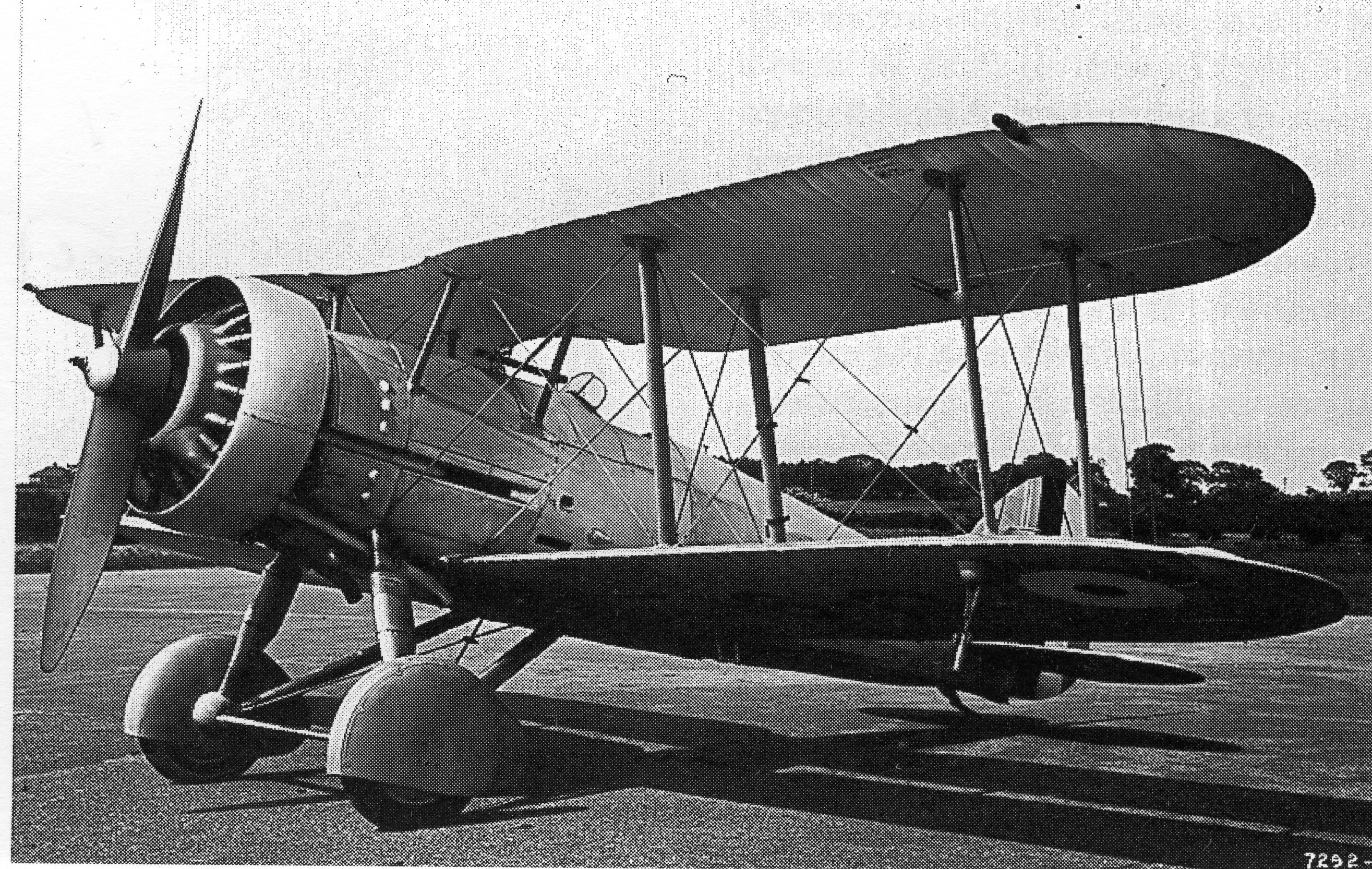
Gloster Gauntlet
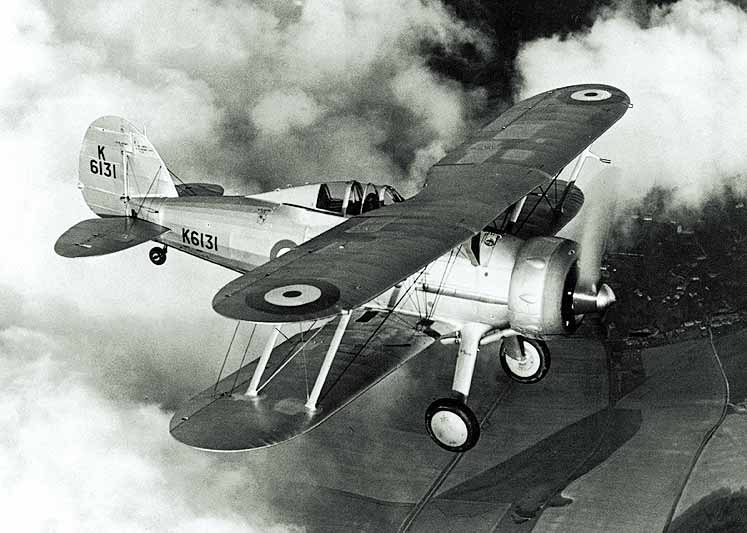
Gloster Gladiator
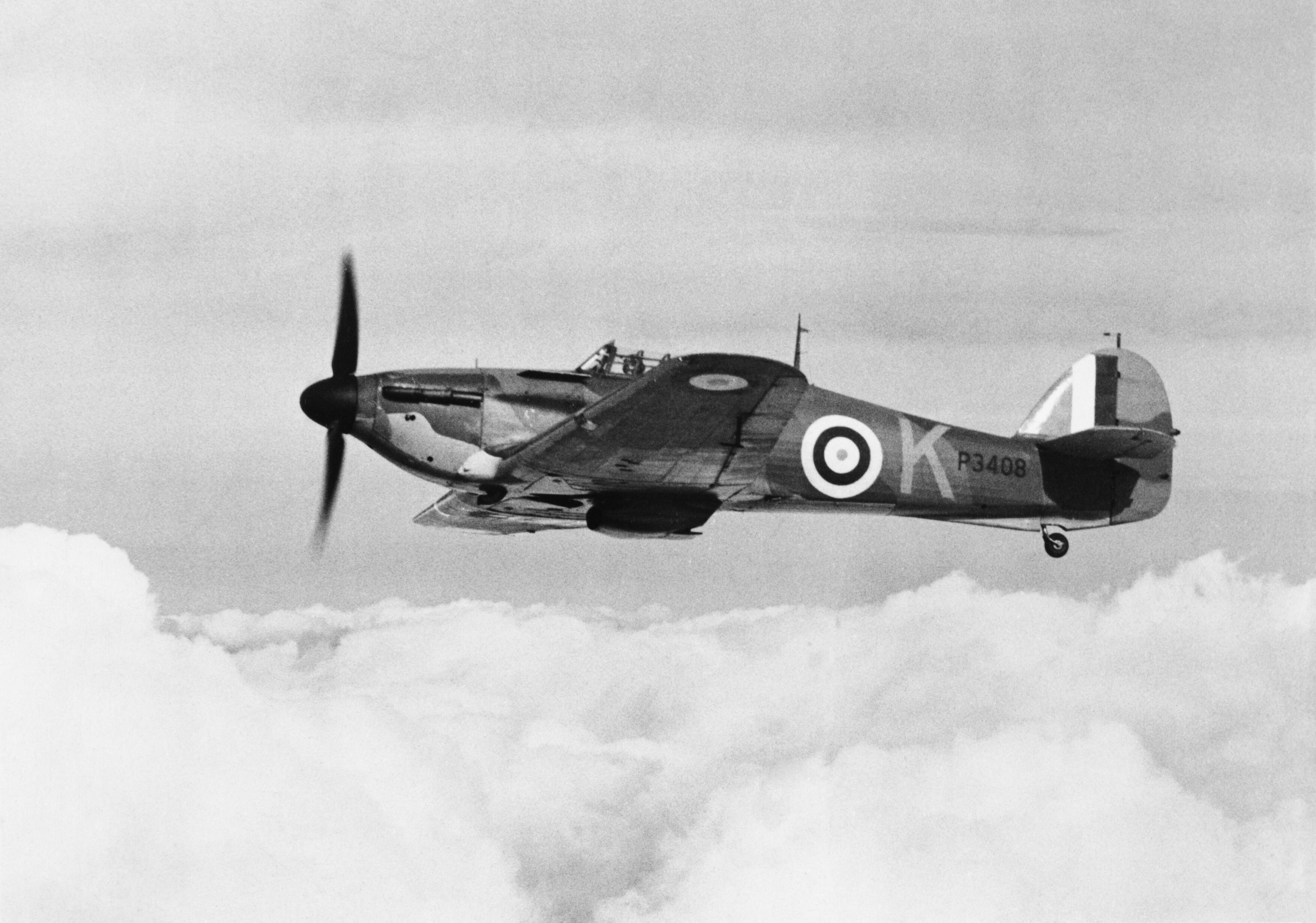
Hawker Hurricane I
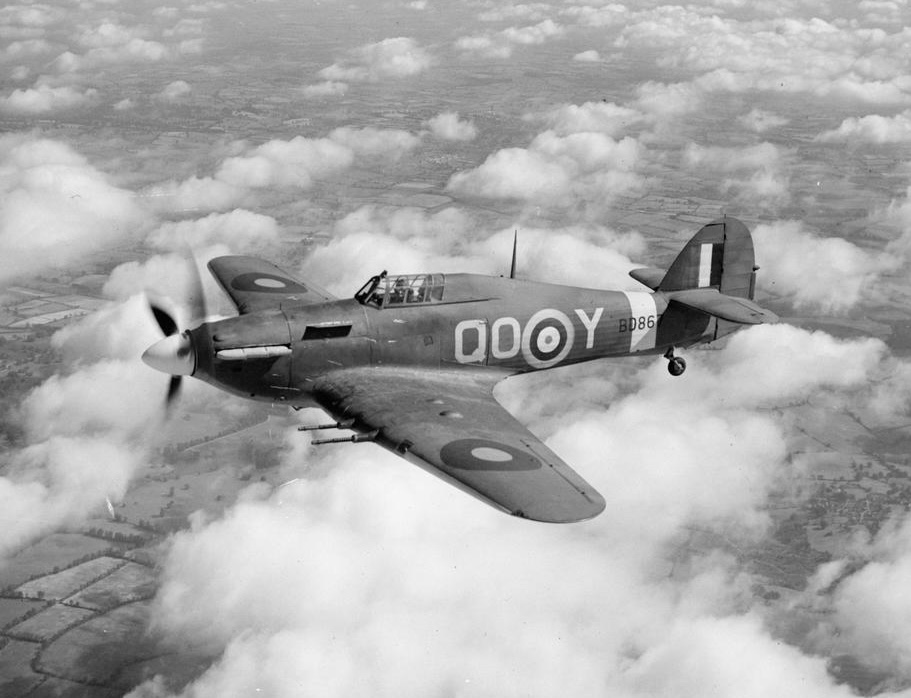
Hawker Hurricane IIC
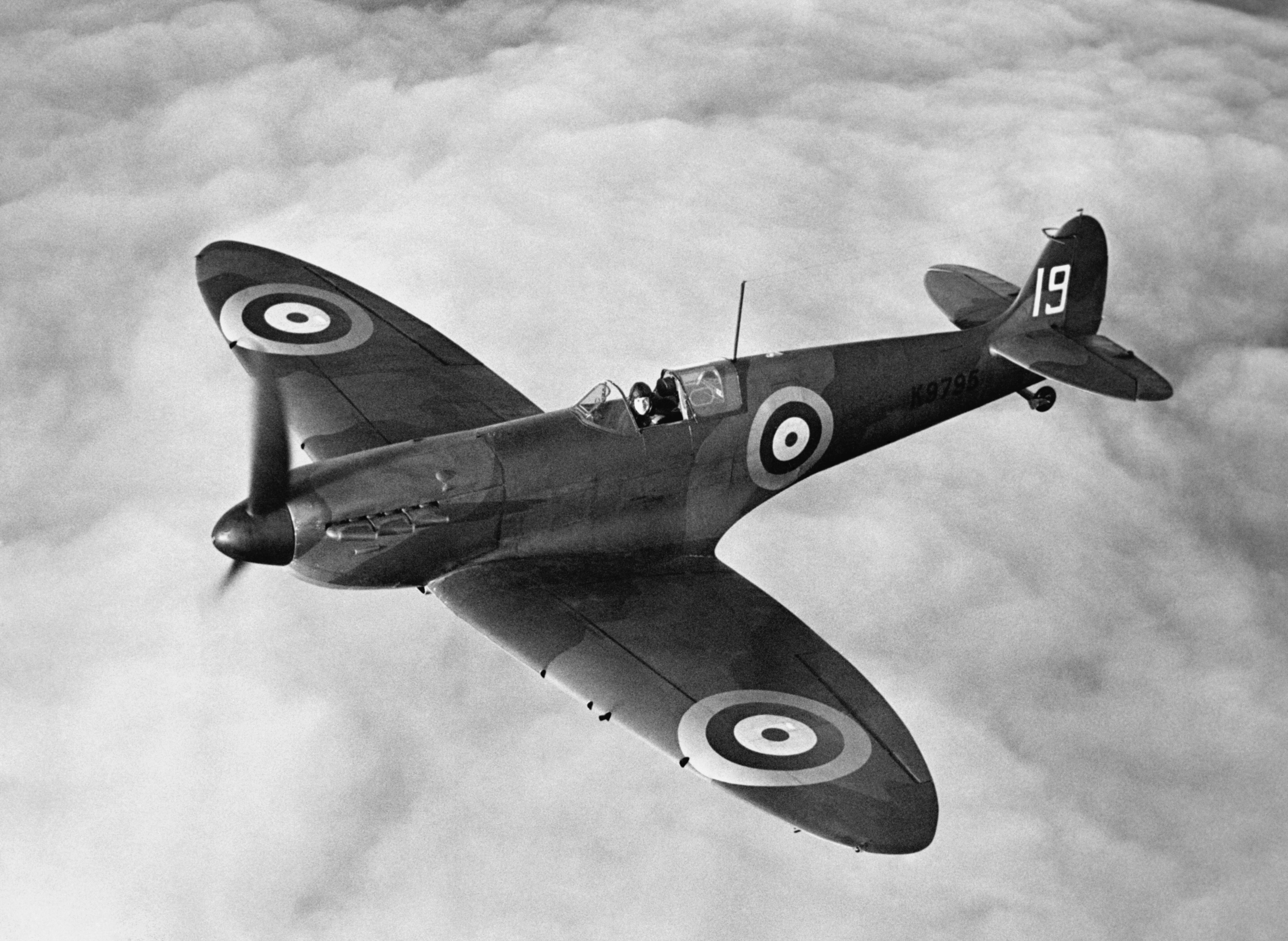
Supermarine Spitfire I
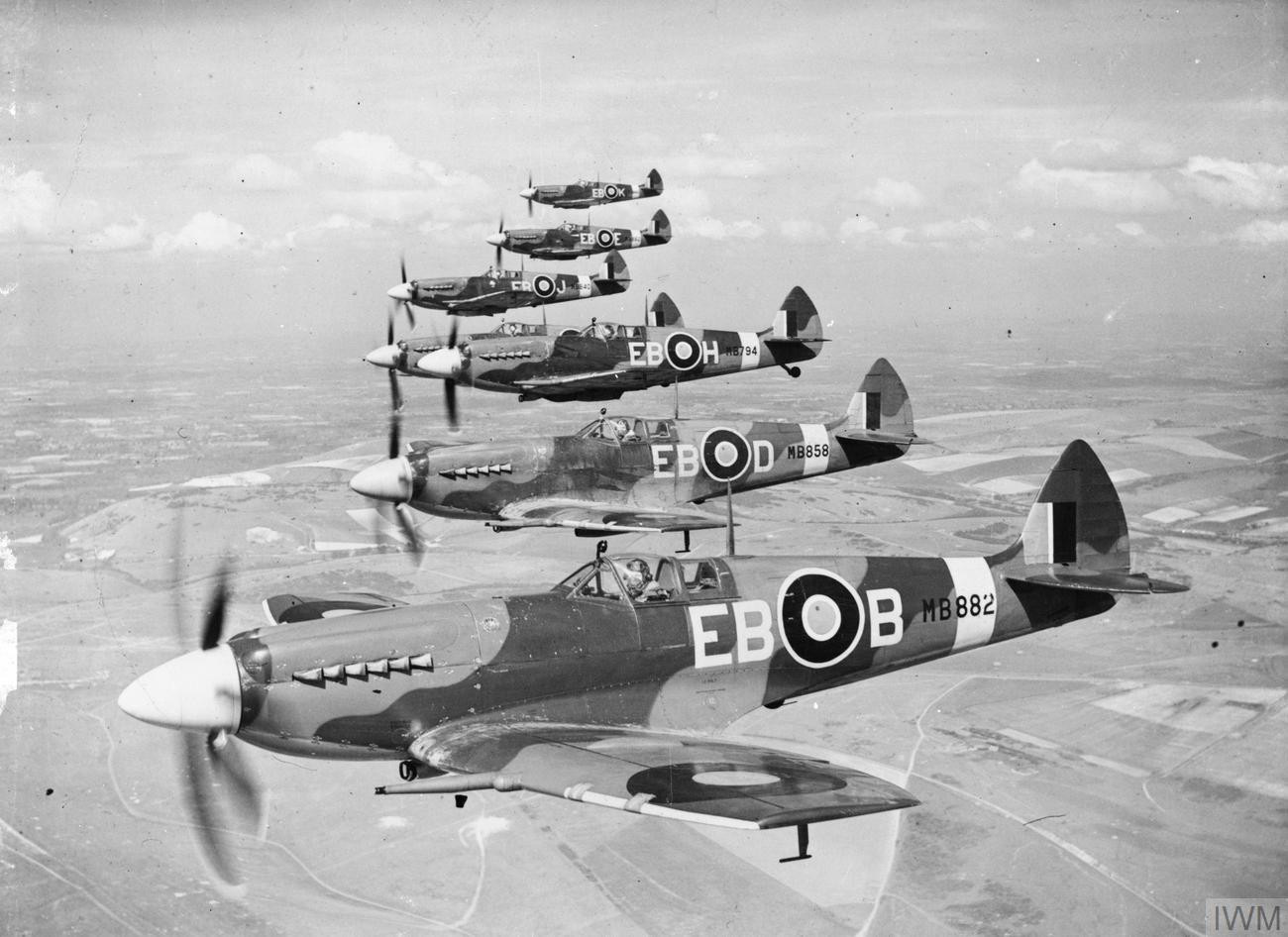
Supermarine Spitfire XII
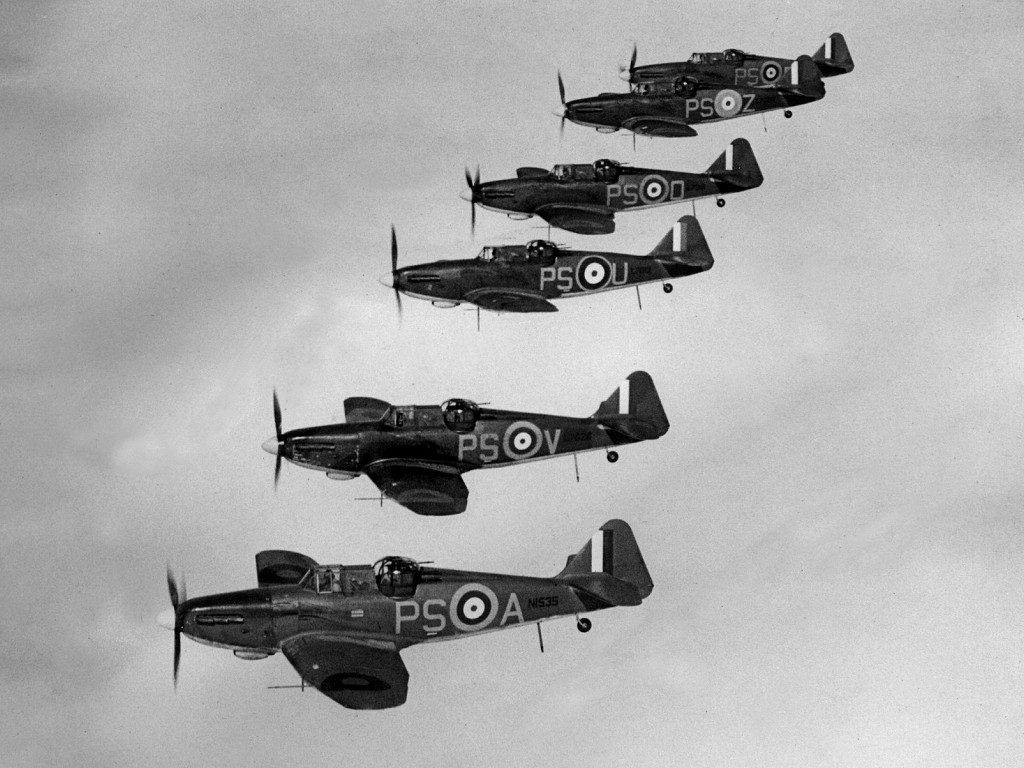
Boulton Paul Defiant
Hawker Typhoon
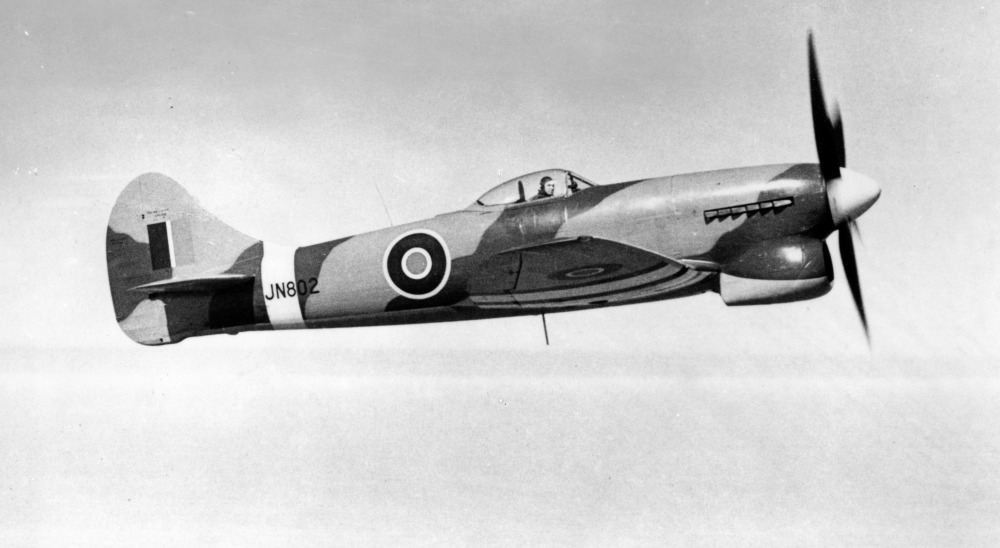
Hawker Tempest V
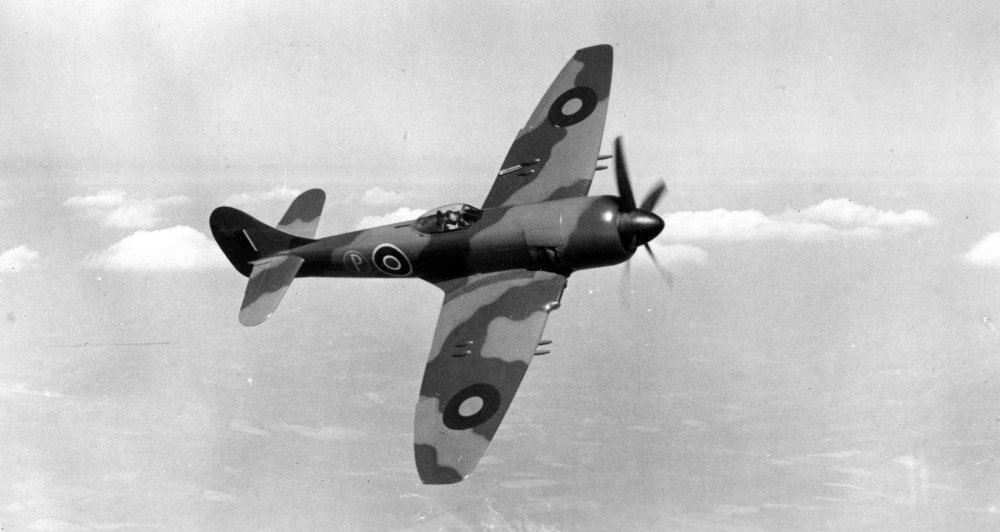
Hawker Tempest II
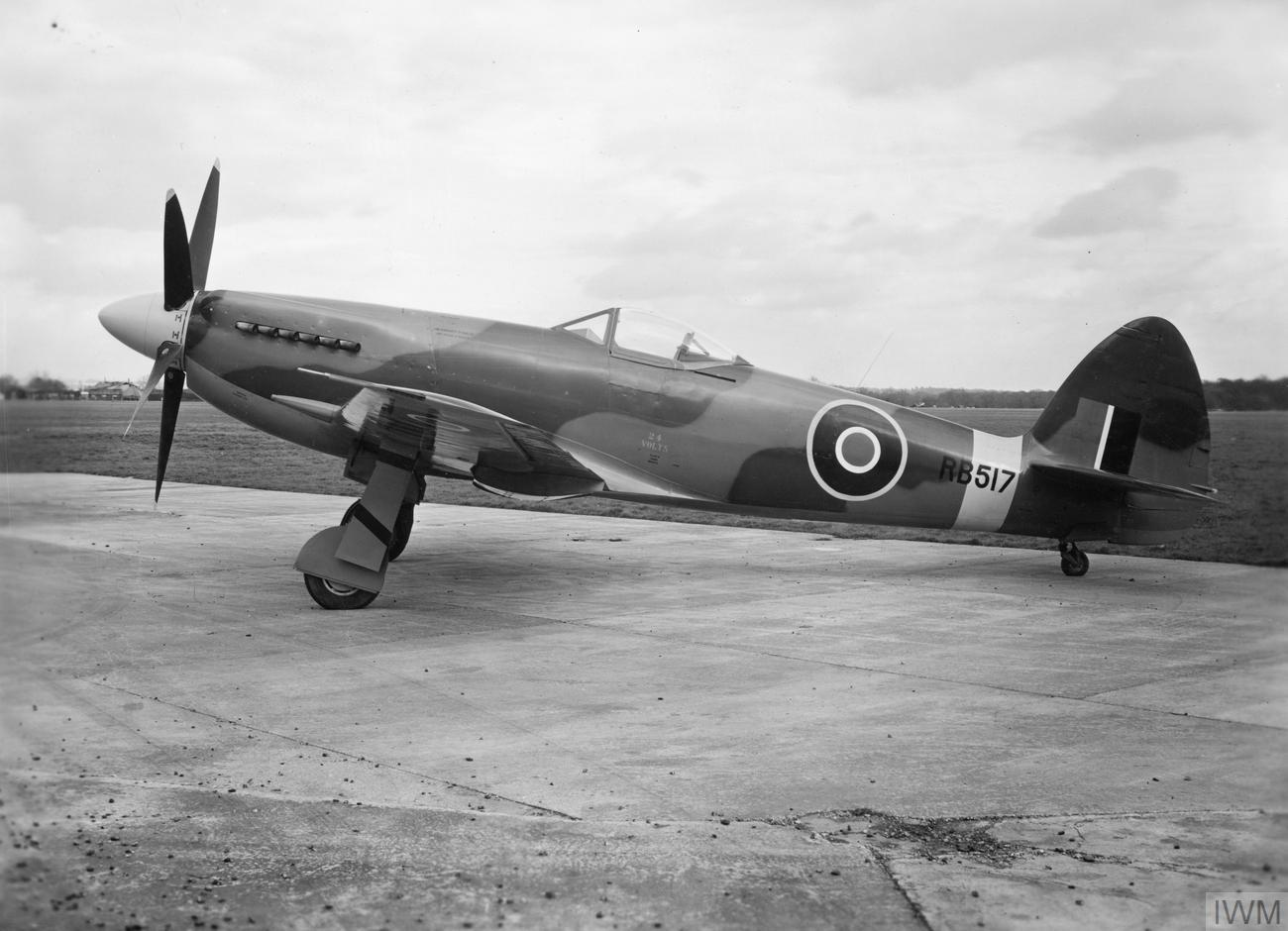
Supermarine Spiteful

### Zweimotorige Jagdflugzeuge
- Westland Whirlwind (1938)
- Bristol Beaufighter (1939)
- de Havilland Mosquito (1940) – F-, FB- und NF-Varianten
- Westland Welkin (1942)
- de Havilland Hornet (1944) – kein Kampfeinsatz mehr im Zweiten Weltkrieg

Westland Whirlwind
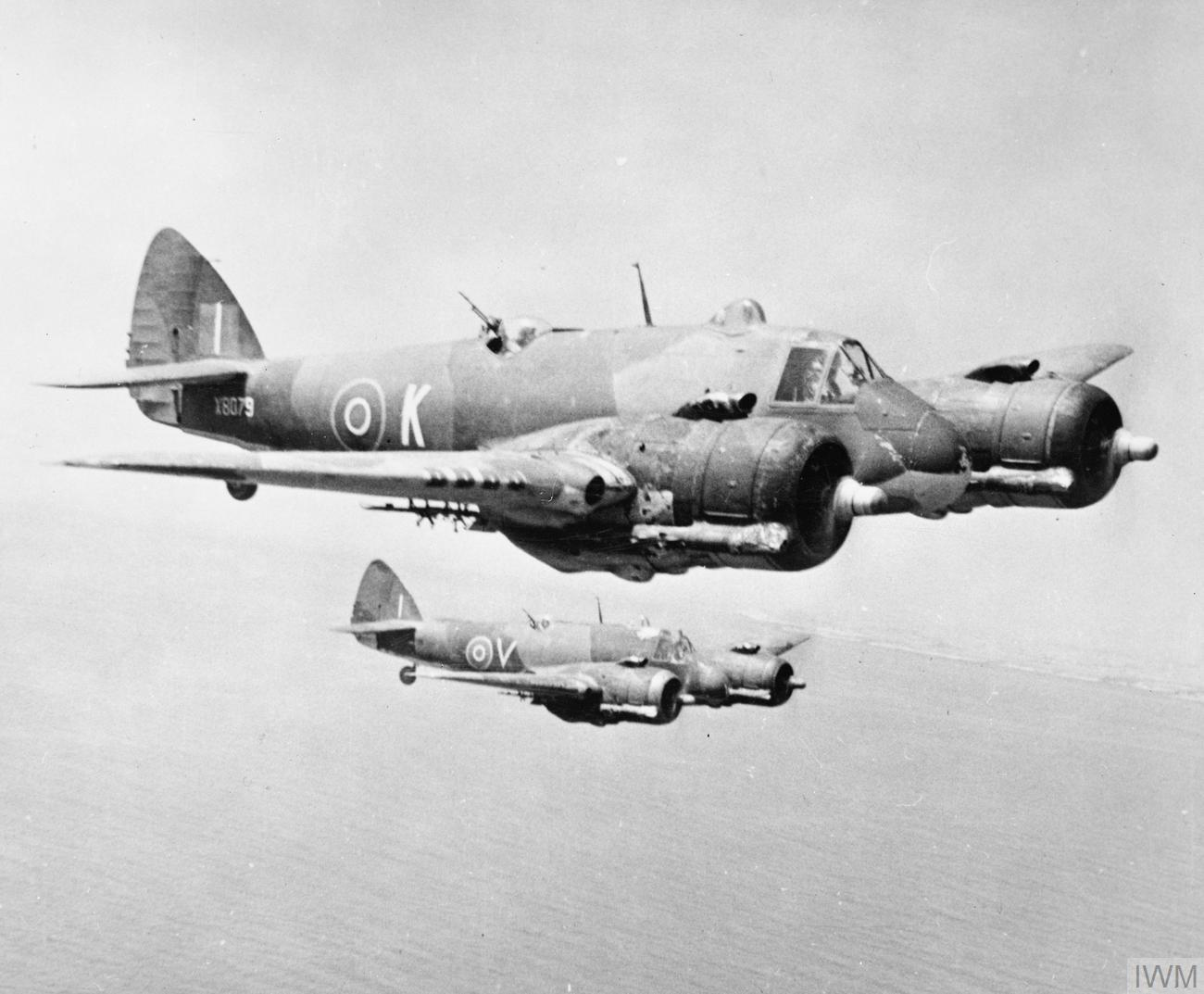
Bristol Beaufighter
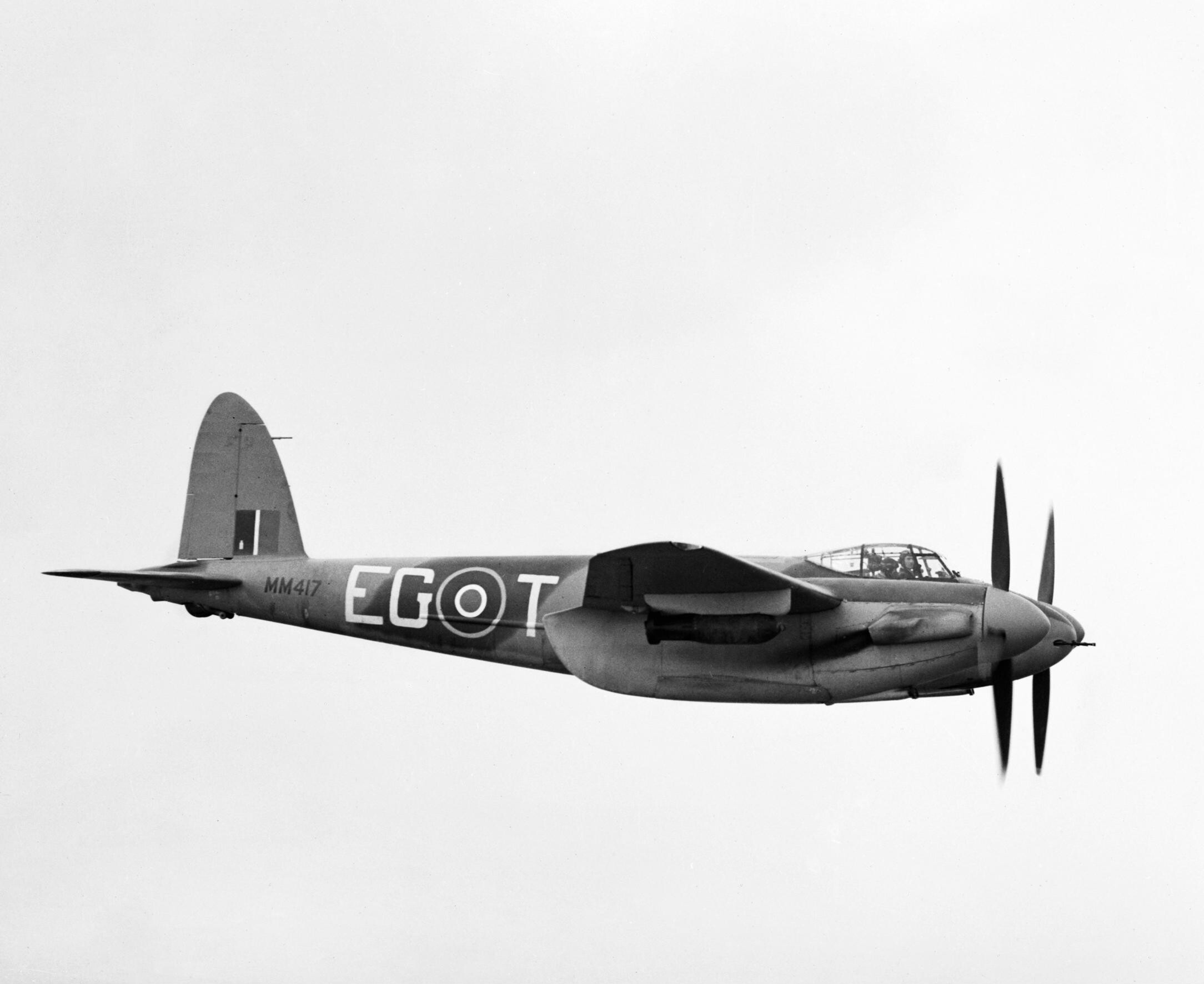
de Havilland Mosquito FB VI
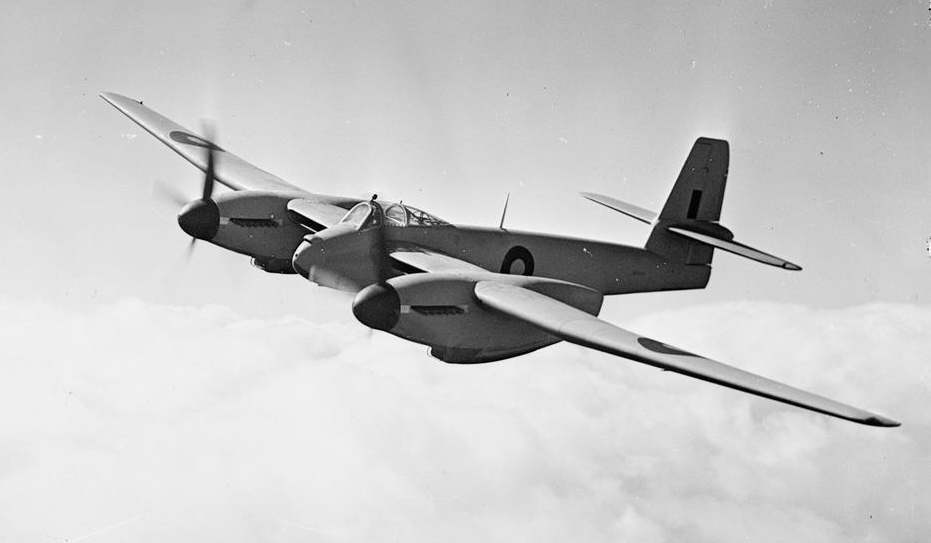
Westland Welkin
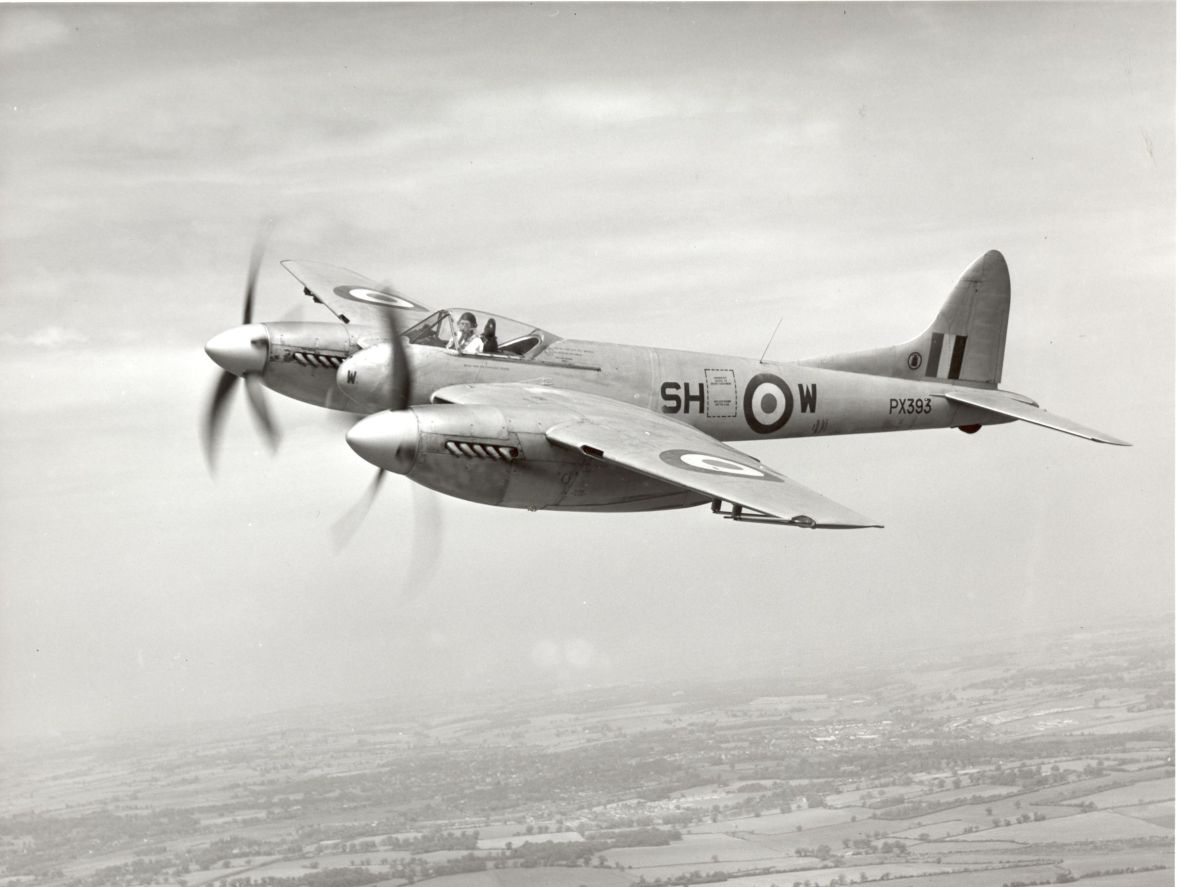
de Havilland Hornet

### Strahlgetriebene Jagdflugzeuge
- Gloster Meteor (1943)
- de Havilland Vampire (1943) – kein Kampfeinsatz mehr im Zweiten Weltkrieg

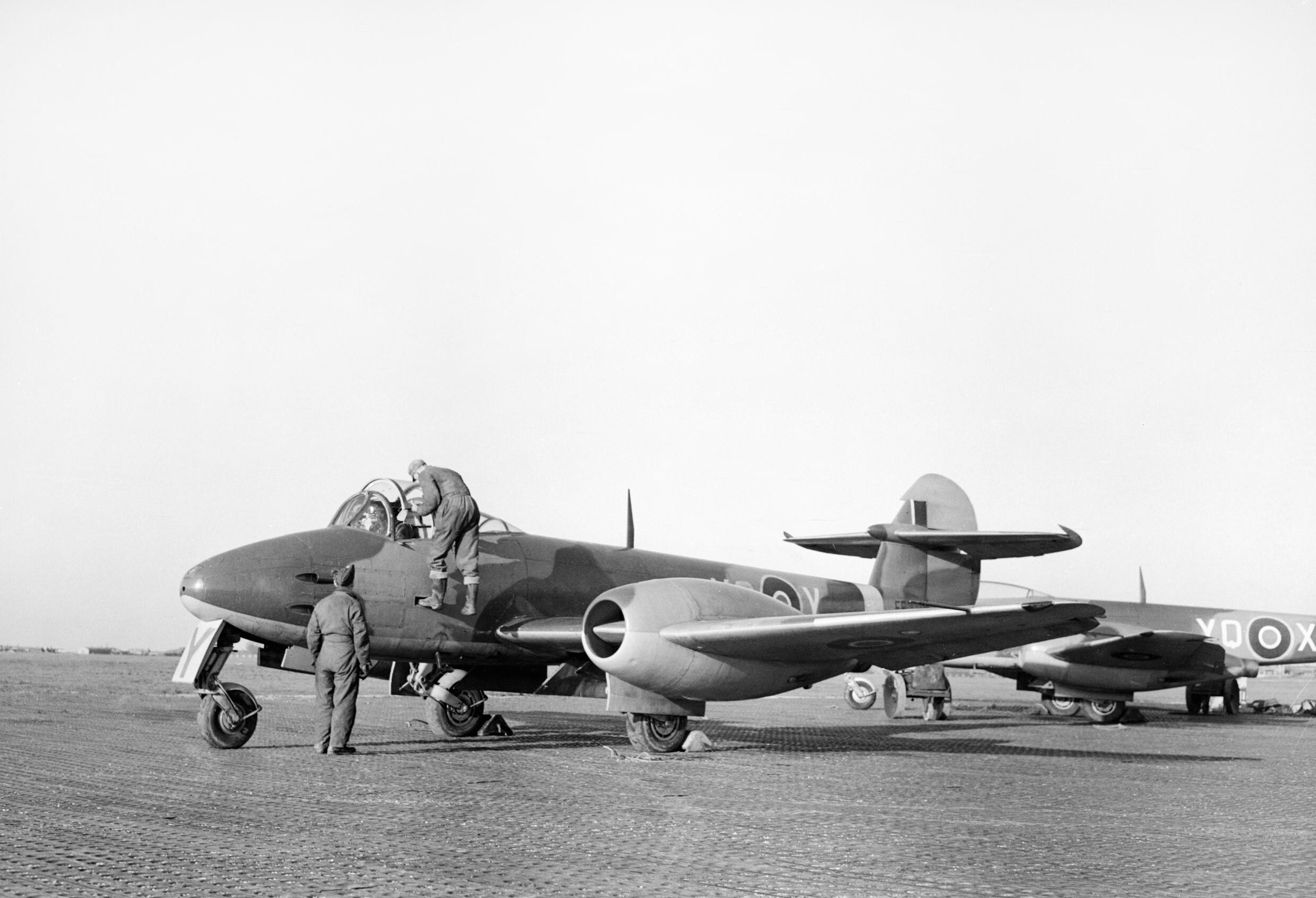
Gloster Meteor I
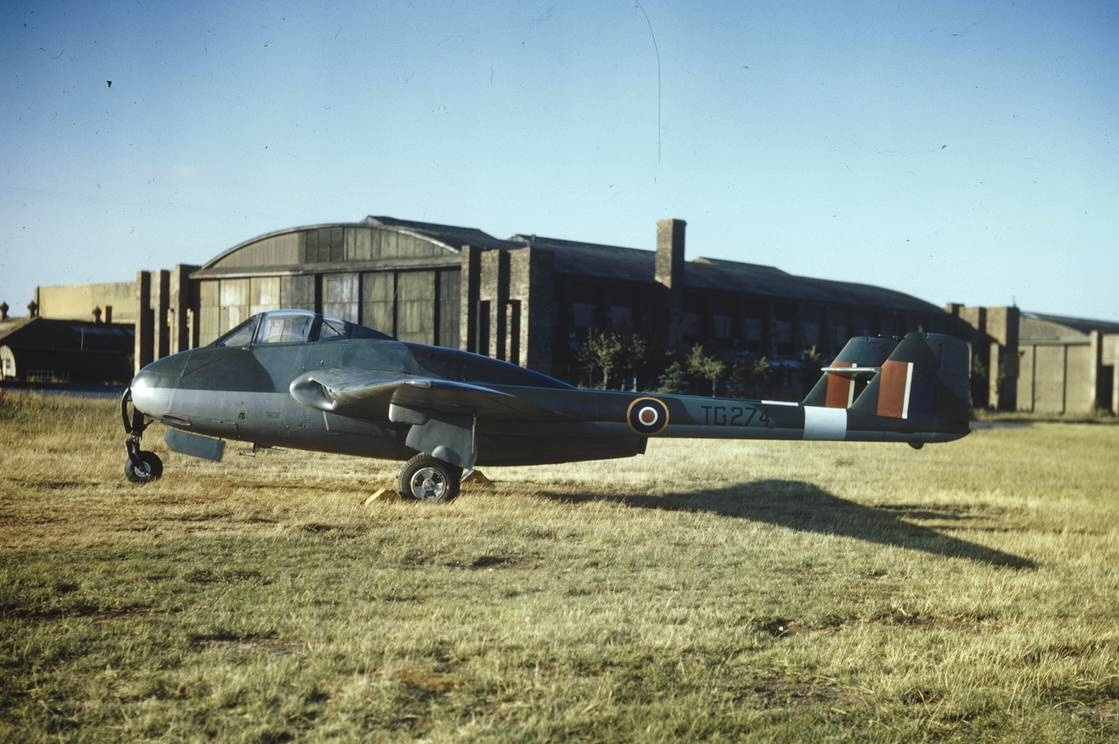
de Havilland Vampire F.1

## Bombenflugzeuge

### Leichte Bomber und Erdkampfflugzeuge
- Hawker Hart (1928)
- Hawker Hind (1934)
- Bristol Blenheim (1935)
- Fairey Battle (1936)
- de Havilland Mosquito (1940) – B-Varianten
- Bristol Brigand (1944) – kein Kampfeinsatz mehr im Zweiten Weltkrieg

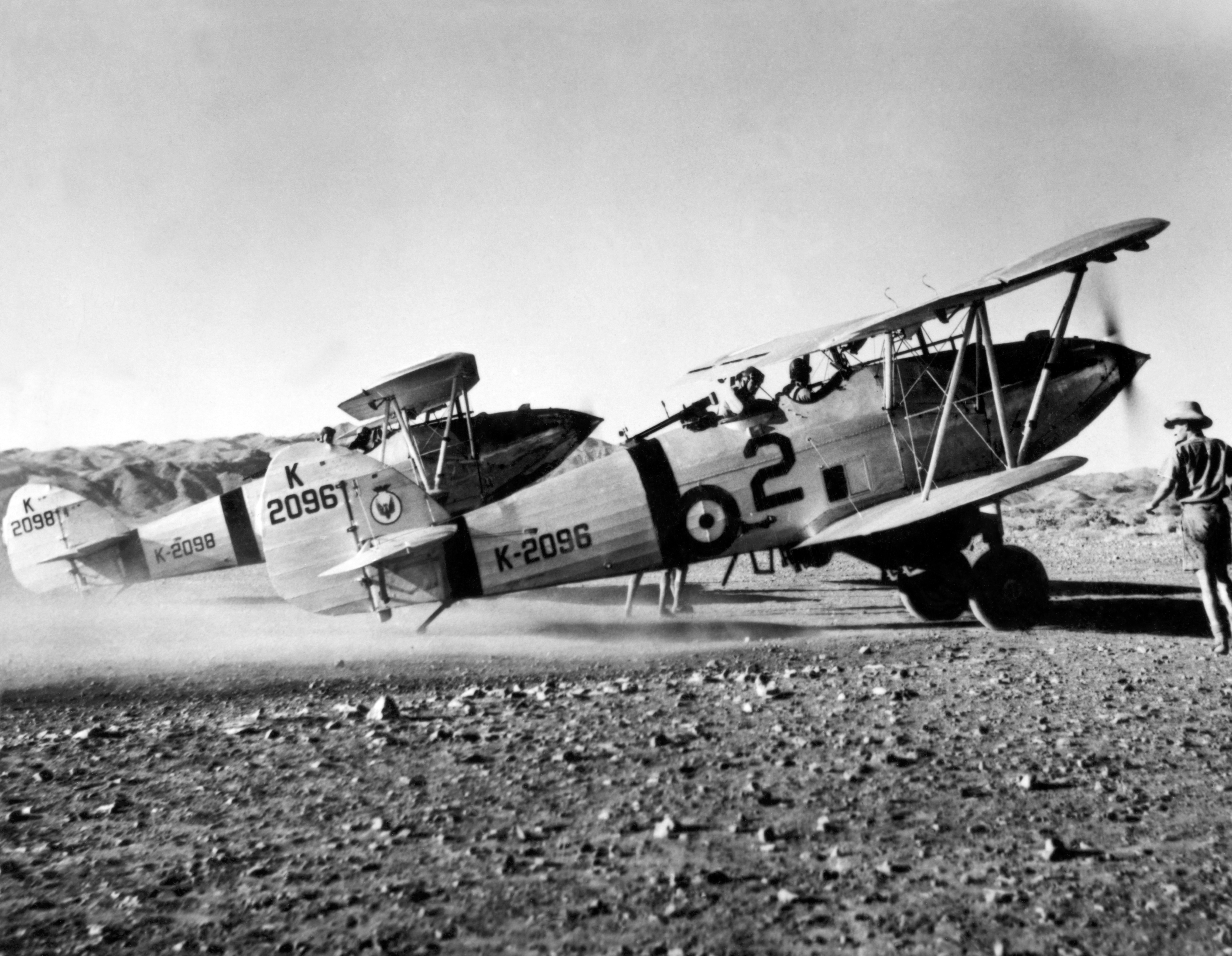
Hawker Hart
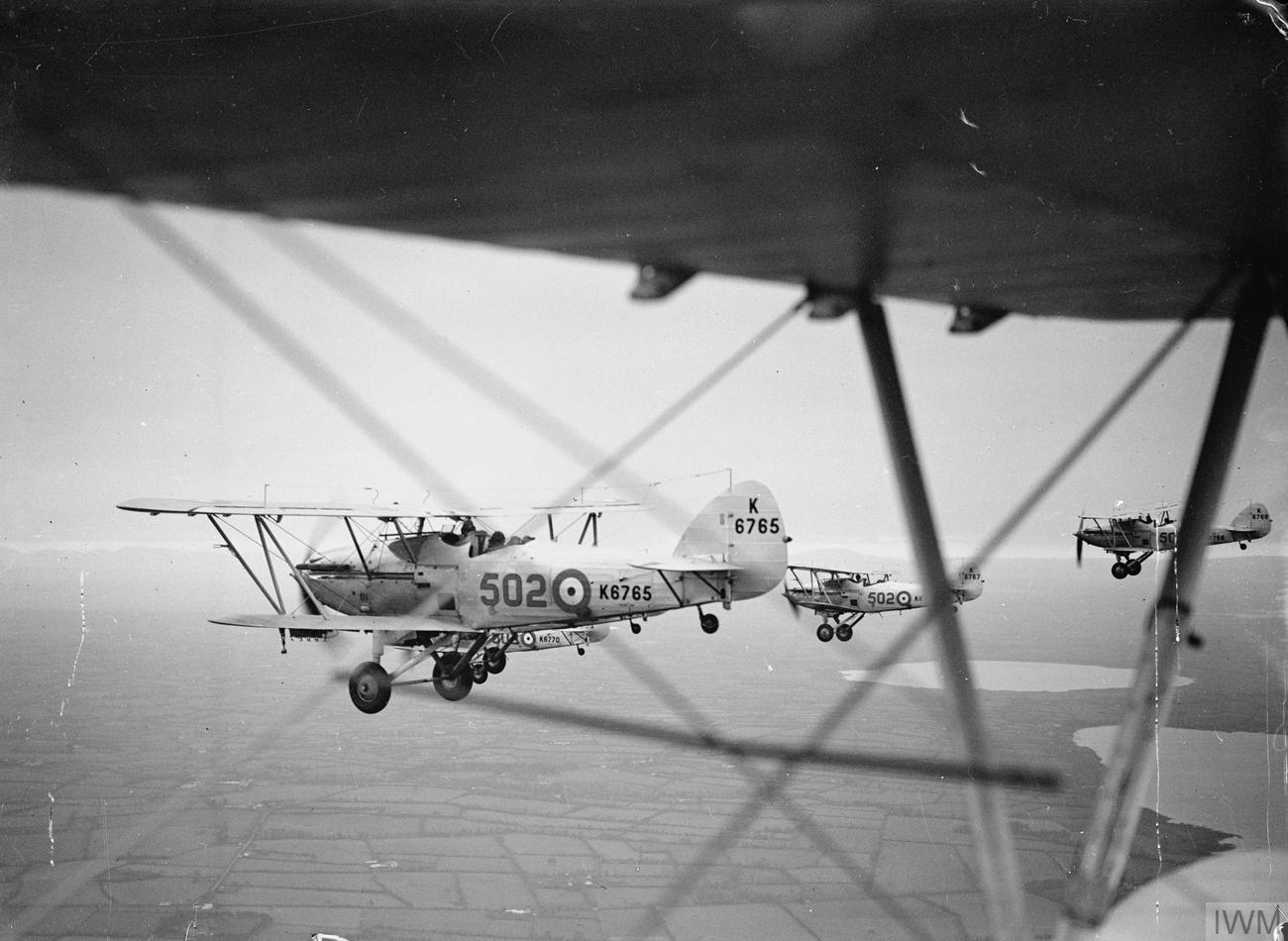
Hawker Hind
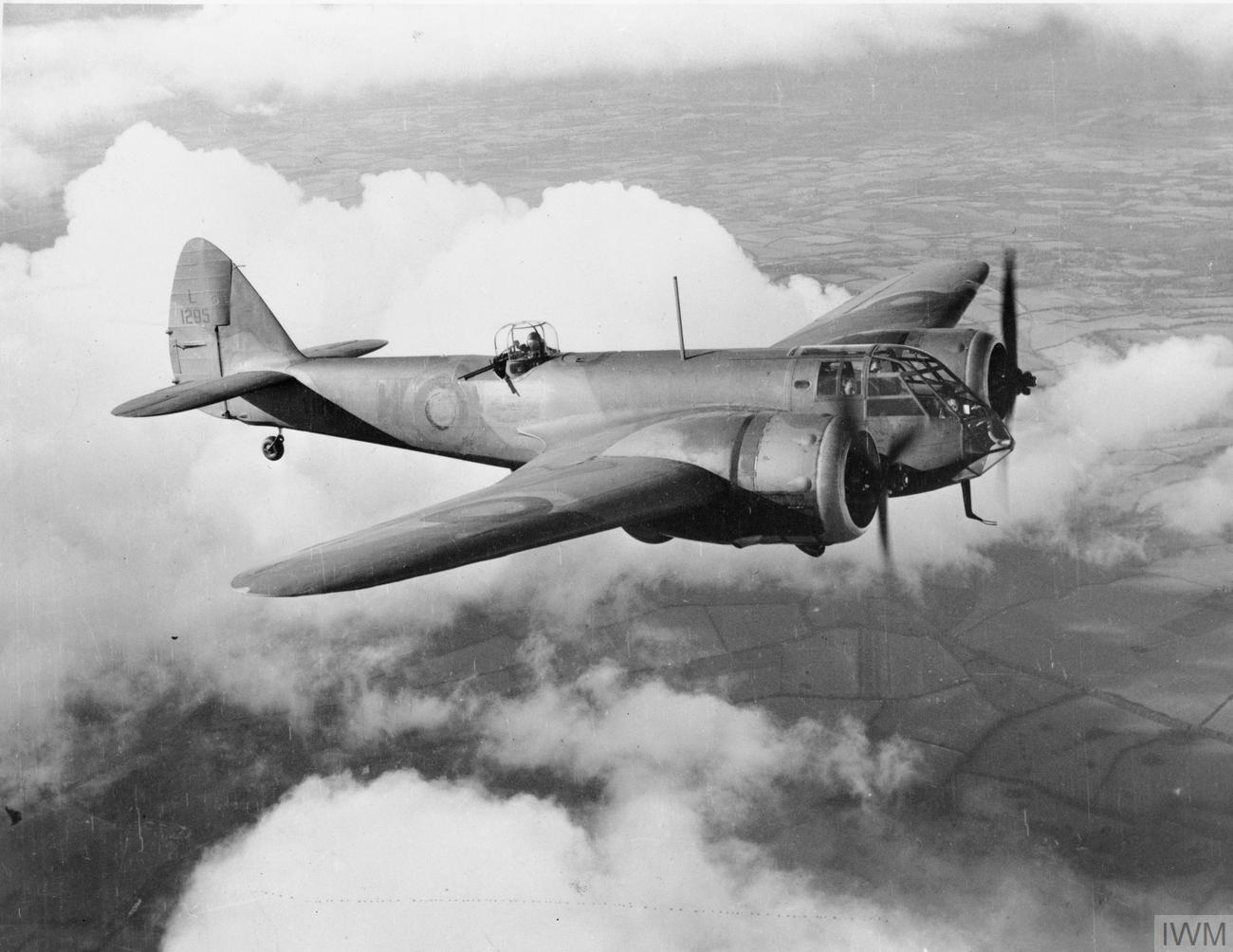
Bristol Blenheim I
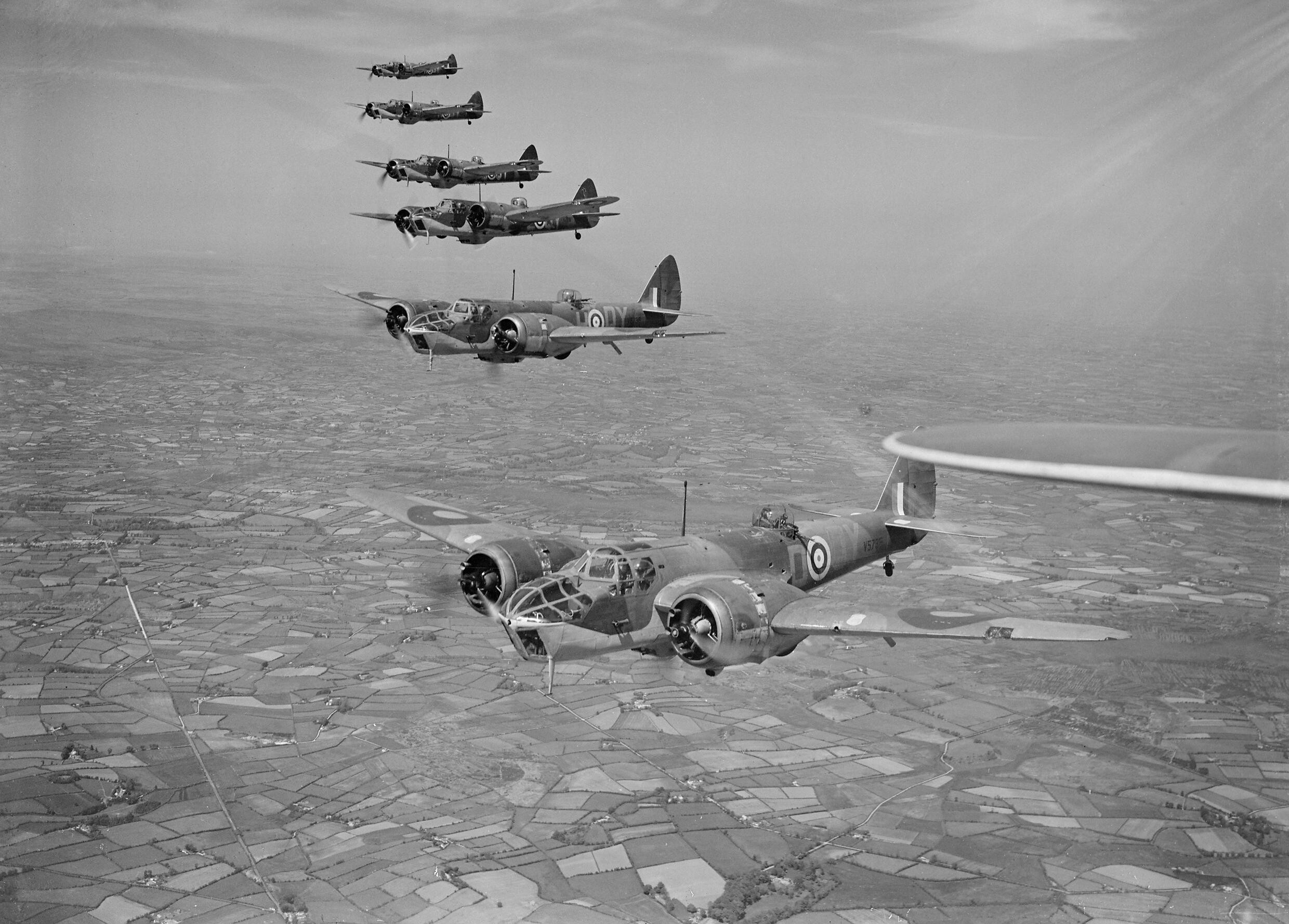
Bristol Blenheim IV
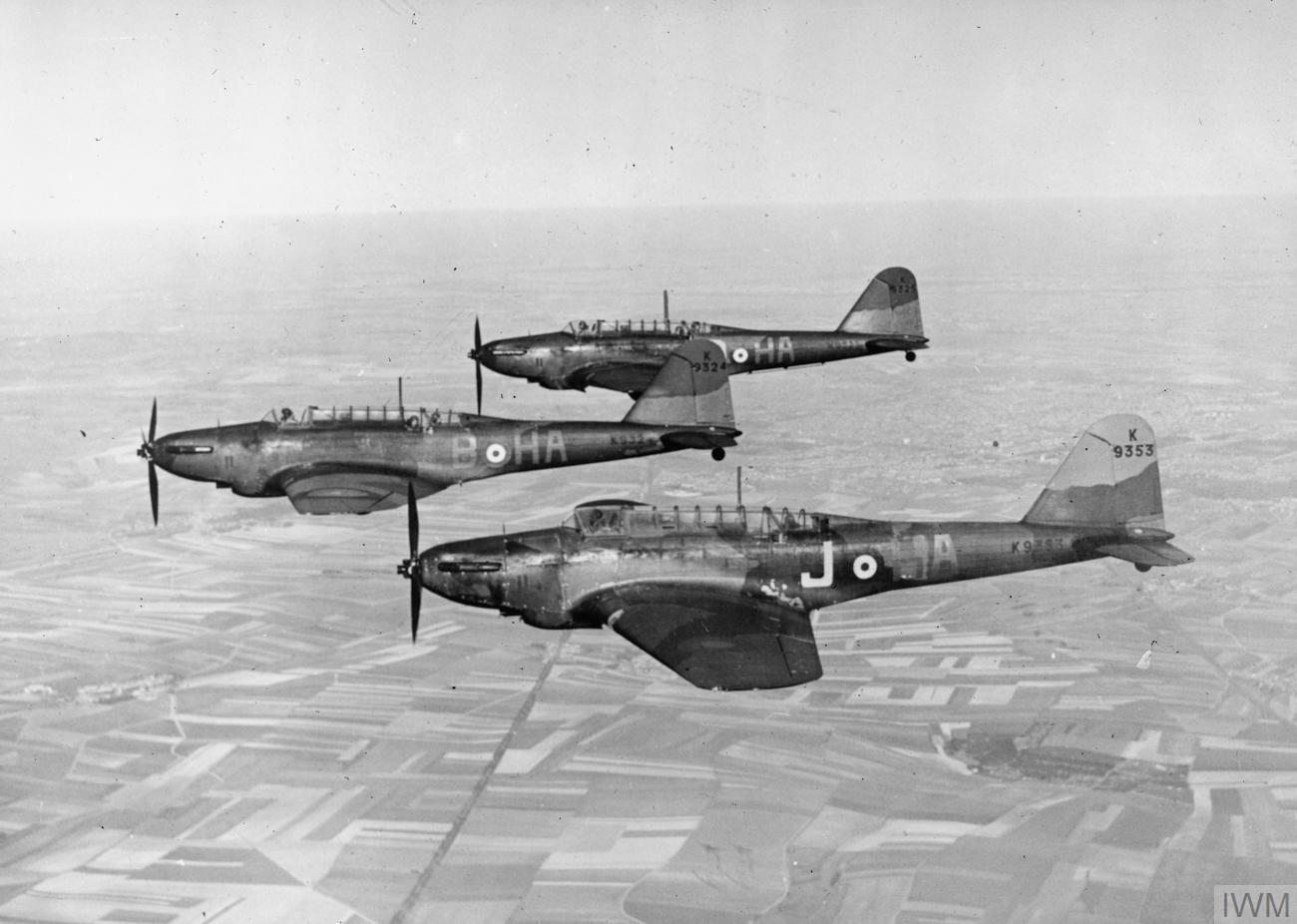
Fairey Battle
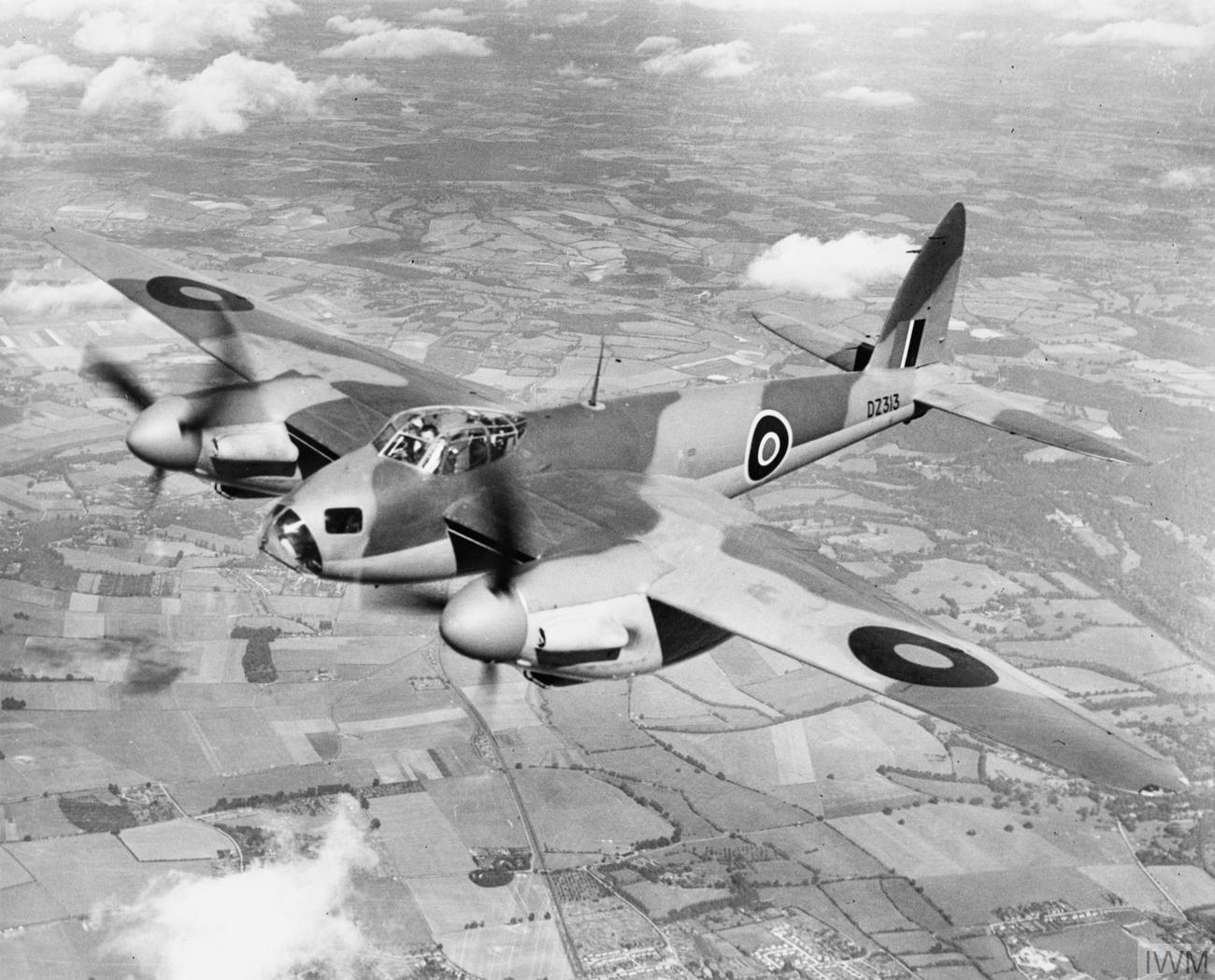
de Havilland Mosquito B IV
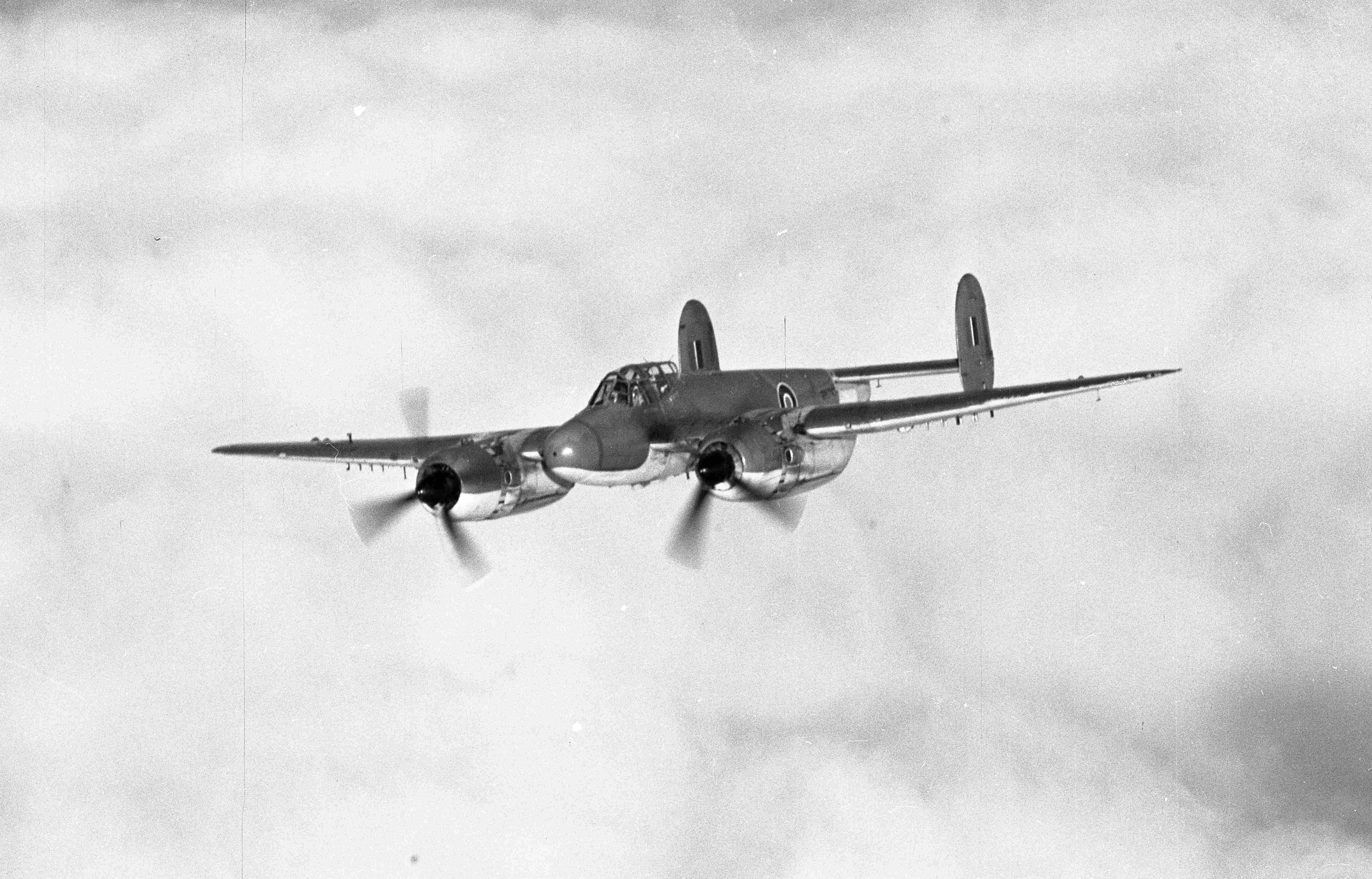
Bristol Brigand

General Purpose Bombers – leichte Bomben-, Aufklärungs- und Überwachungsflugzeuge v. a. für den Dienst im Nahen und Mittleren Osten sowie in Indien
- Westland Wapiti (1927)
- Fairey Gordon (1931)
- Westland Wallace (1931)
- Vickers Vincent (1934)
- Hawker Hardy (1934)
- Vickers Wellesley (1935)

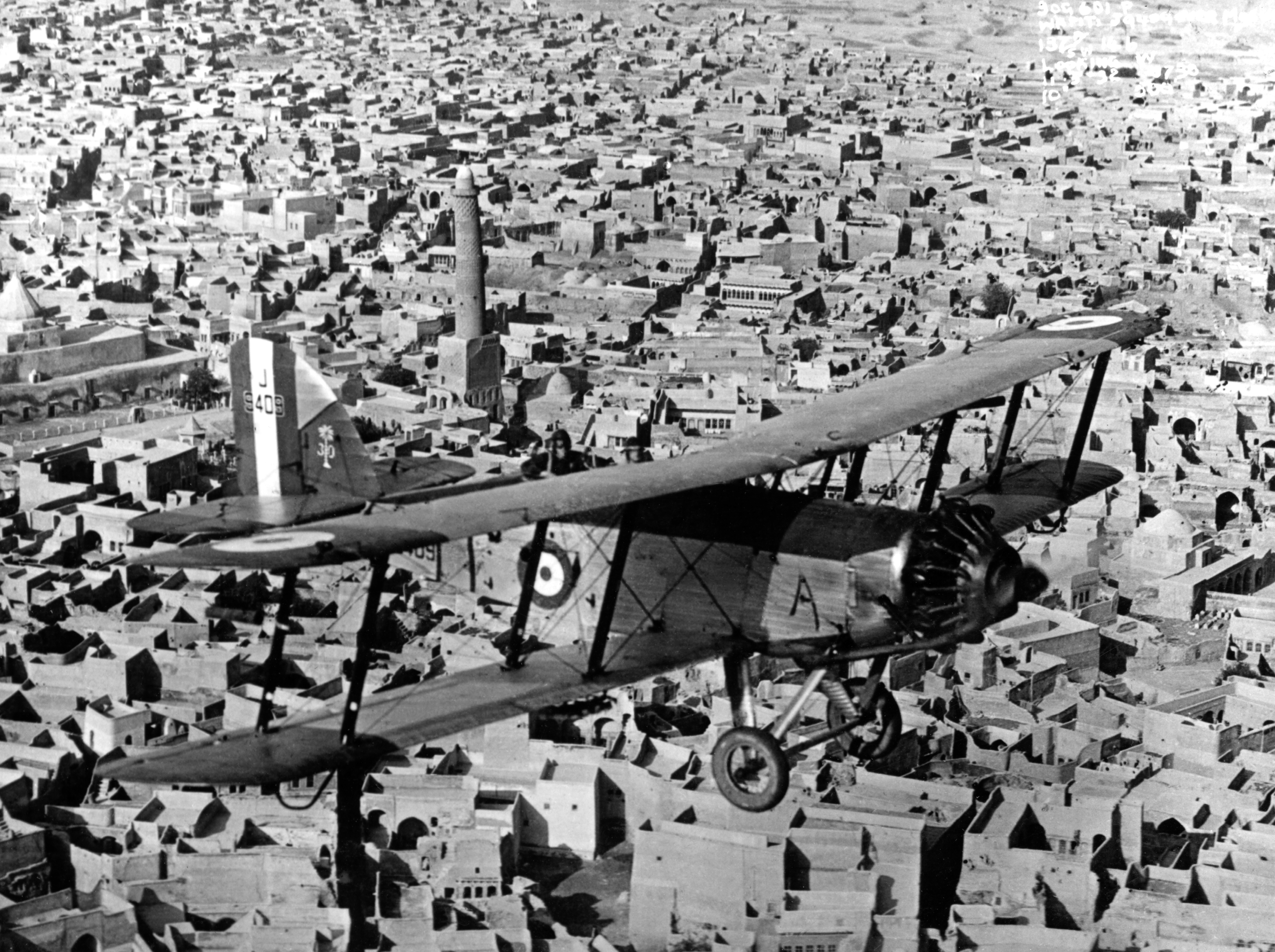
Westland Wapiti
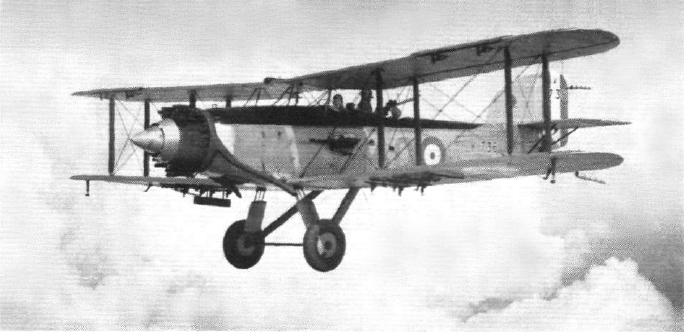
Fairey Gordon
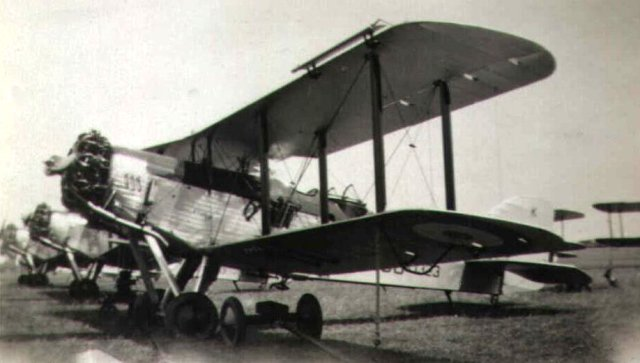
Westland Wallace
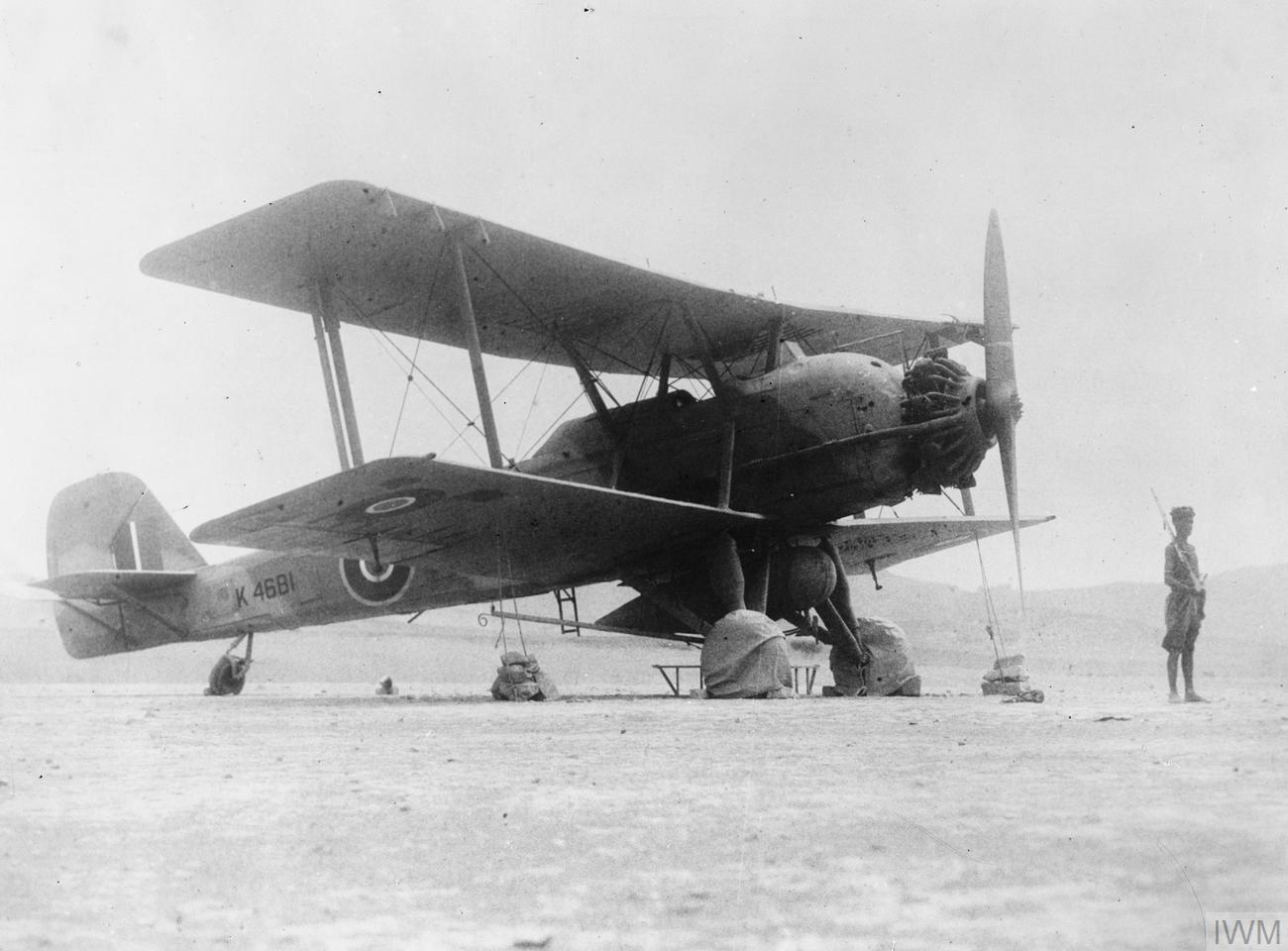
Vickers Vincent
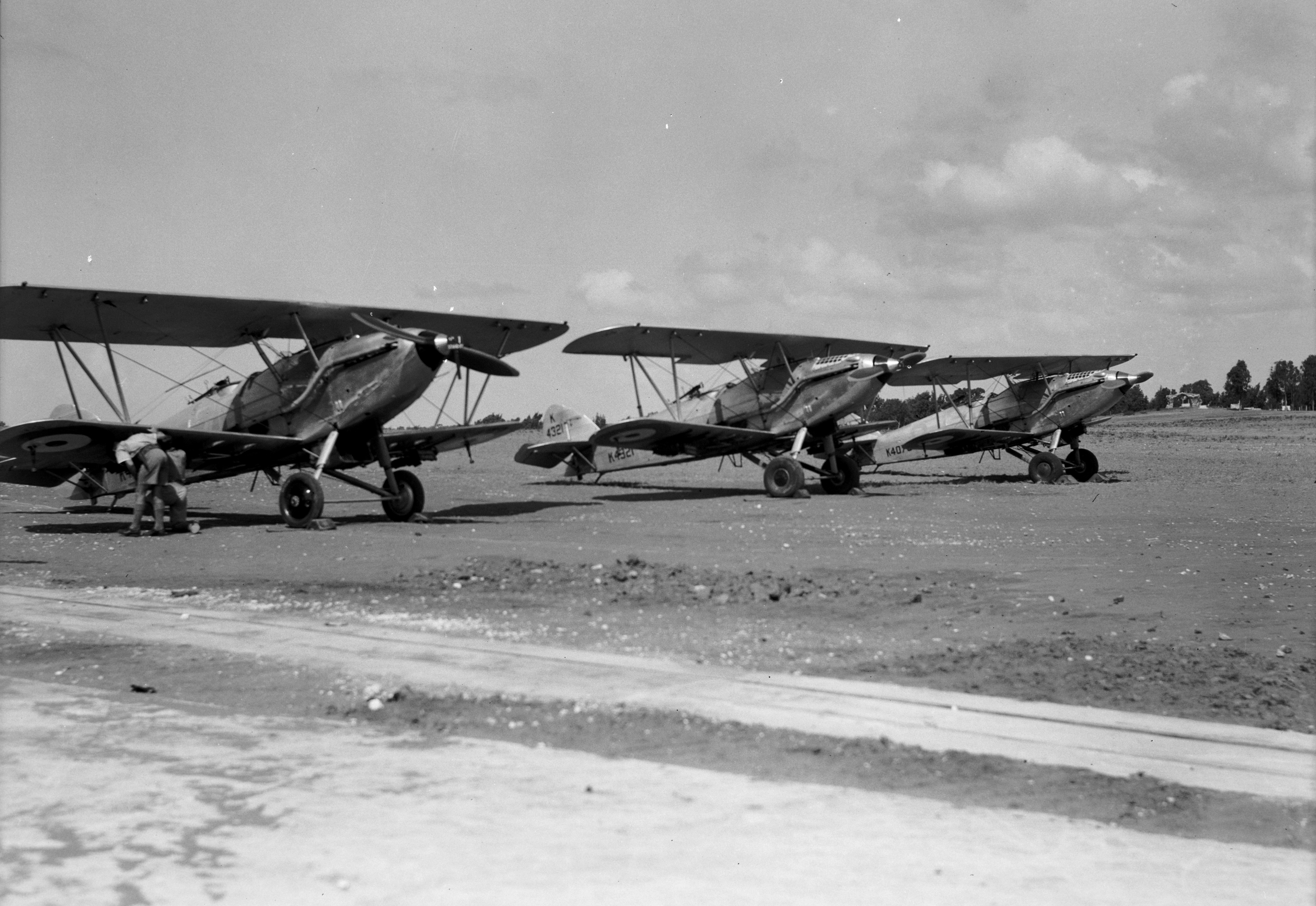
Hawker Hardy
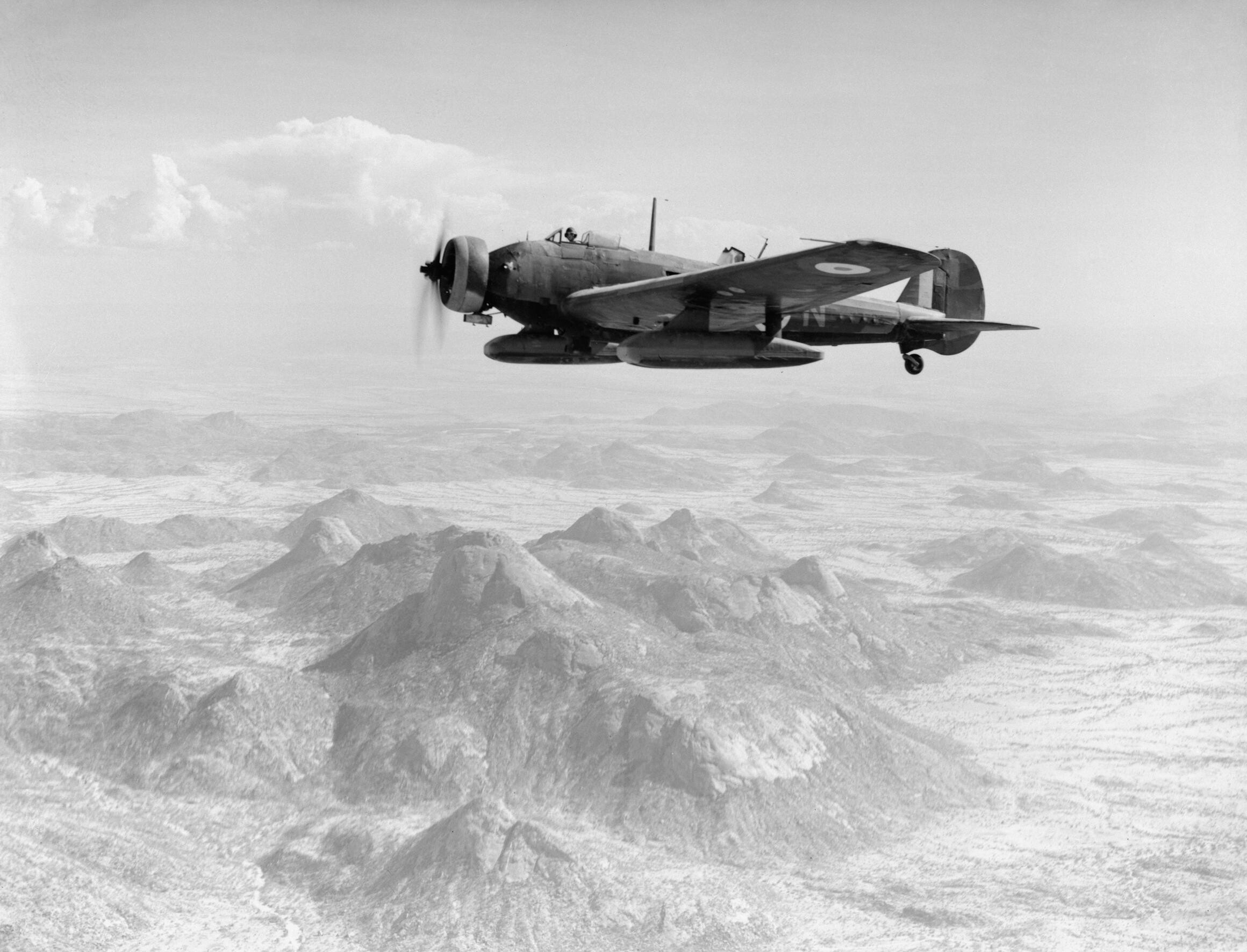
Vickers Wellesley

Army Cooperation Aircraft – leichte Flugzeuge zur Artilleriebeobachtung und Bodennahunterstützung, im Gegensatz zu reinen Verbindungsflugzeugen bewaffnet
- Hawker Audax (1931)
- Hawker Hartebeest (1935) – Variante der Audax für Südafrika, oft auch als Hartbees(t) bezeichnet
- Hawker Hector (1936)
- Westland Lysander (1936)

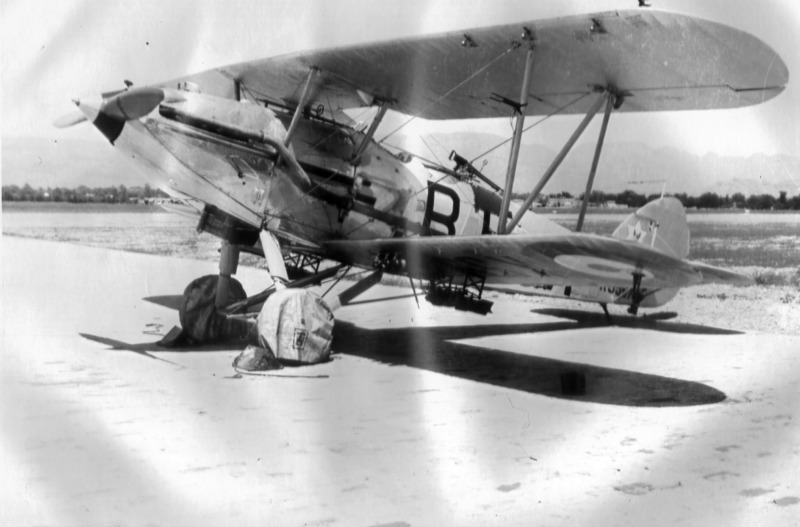
Hawker Audax
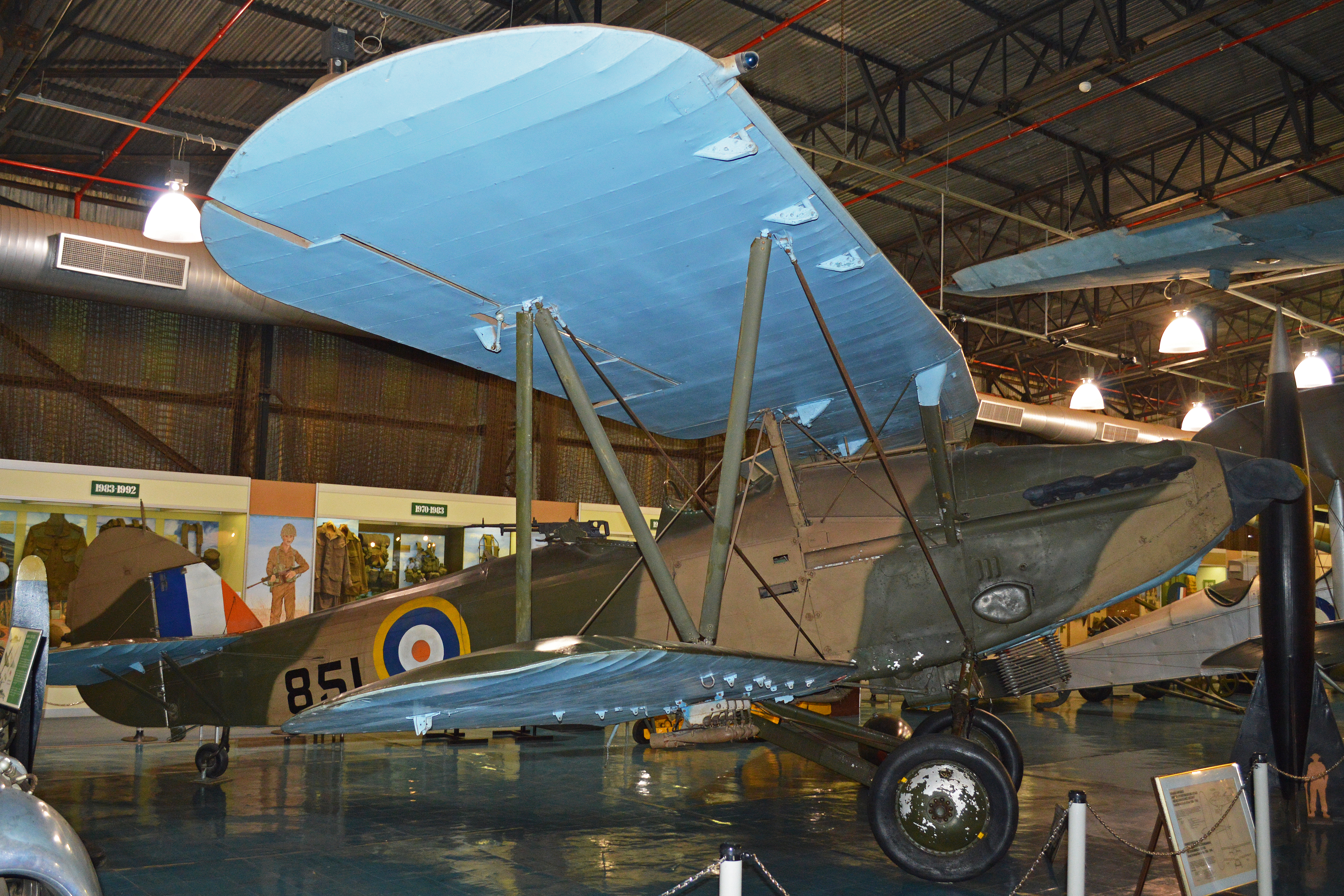
Hawker Hartebeest
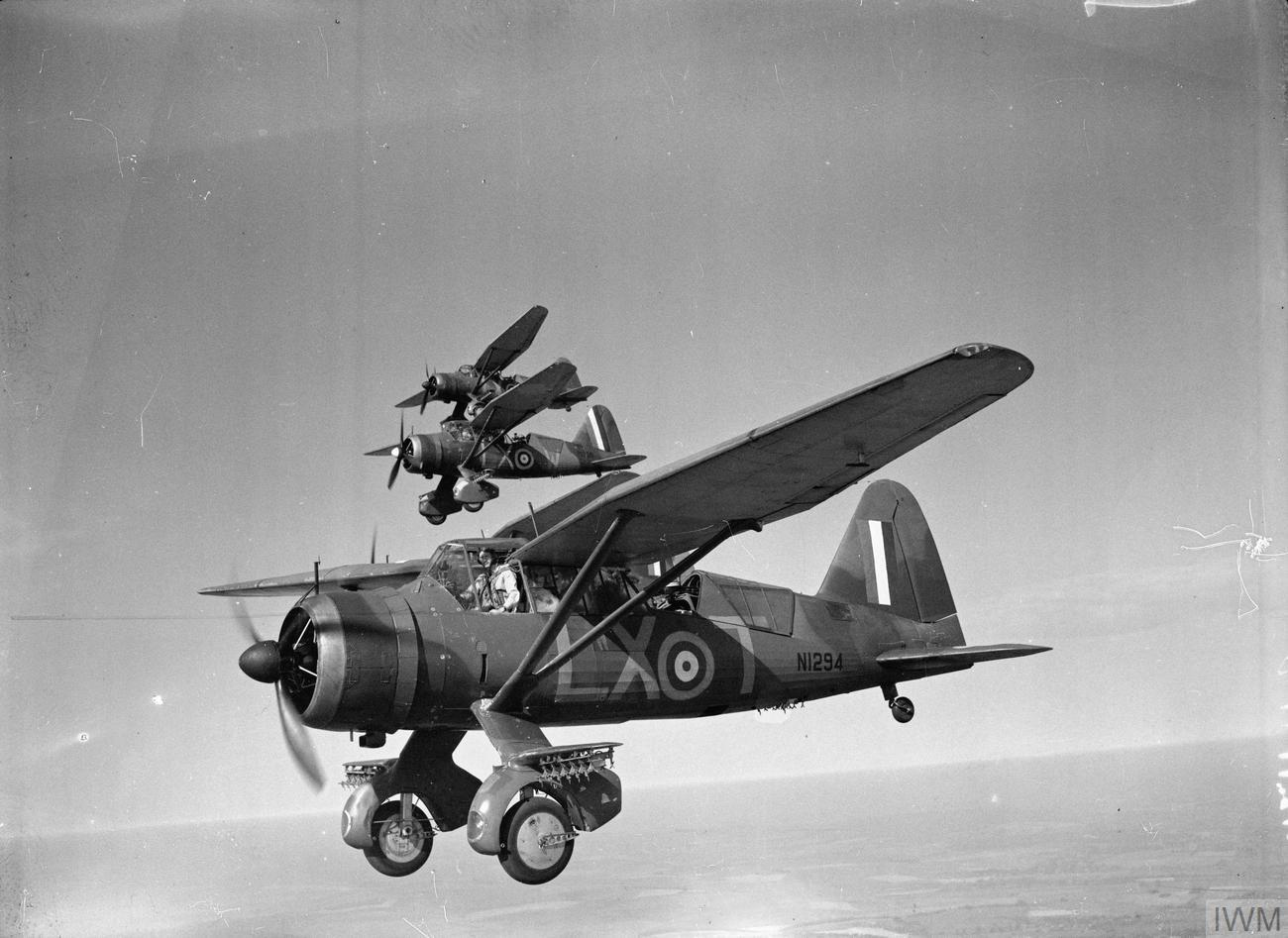
Westland Lysander

### Zweimotorige mittlere und schwere Bomber
- Handley Page Heyford (1930)
- Boulton & Paul Overstrand (1933)
- Armstrong Whitworth Whitley (1936)
- Vickers Wellington (1936)
- Handley Page Hampden (1936)
- Handley Page Harrow (1936)
- Handley Page Hereford (1938) – Variante der Hampden mit anderer Motorisierung
- Avro Manchester (1939)
- Bristol Buckingham (1943)

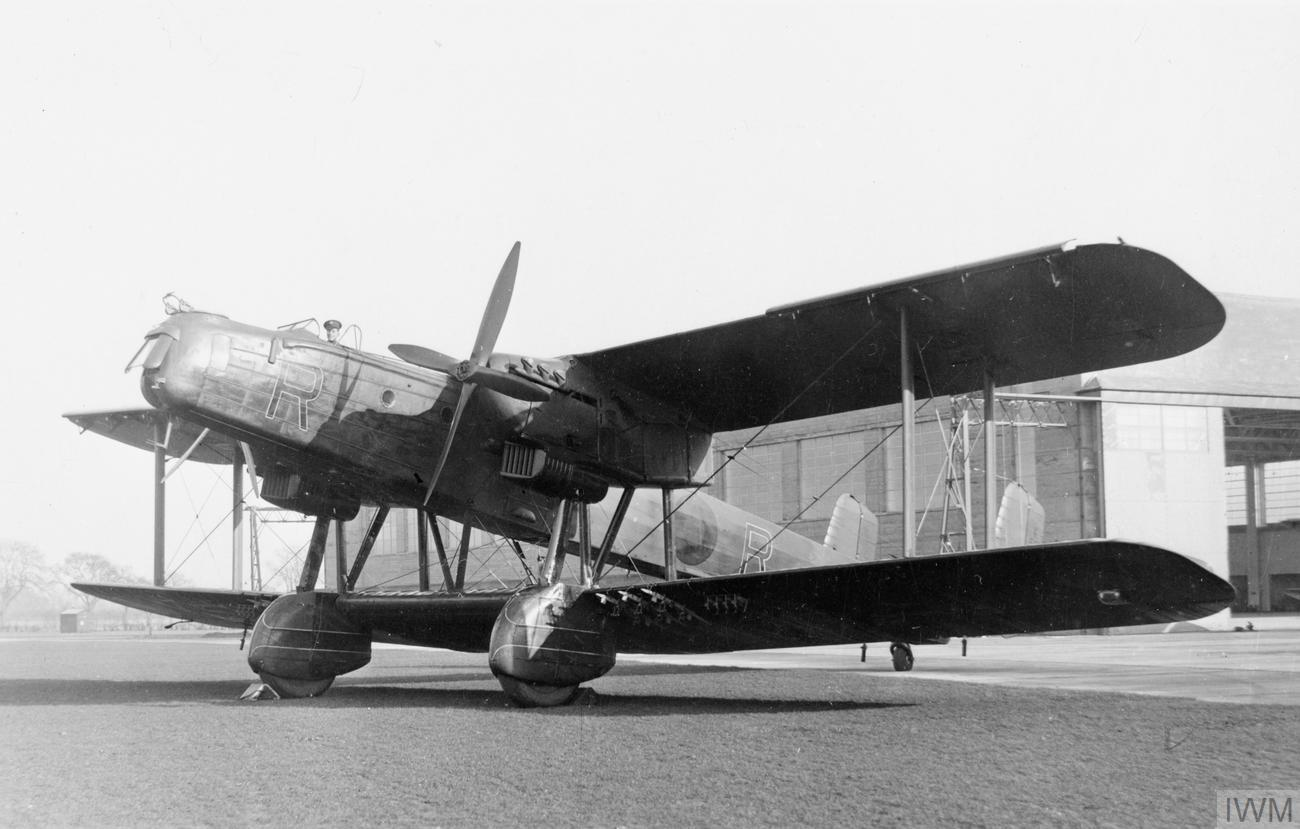
Handley Page Heyford
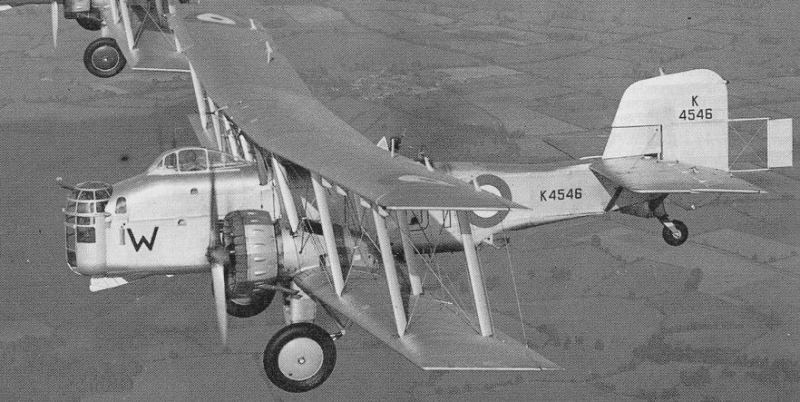
Boulton & Paul Overstrand
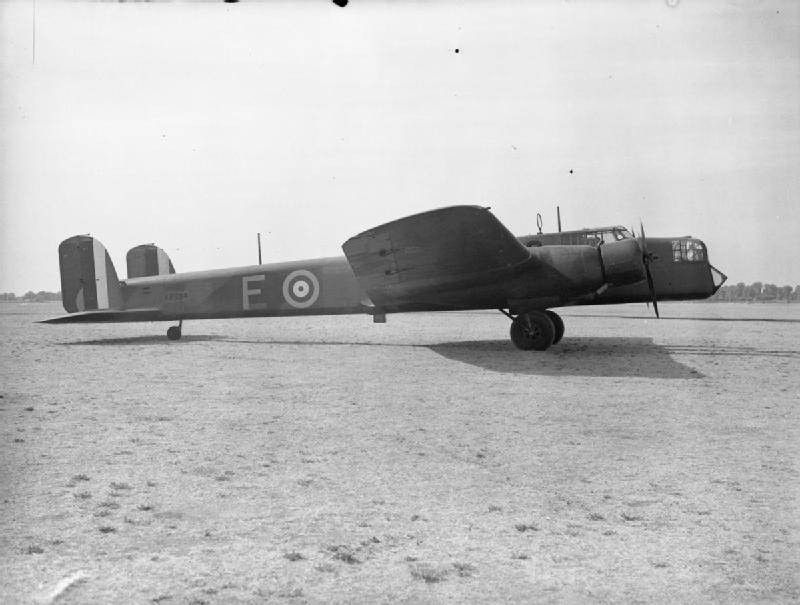
Armstrong Whitworth Whitley
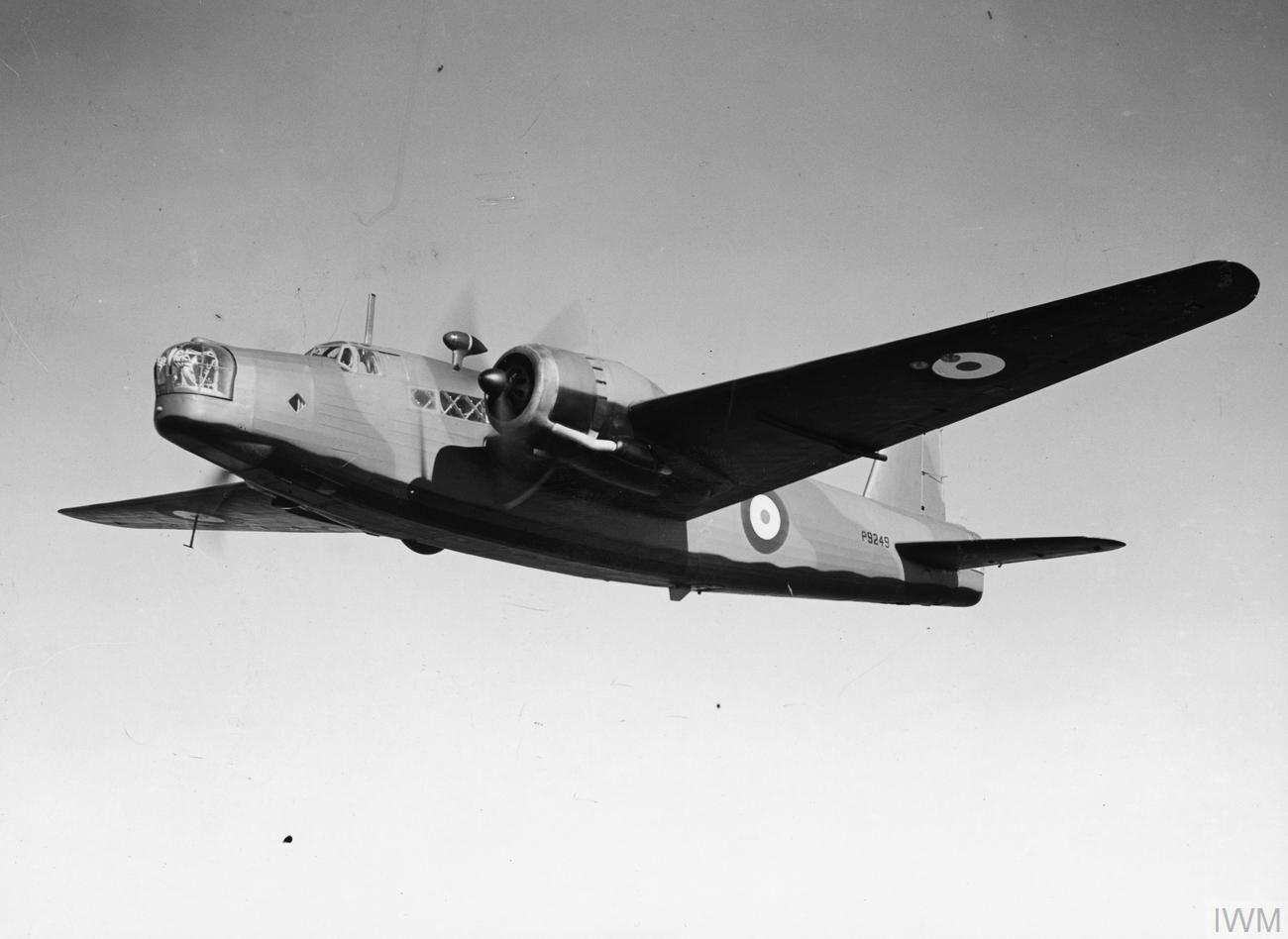
Vickers Wellington IC
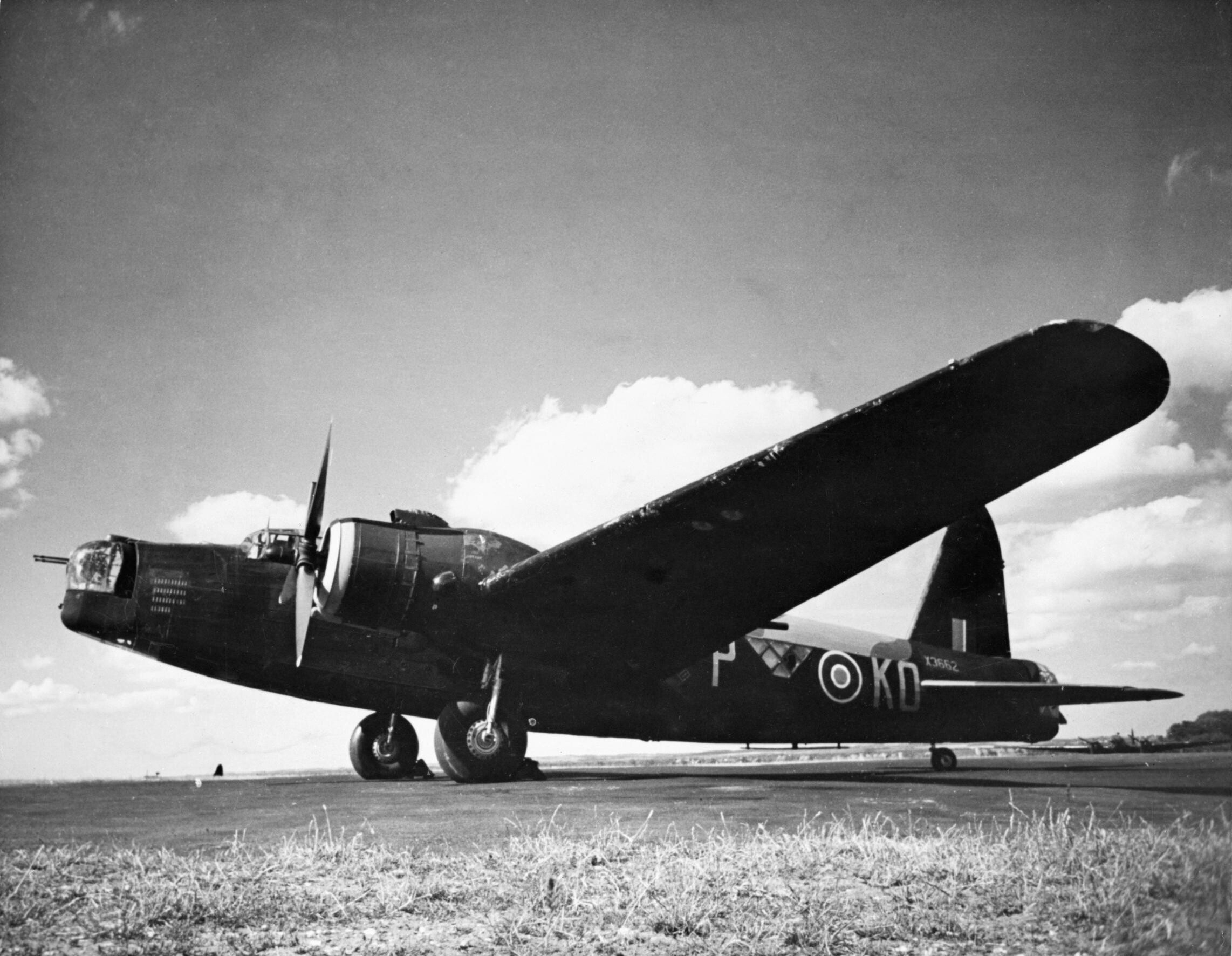
Vickers Wellington III
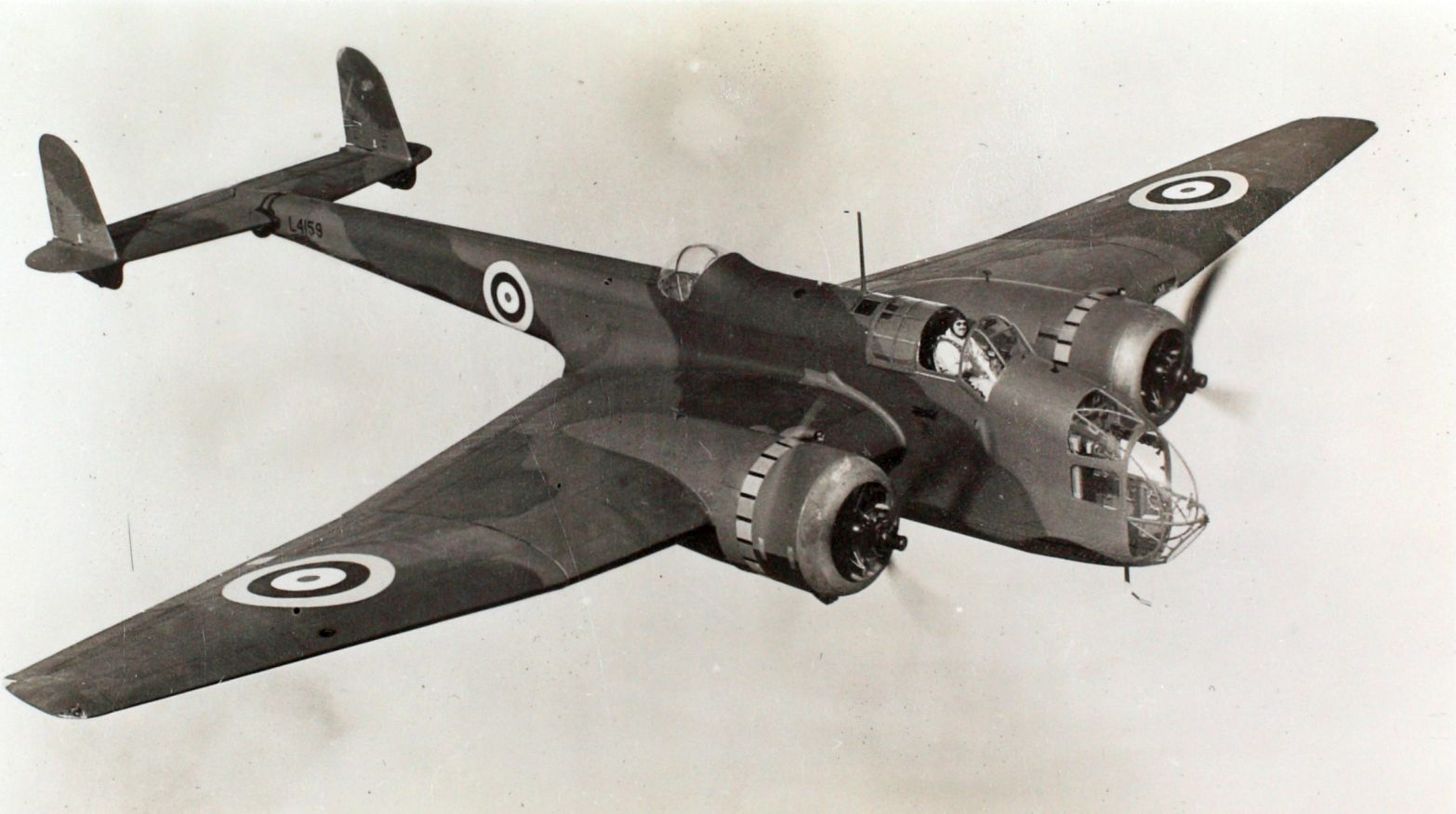
Handley Page Hampden
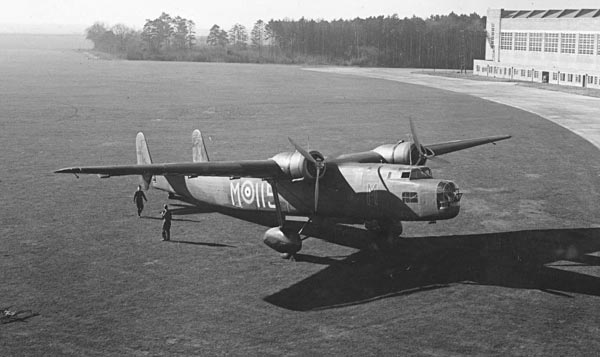
Handley Page Harrow
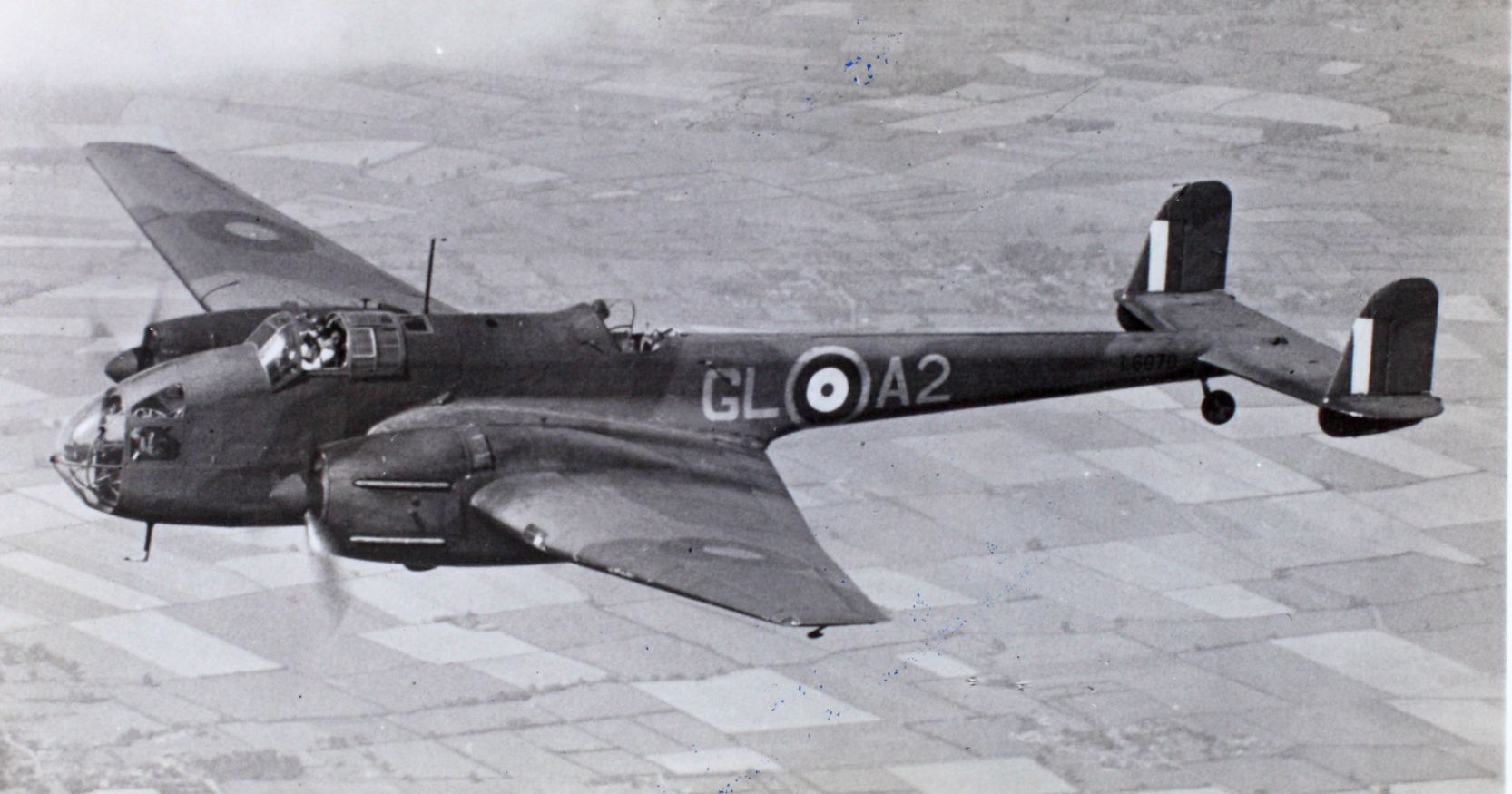
Handley Page Hereford
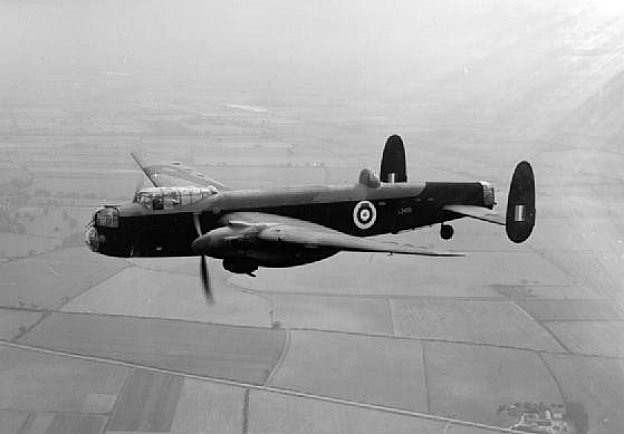
Avro Manchester
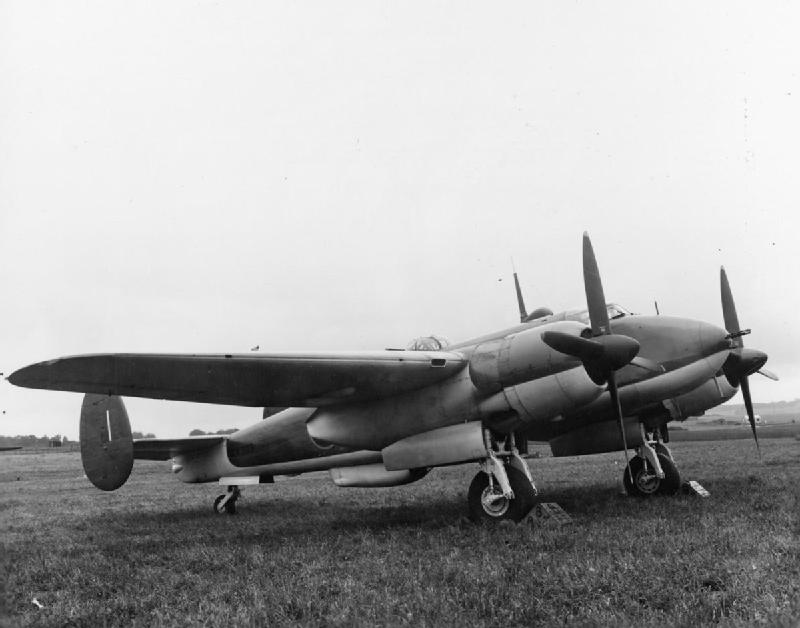
Bristol Buckingham

### Viermotorige schwere Bomber
- Short Stirling (1939)
- Handley Page Halifax (1939)
- Avro Lancaster (1941)
- Avro Lincoln (1944) – kein Kampfeinsatz mehr im Zweiten Weltkrieg

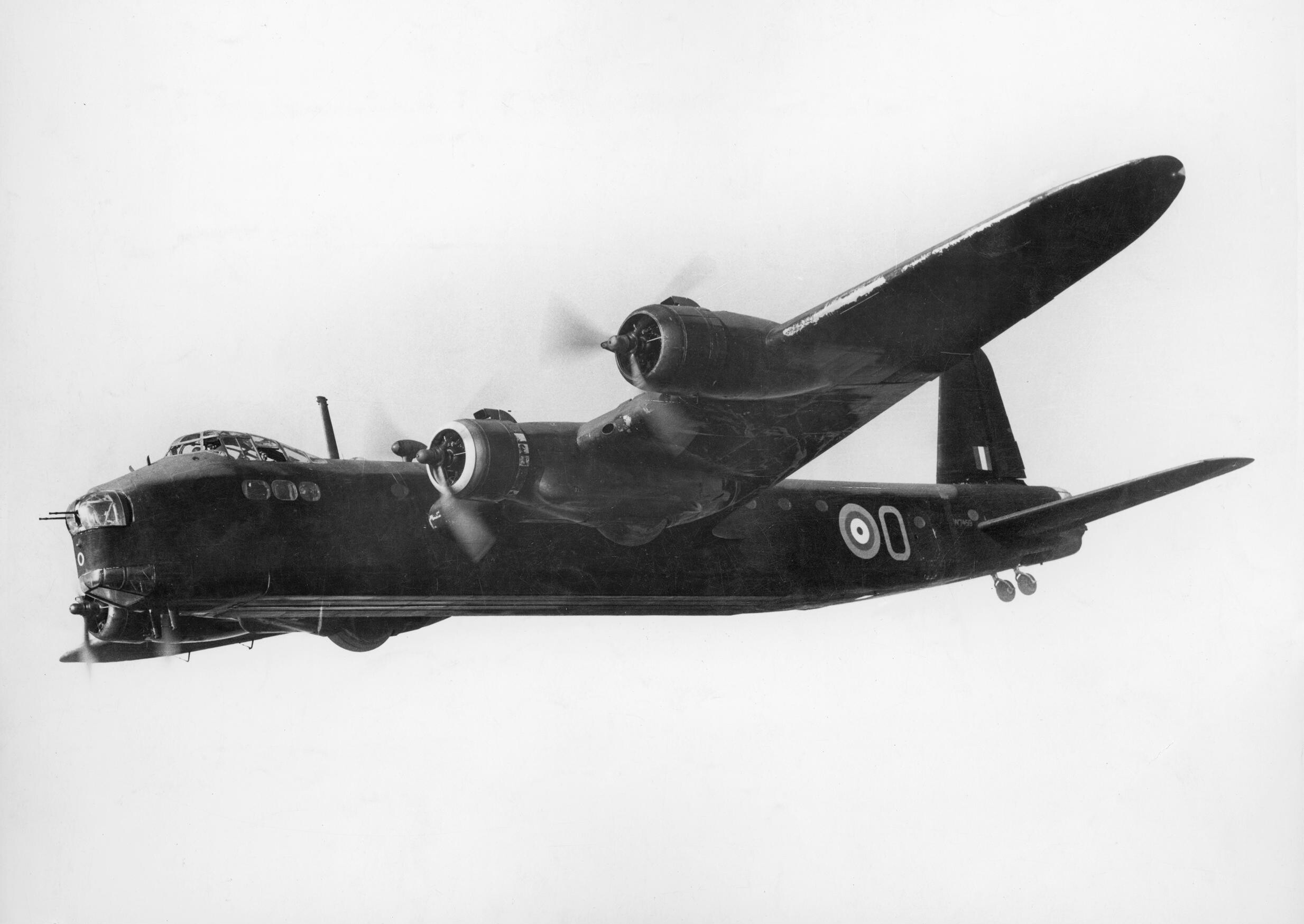
Short Stirling
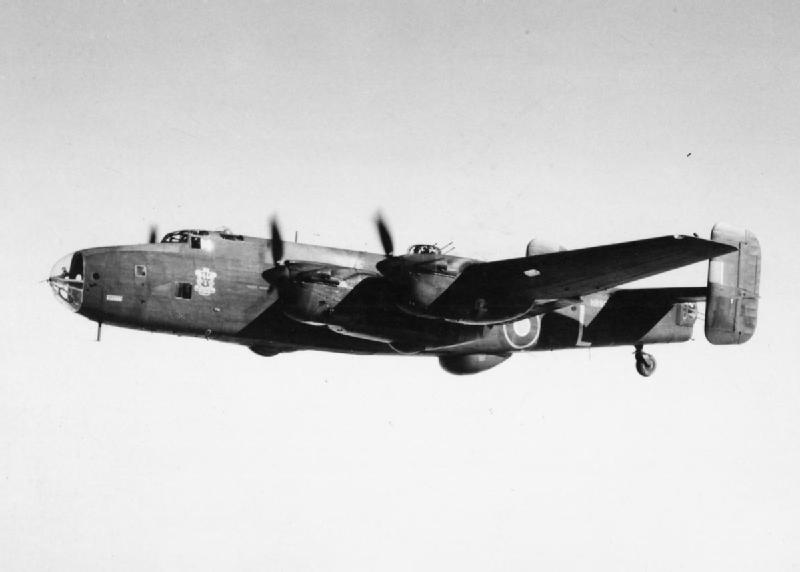
Handley Page Halifax B II
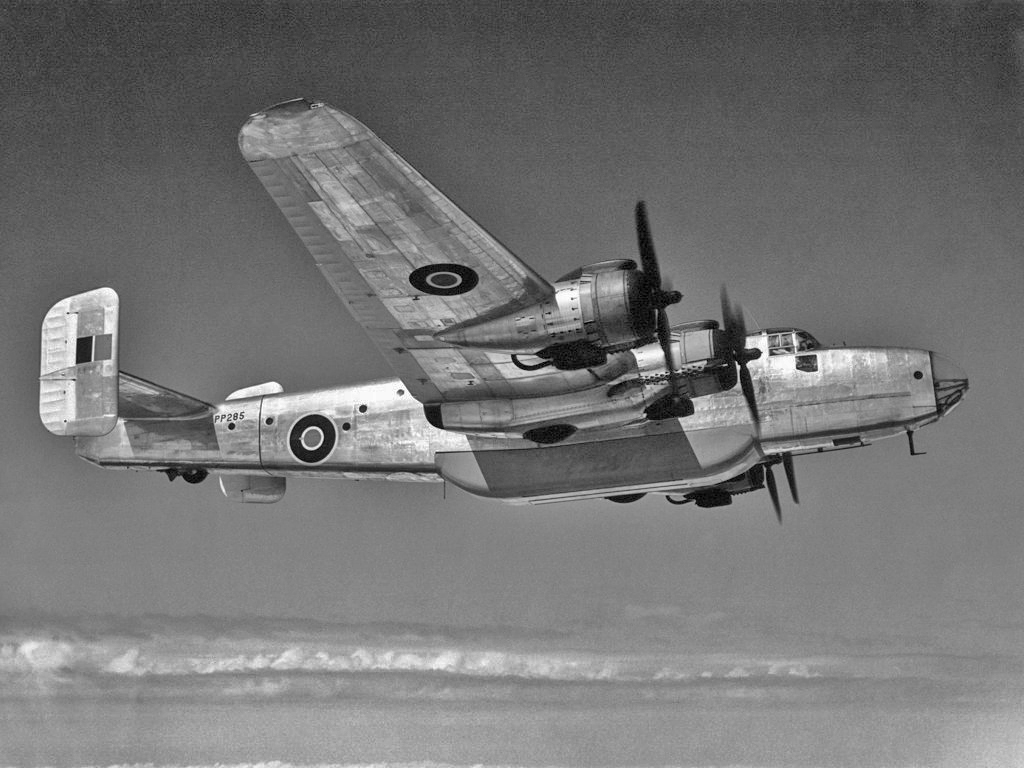
Handley Page Halifax C VII (Umbau zu Transportflugzeug)
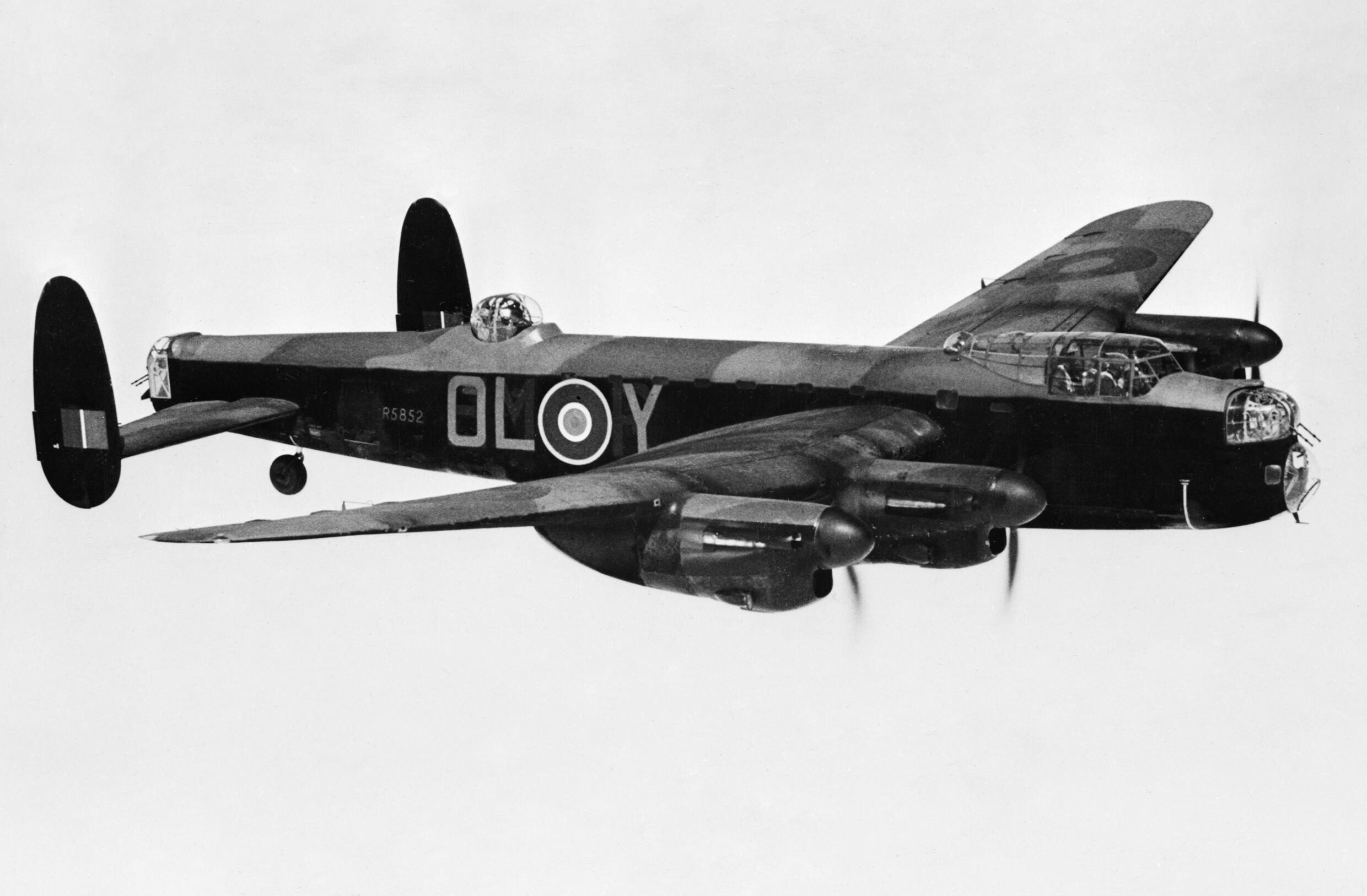
Avro Lancaster I
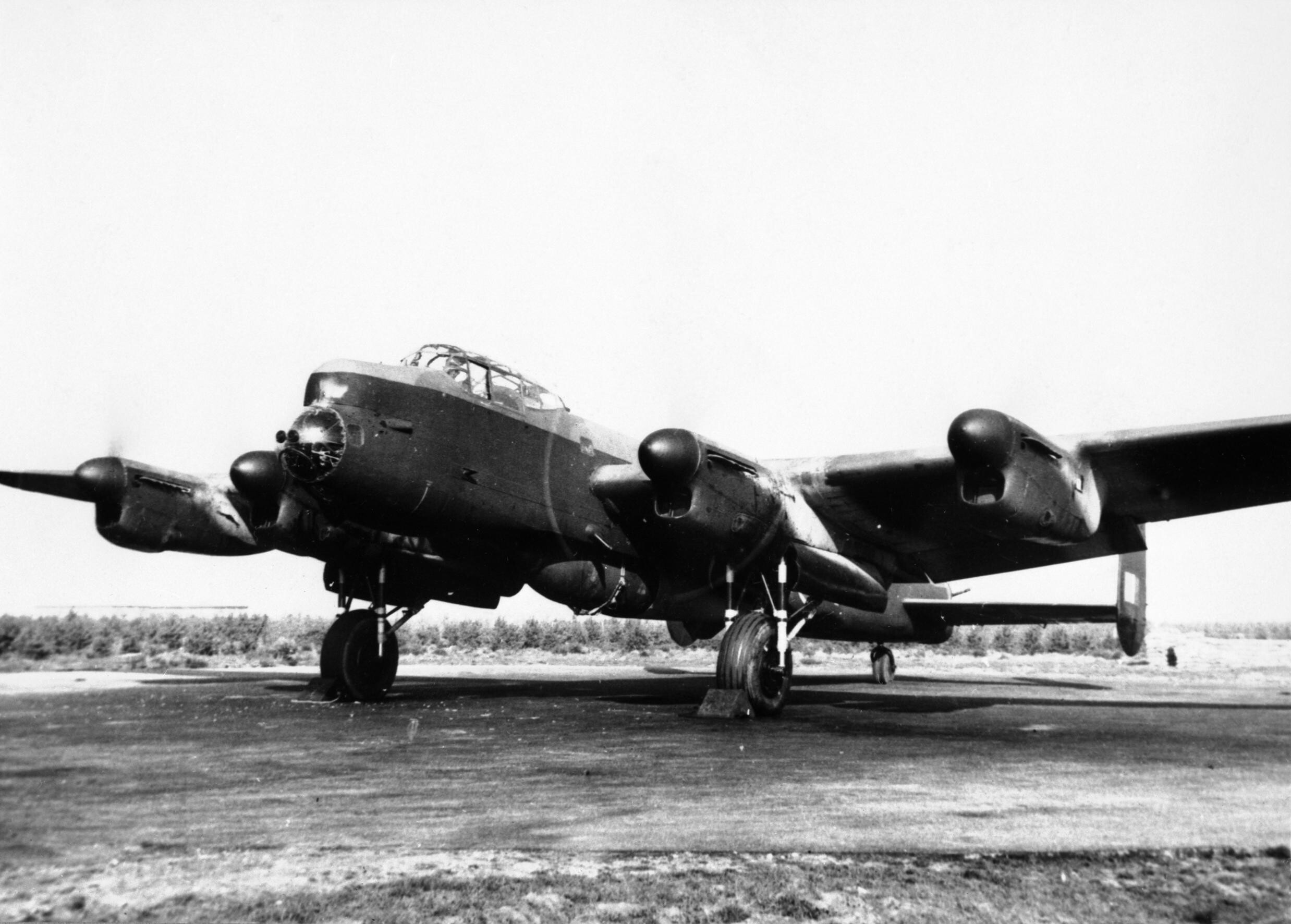
Avro Lancaster B I (Special) mit Grand Slam Bombe
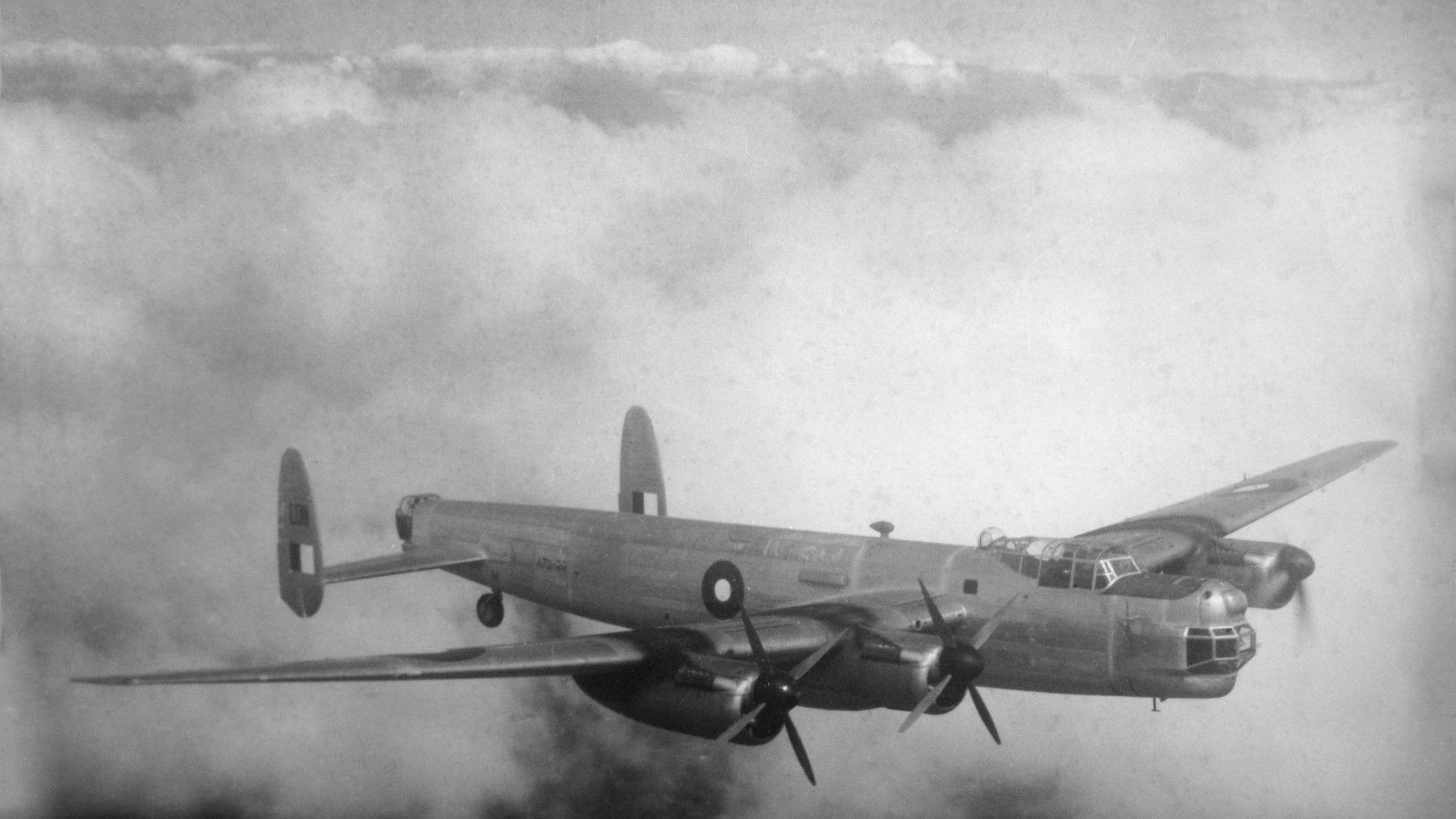
Avro Lincoln

### Landgestützte Torpedobomber
- Vickers Vildebeest (1928)
- Bristol Beaufort (1938)
- Blackburn Botha (1938)

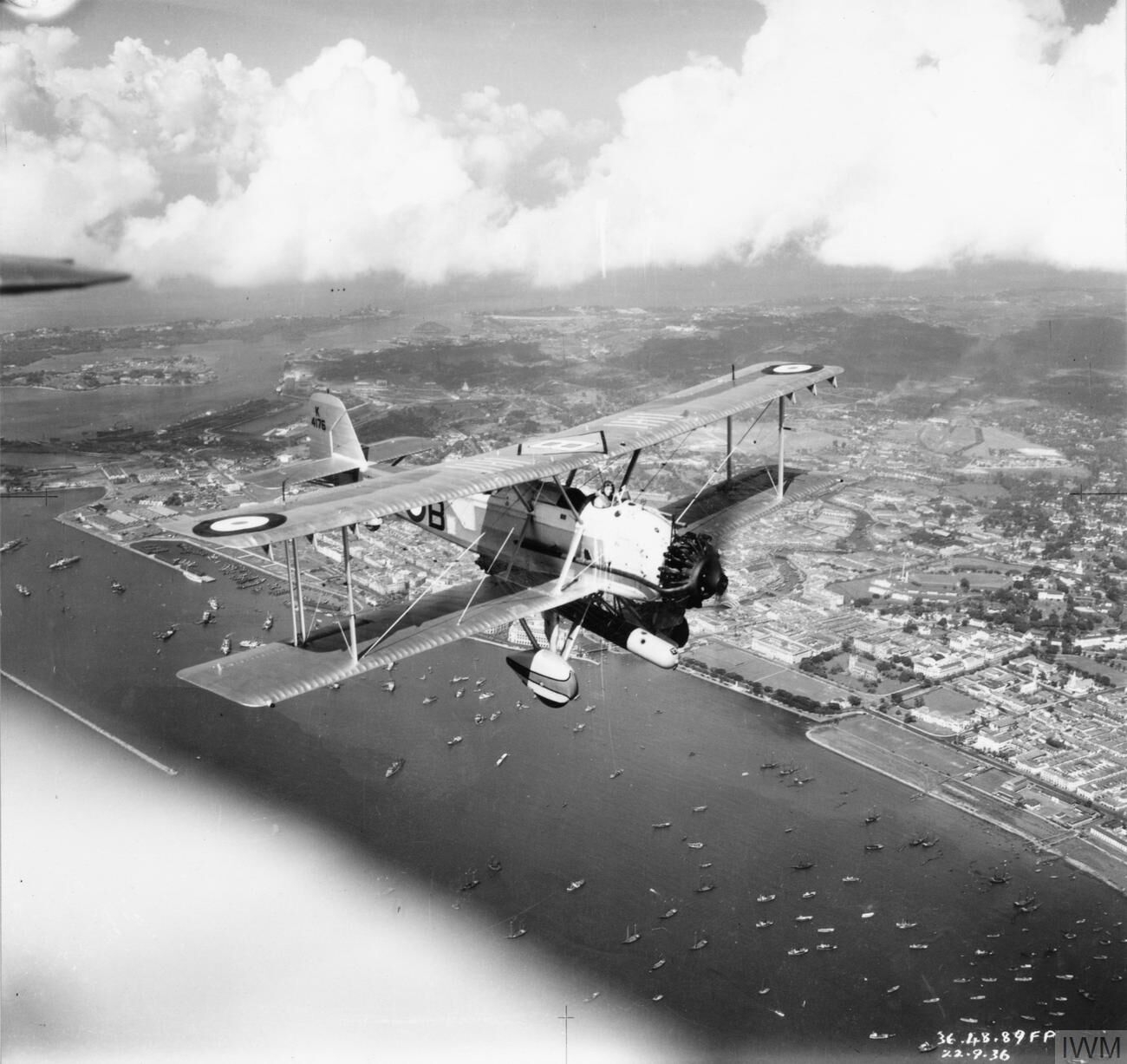
Vickers Vildebeest
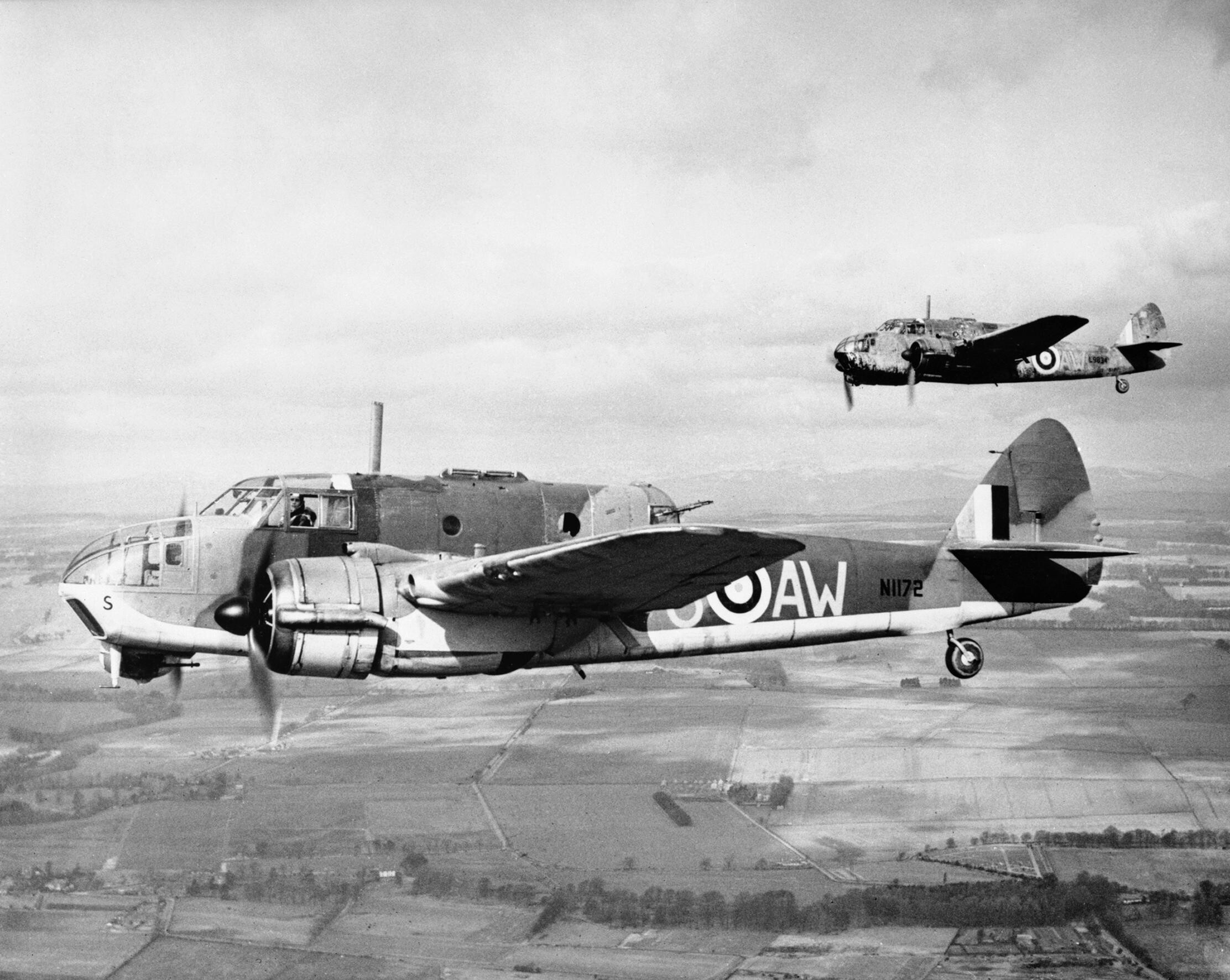
Bristol Beaufort
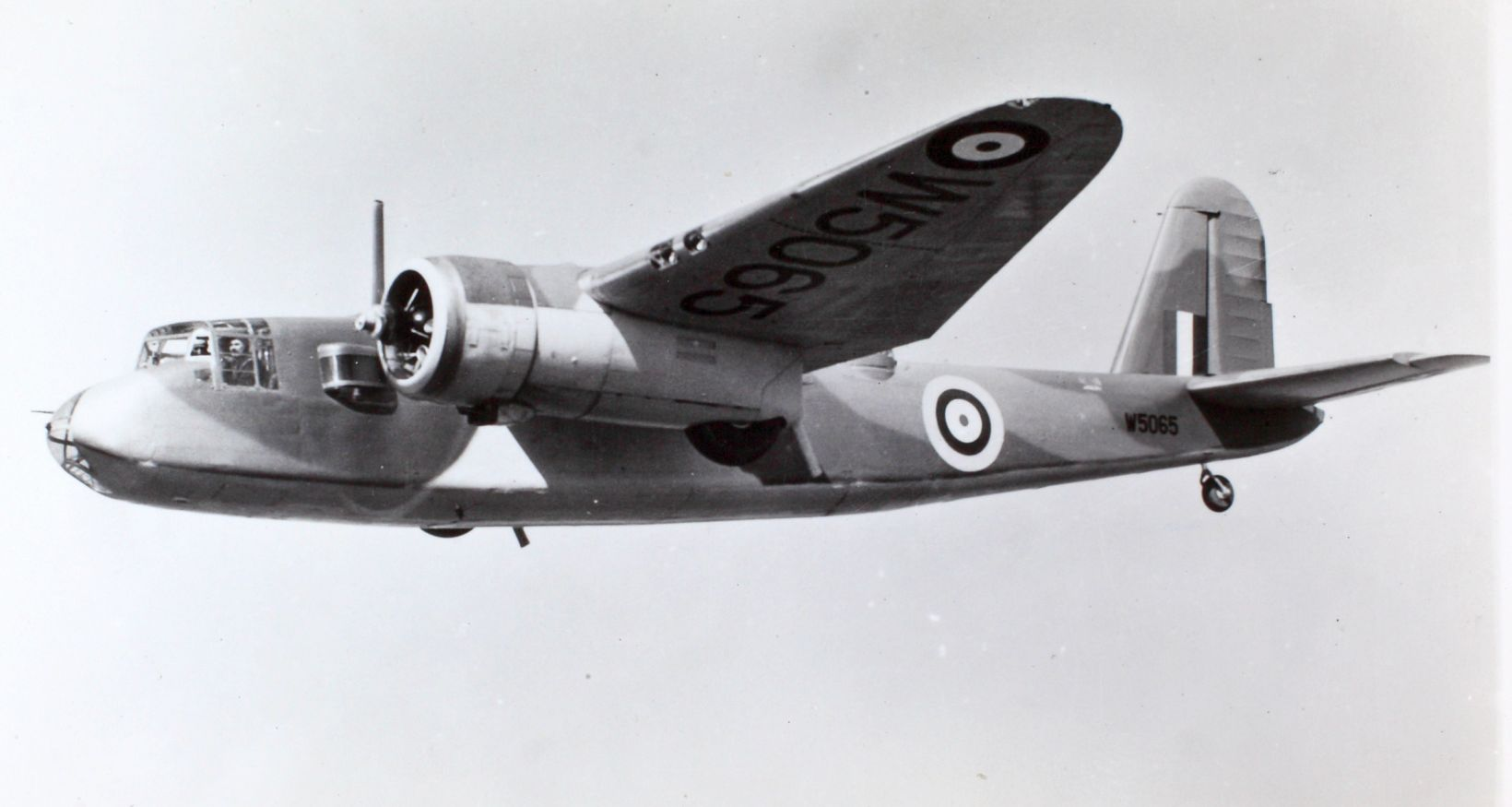
Blackburn Botha

## Aufklärungsflugzeuge

### Fotoaufklärer
- Supermarine Spitfire (1936) – PR-Varianten
- de Havilland Mosquito (1940) – PR-Varianten

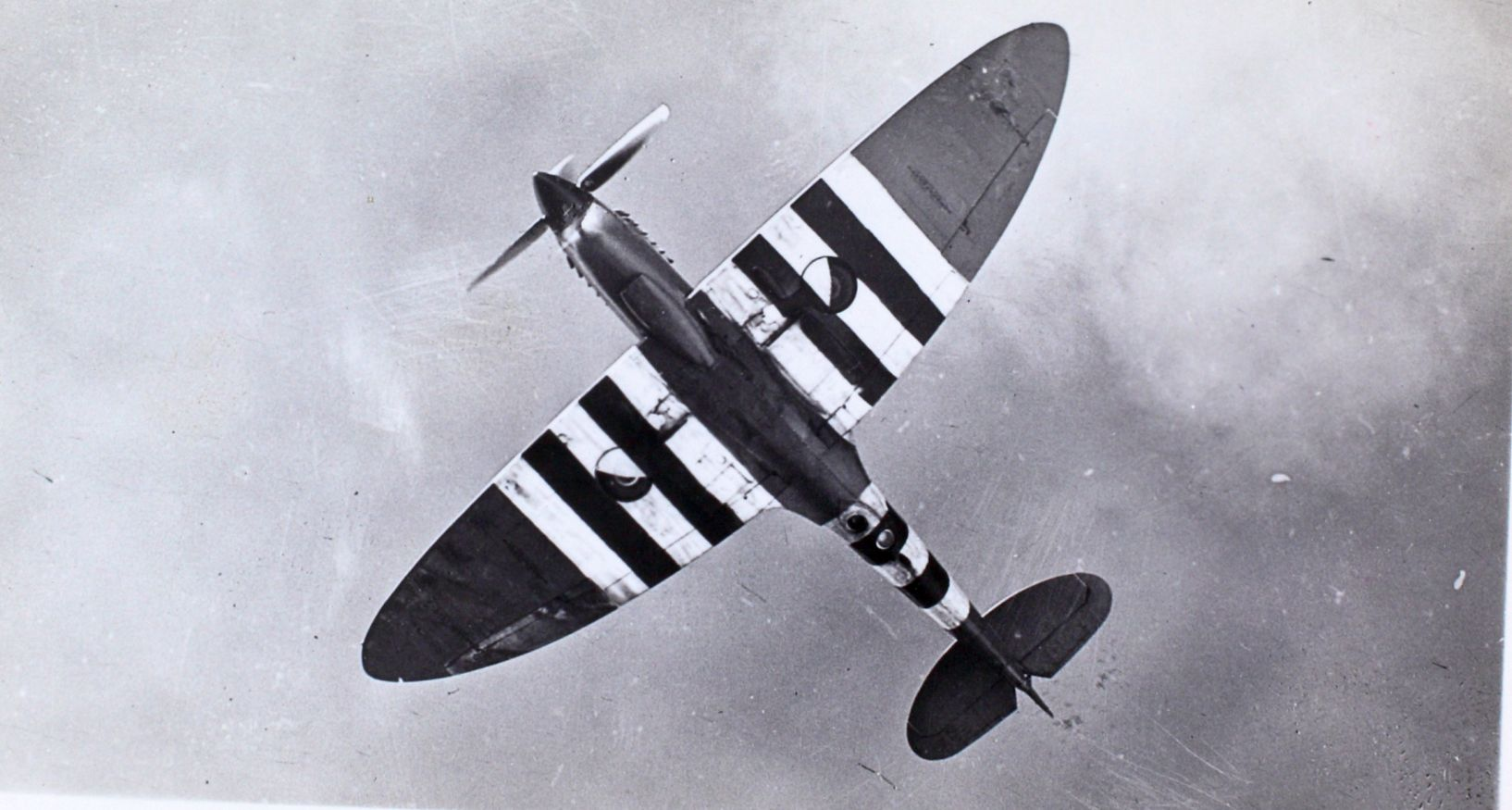
Supermarine Spitfire PR IX
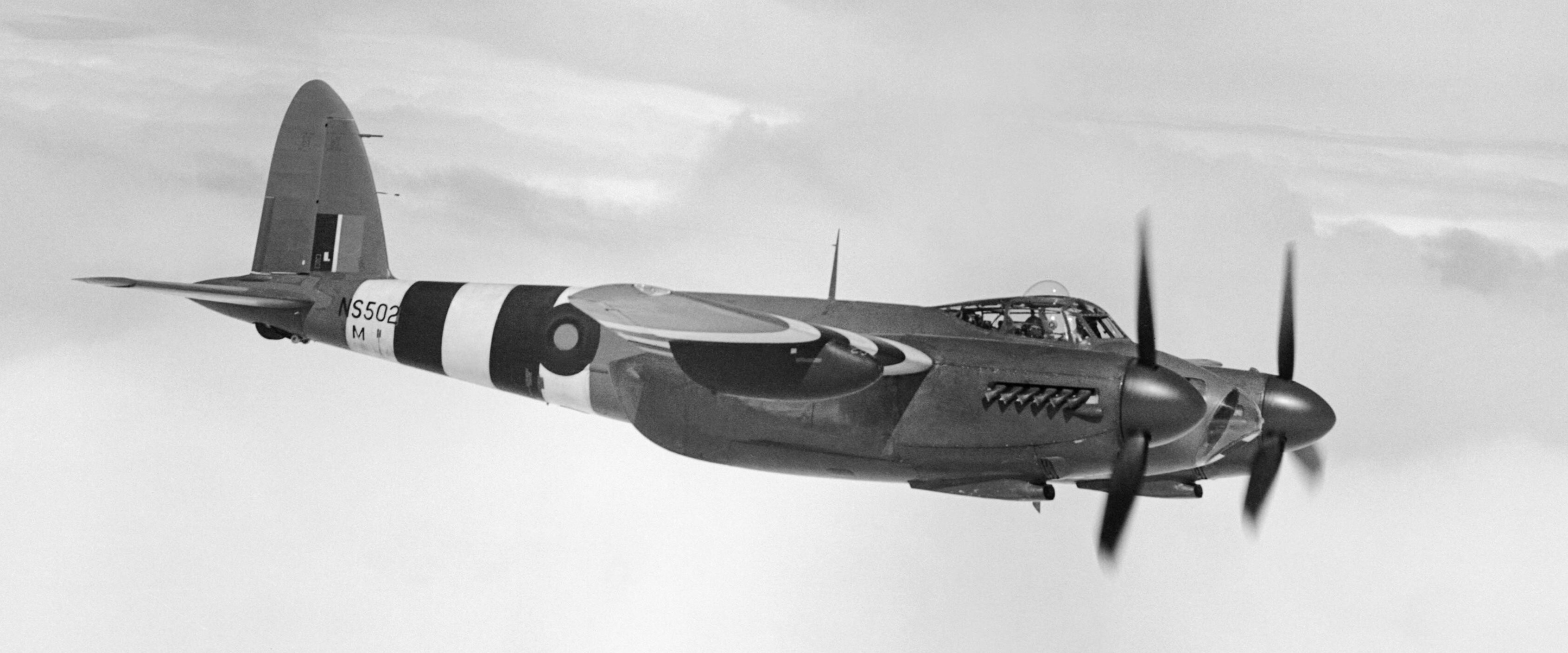
de Havilland Mosquito PR XVI
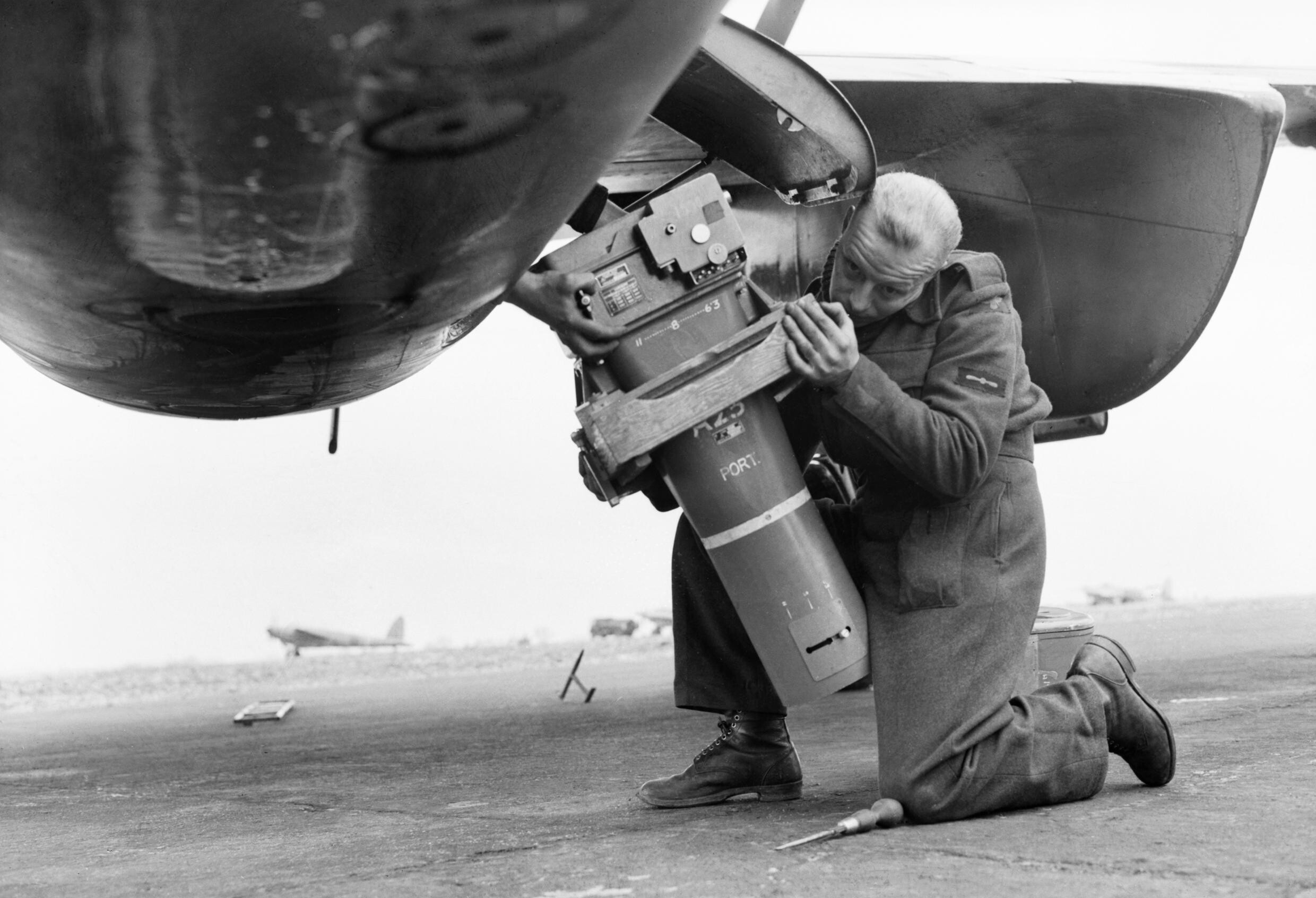
Installation einer Kamera in einer Mosquito

### Landgestützte Seefernaufklärer
- Vickers Warwick (1939)

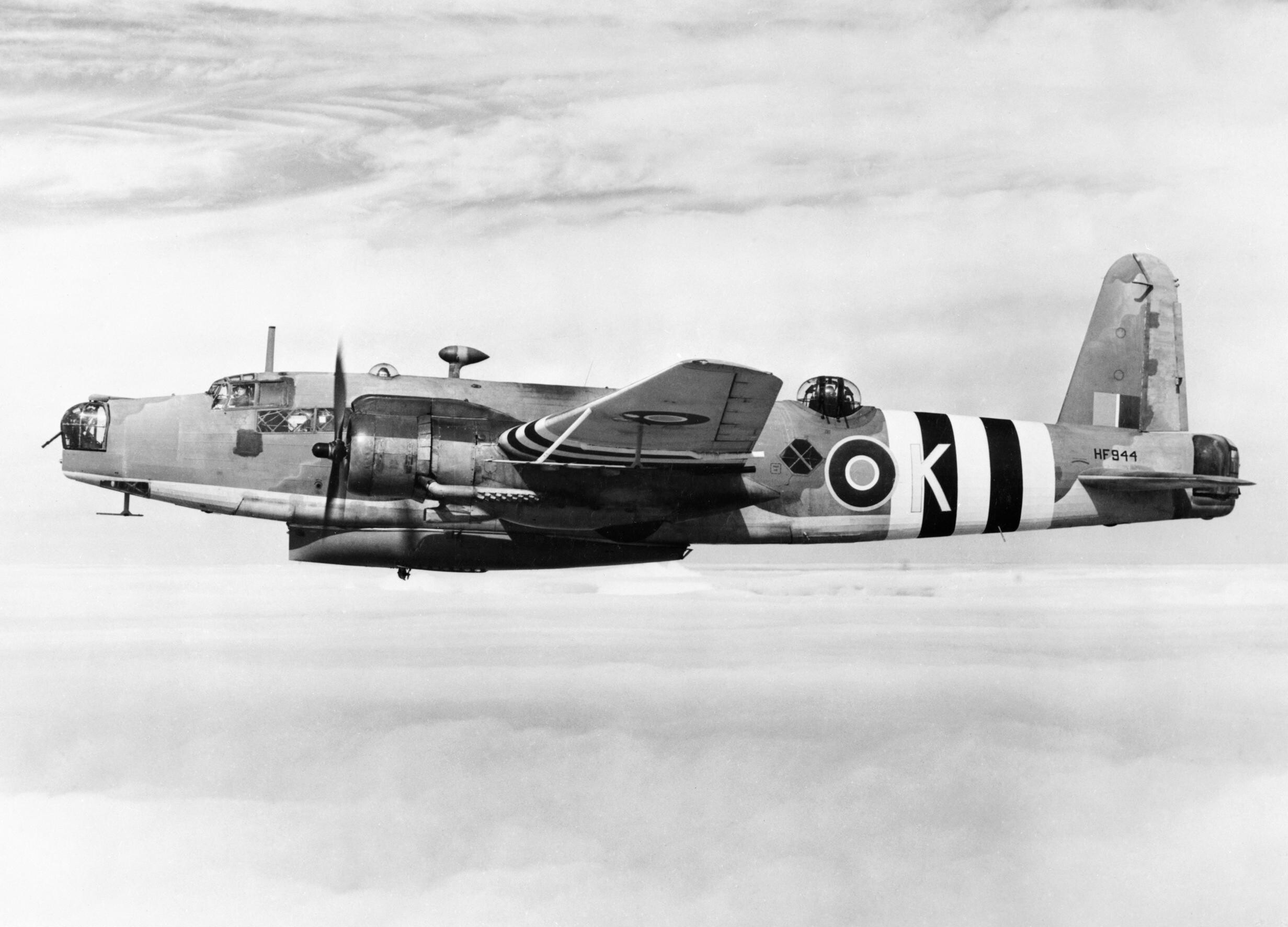
Vickers Warwick

### Seefernaufklärungs-Flugboote
- Saunders-Roe London (1934)
- Short Singapore III (1934)
- Supermarine Stranraer (1934)
- Short Sunderland (1937)
- Saunders-Roe Lerwick (1938)
- Short Seaford (1944) – kein Kampfeinsatz mehr im Zweiten Weltkrieg

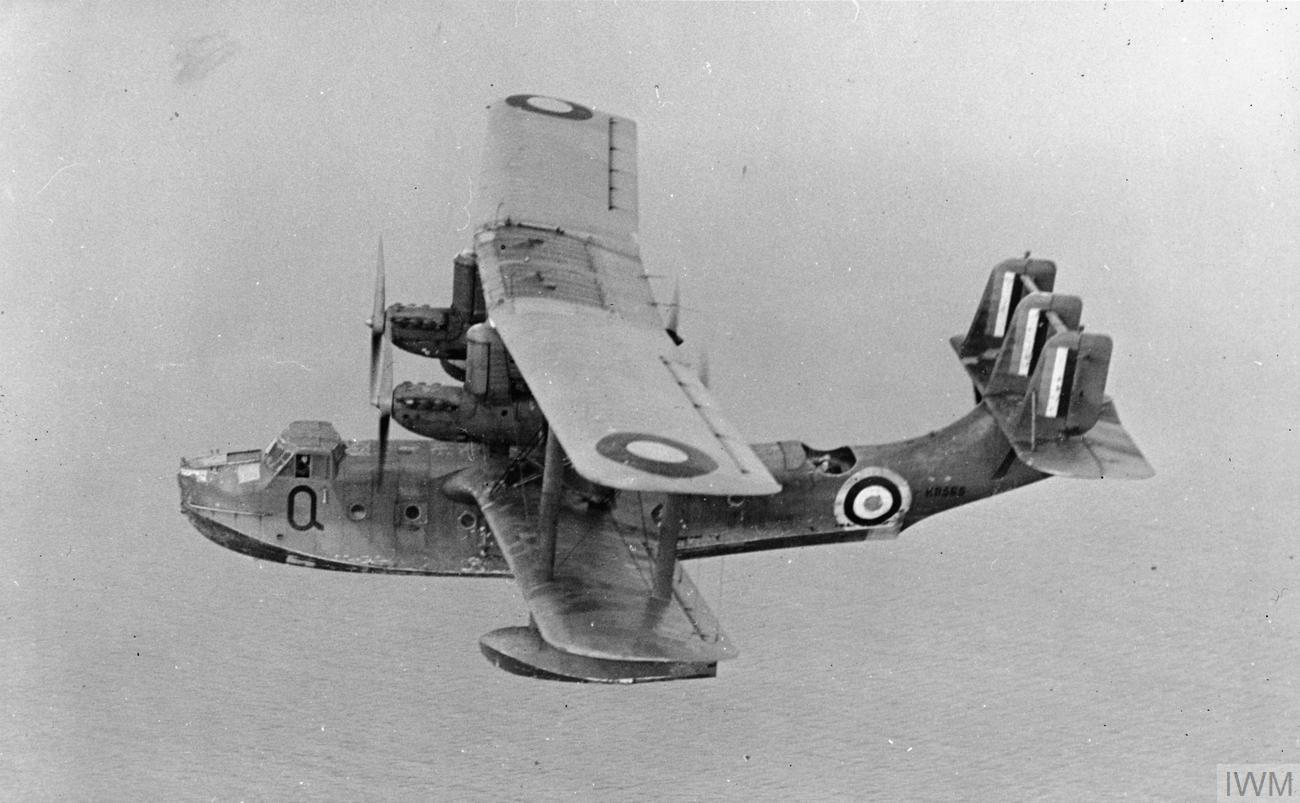
Short Singapore III
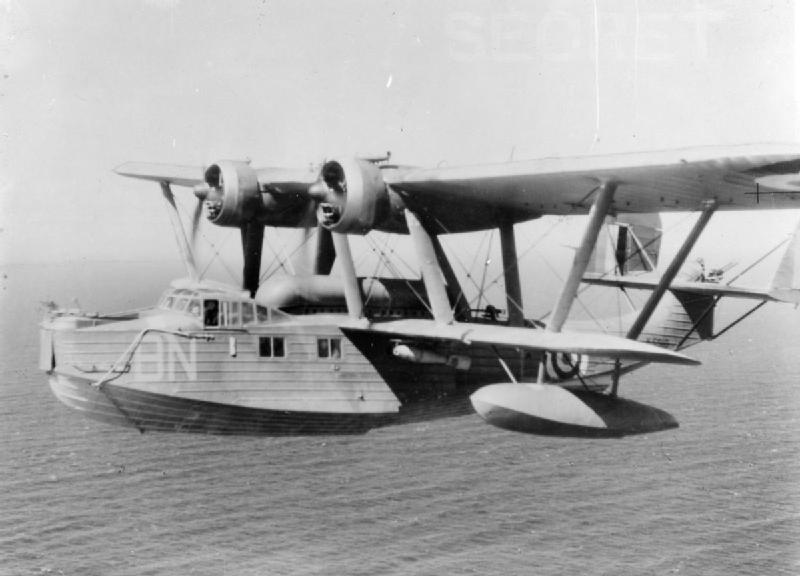
Saunders-Roe London
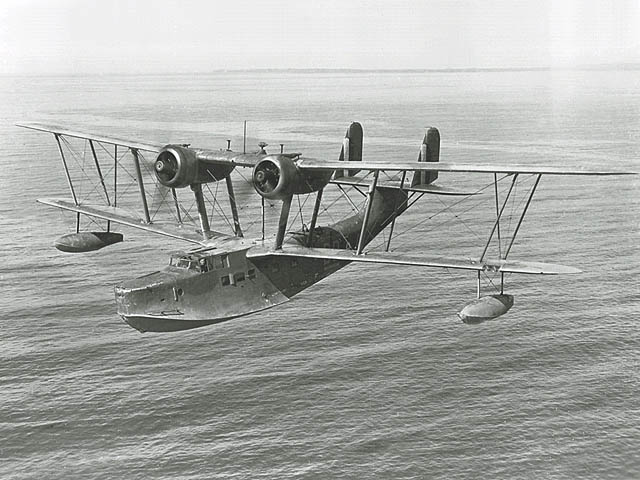
Supermarine Stranraer
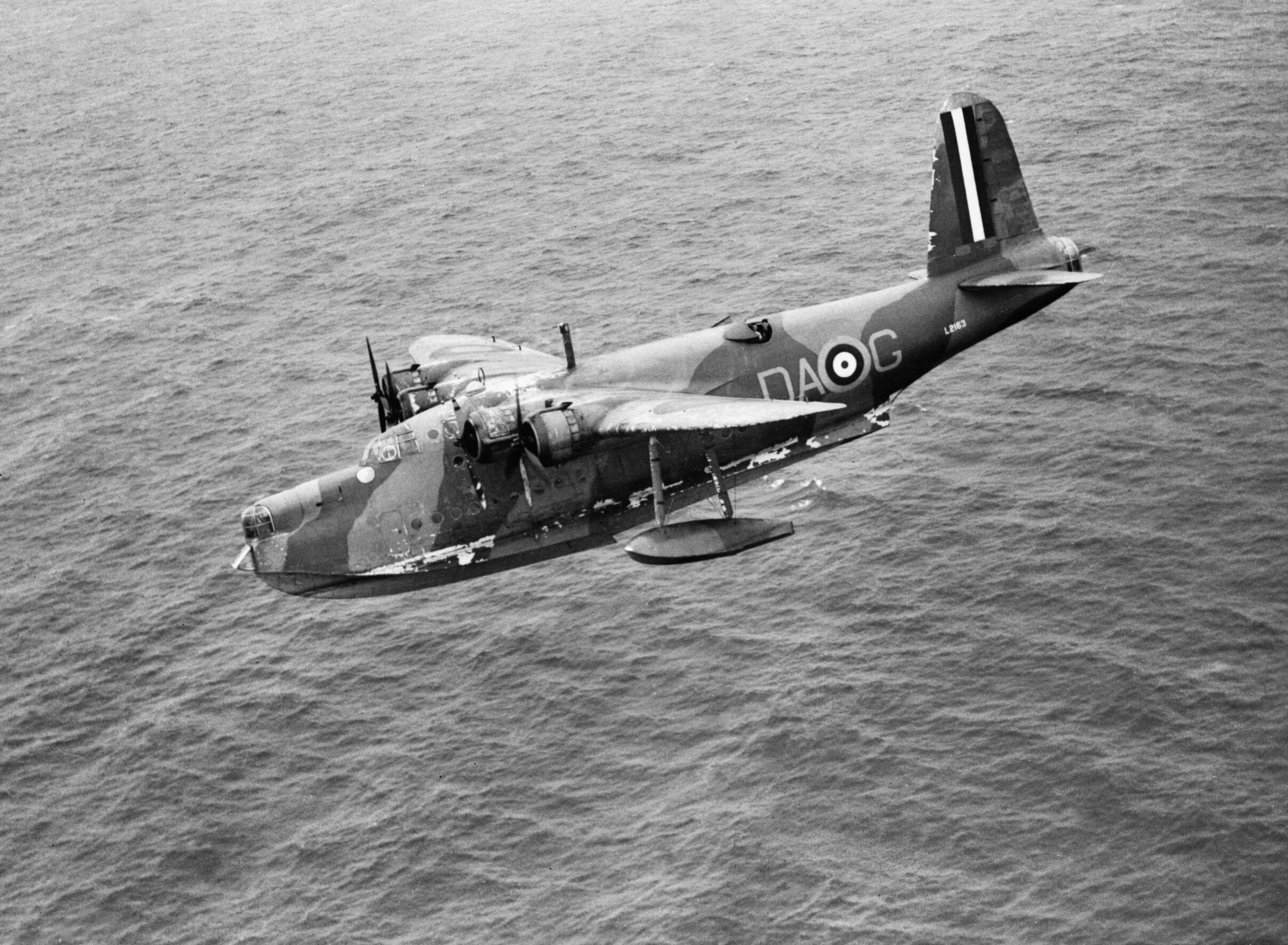
Short Sunderland
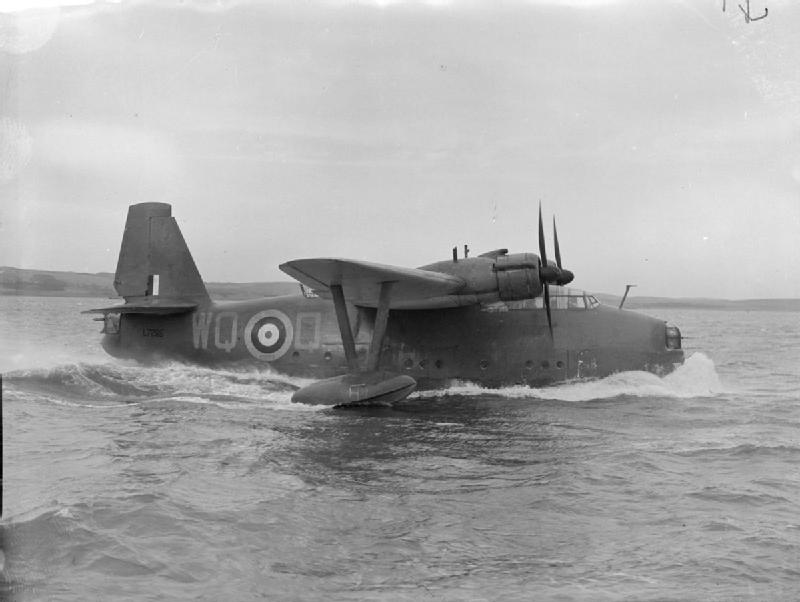
Saunders-Roe Lerwick
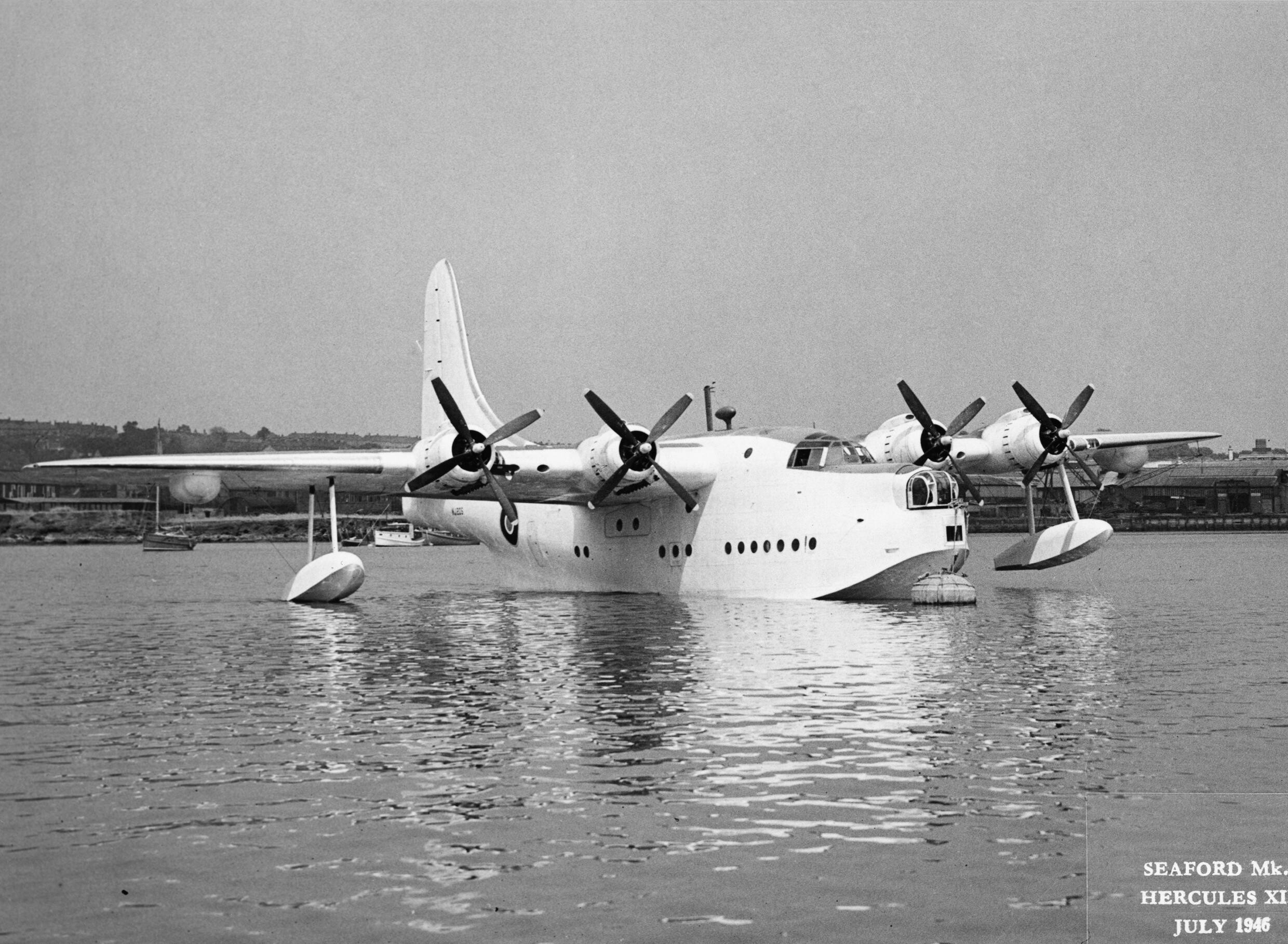
Short Seaford

## Transportflugzeuge und Lastensegler

### Transportflugzeuge
- de Havilland Dominie – Militärversion der DH.89 Dragon Rapide (1934)
- De Havilland Flamingo (1938) – eine davon unter dem Namen Hertfordshire als Militärversion gebaut
- Armstrong-Whitworth Albemarle (1940) – ursprünglich als leichter Bomber vorgesehen
- Avro York (1942)

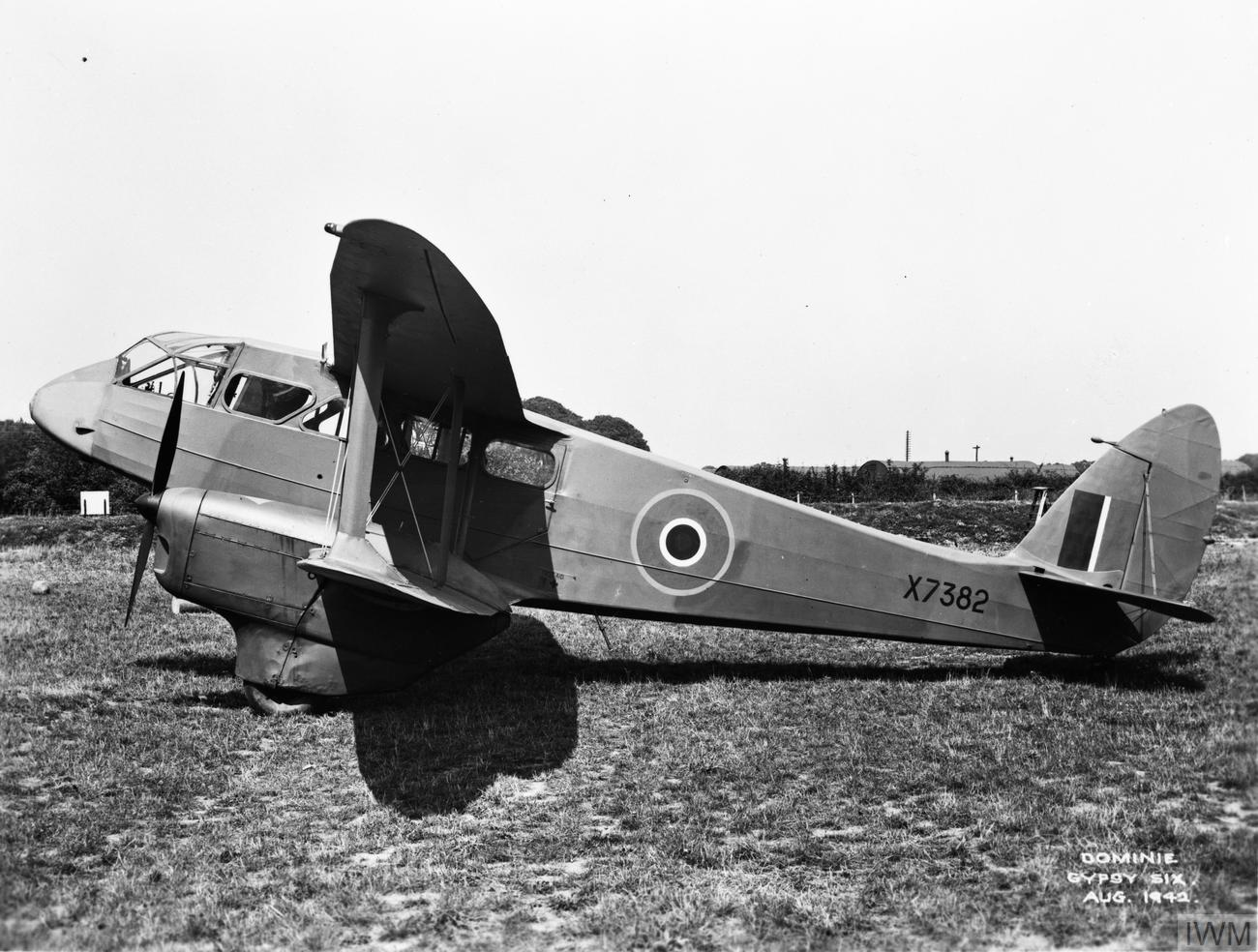
de Havilland Dominie
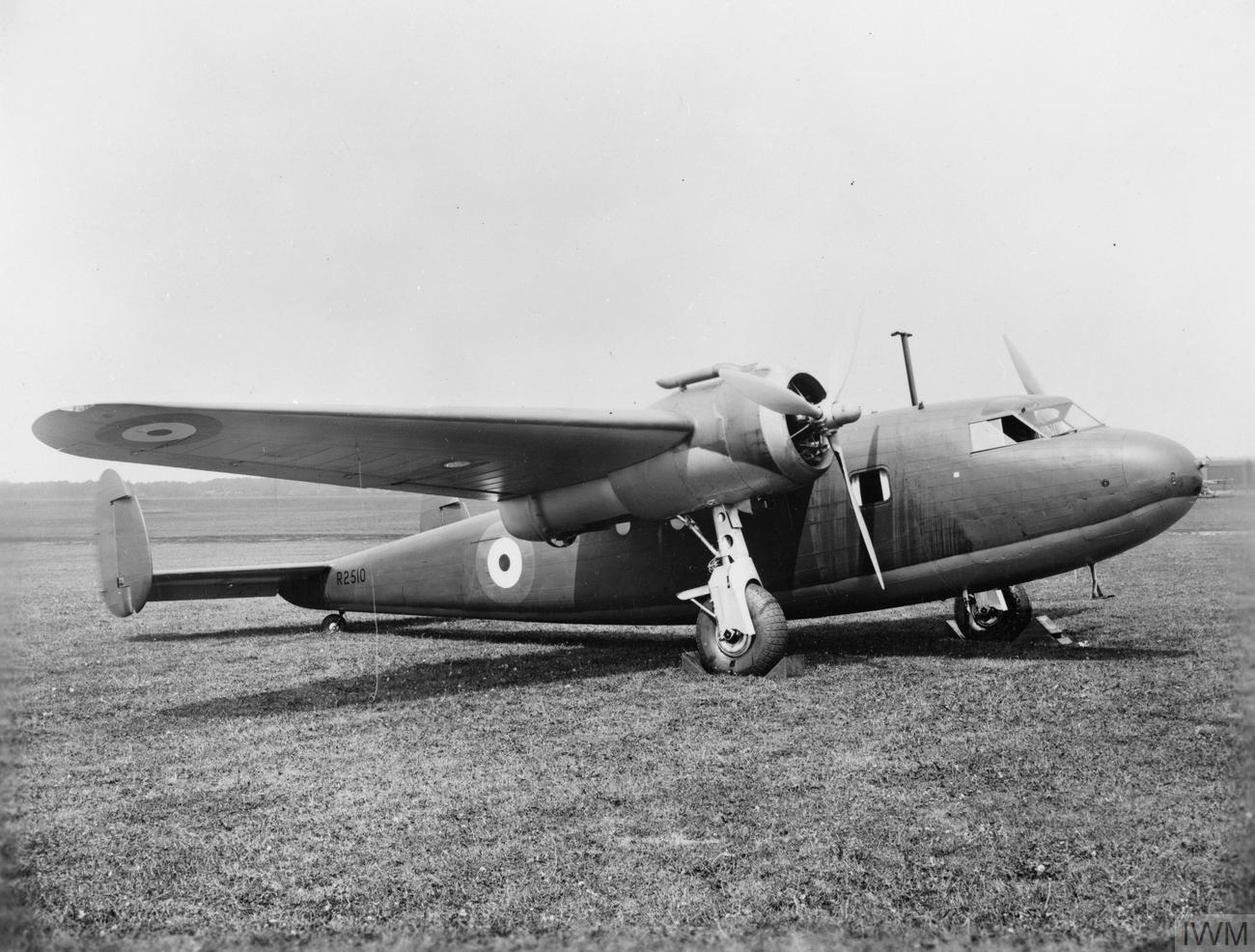
de Havilland Flamingo
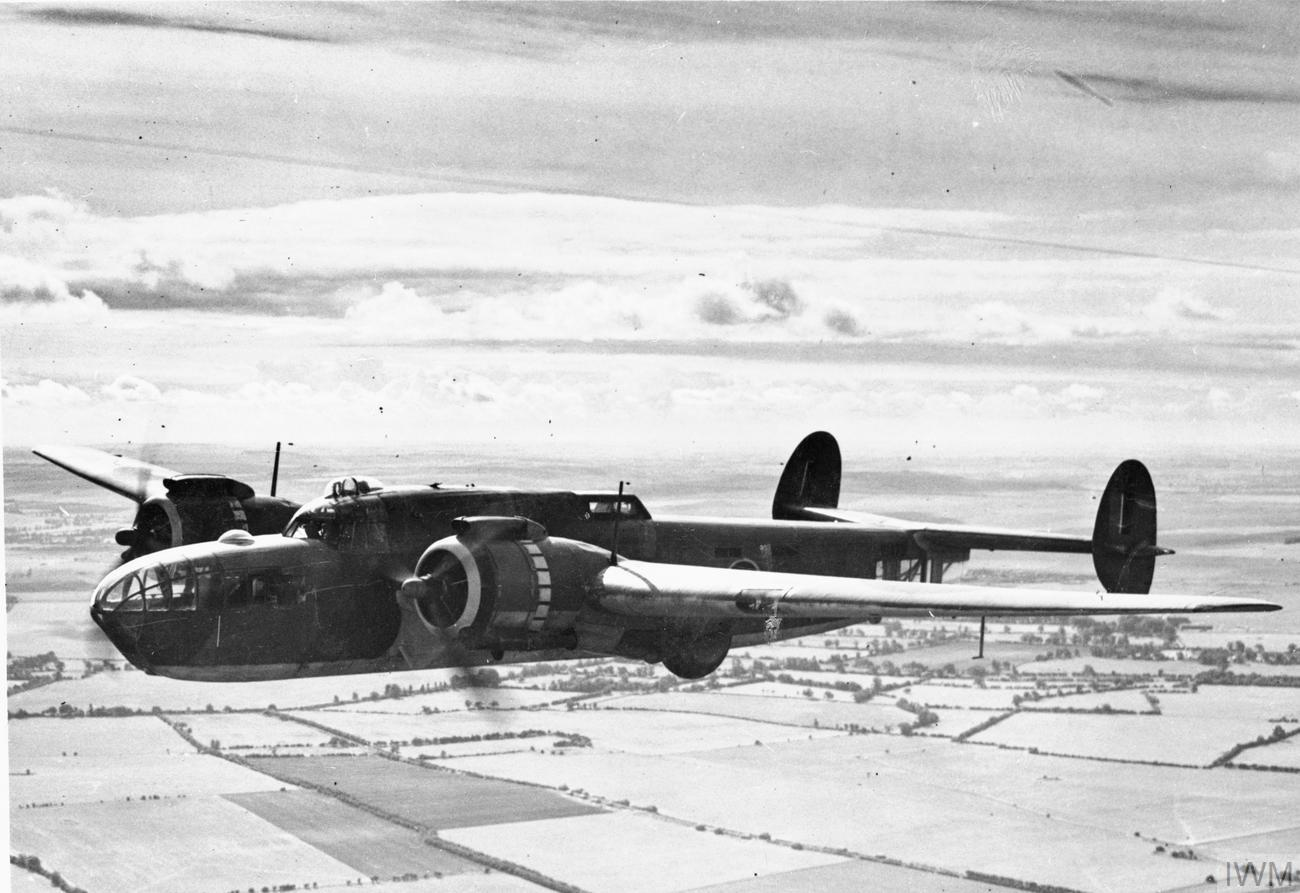
Armstrong Whitworth Albemarle
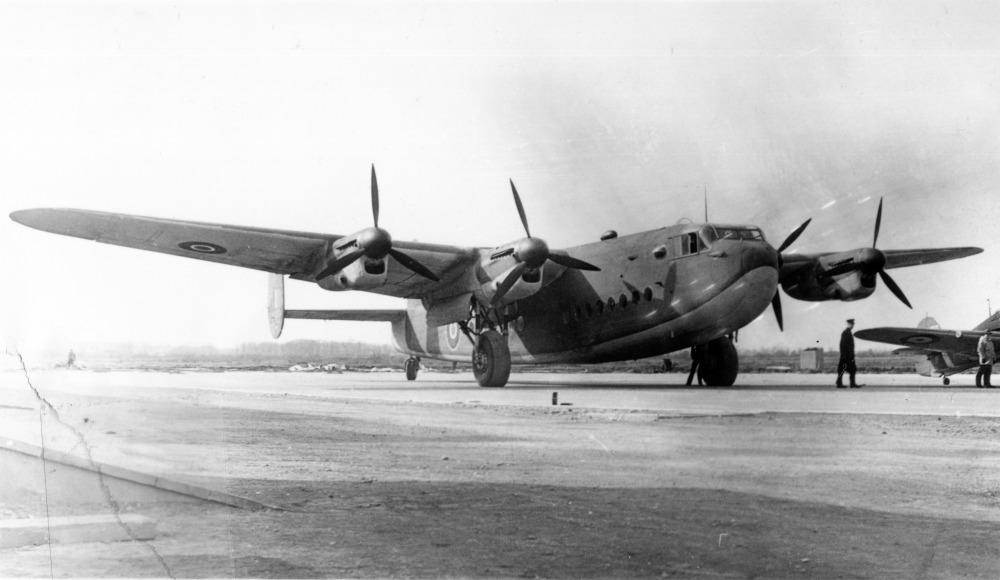
Avro York

Bomber Transports – Transportflugzeuge zum Truppentransport in den Kolonien, auch als Behelfsbomber verwendbar
- Vickers Valentia (1934)
- Bristol Bombay (1935)

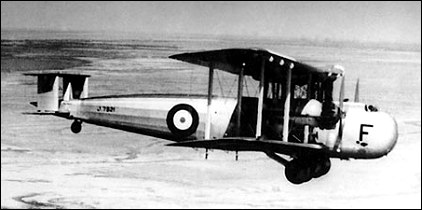
Vickers Valentia
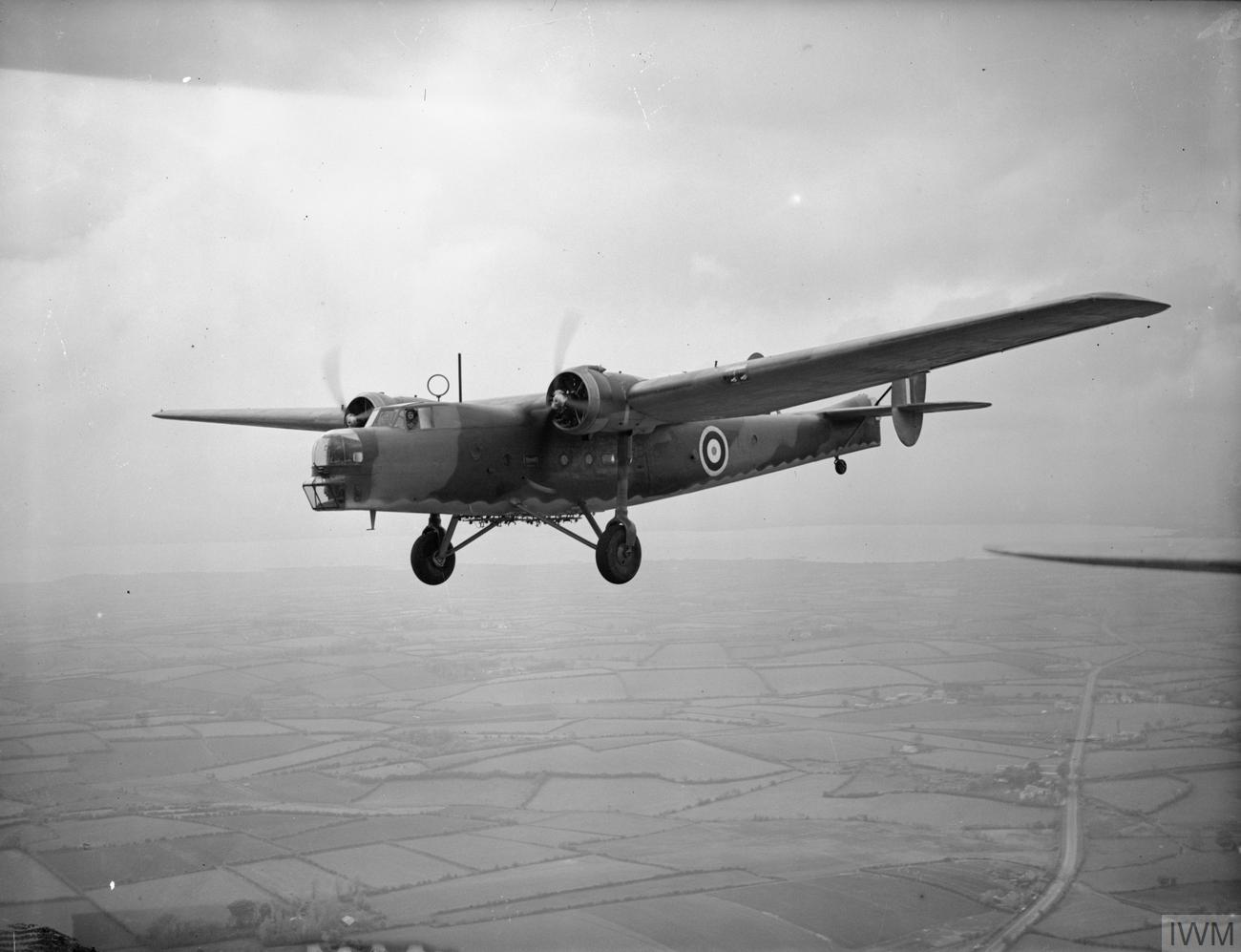
Bristol Bombay

### Lastensegler
- General Aircraft Hotspur (1940)
- Airspeed Horsa (1941)
- Slingsby Hengist (1942)
- General Aircraft Hamilcar (1942)

General Aircraft Hotspur
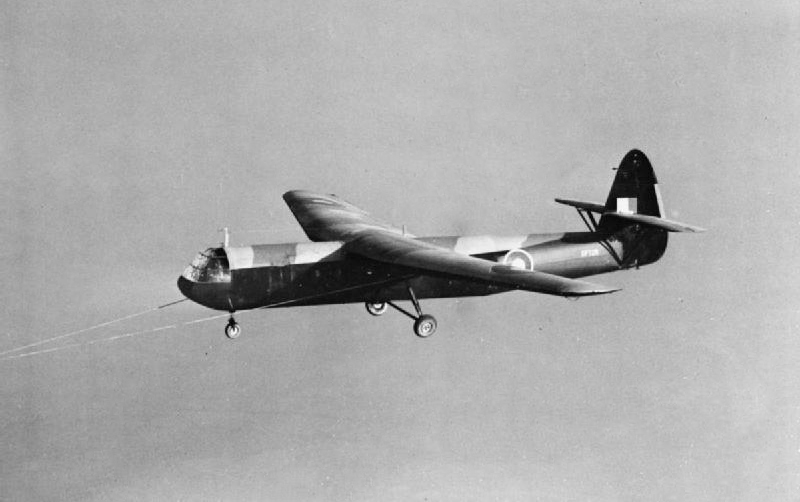
Airspeed Horsa
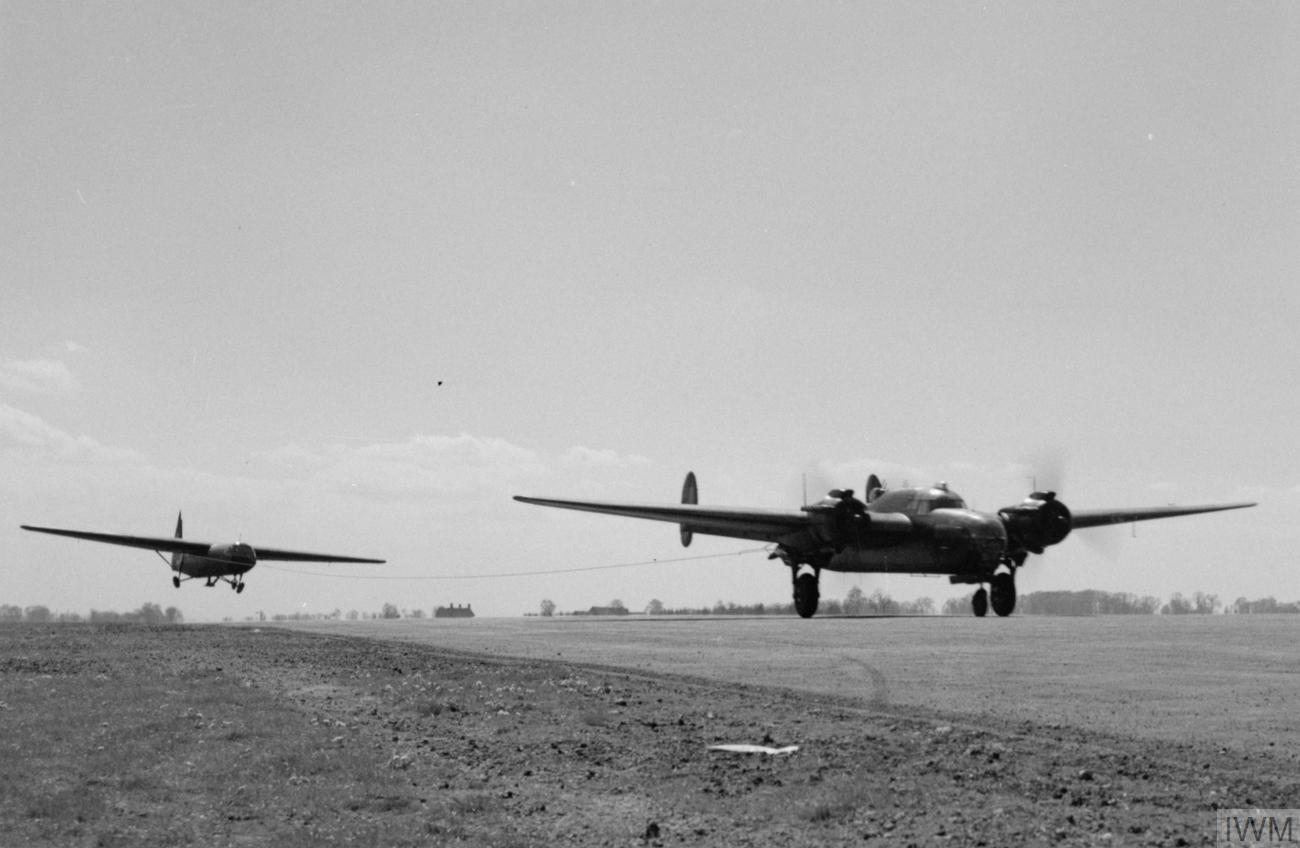
Airspeed Horsa im Schlepp einer Albemarle
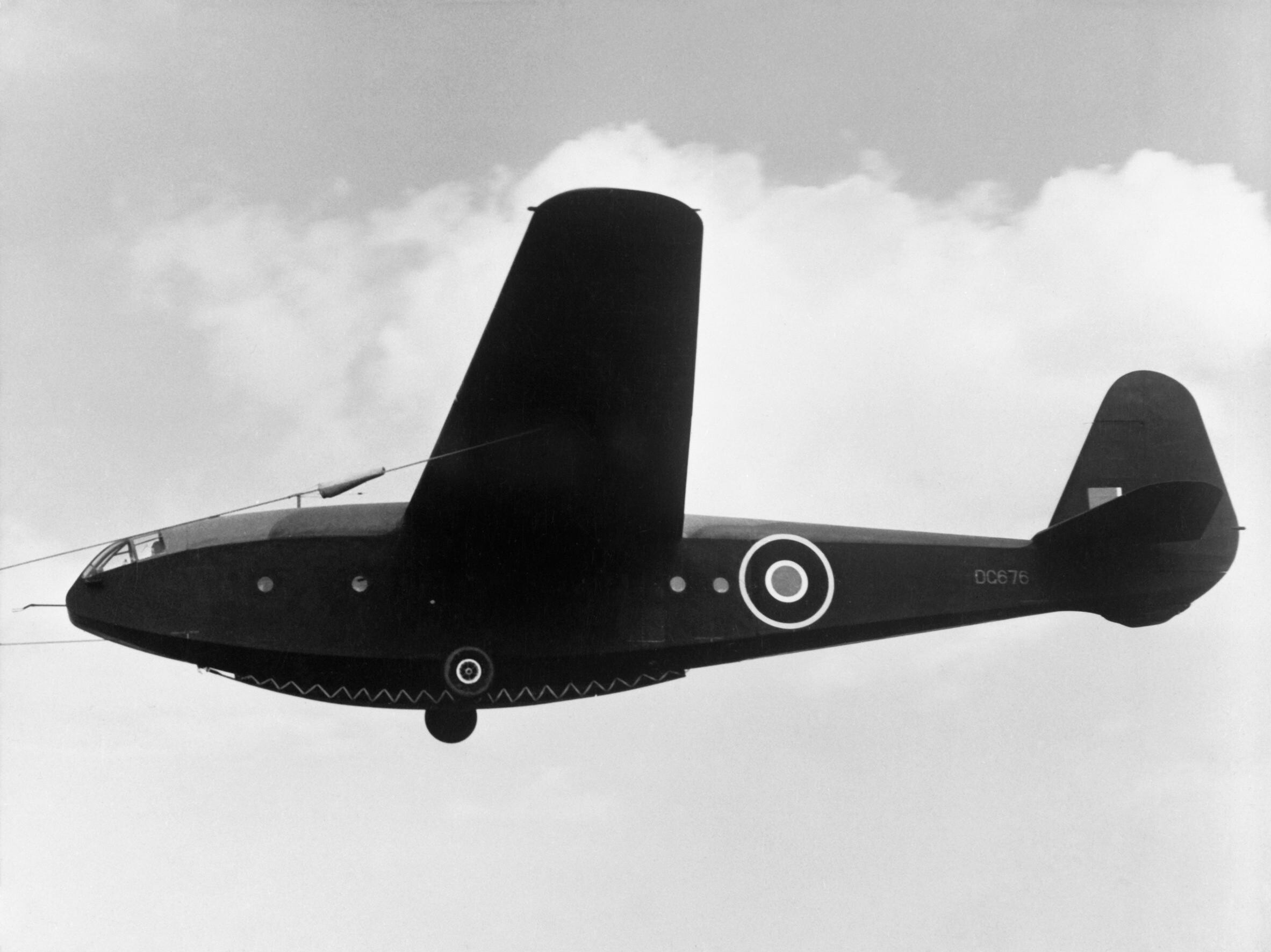
Slingsby Hengist
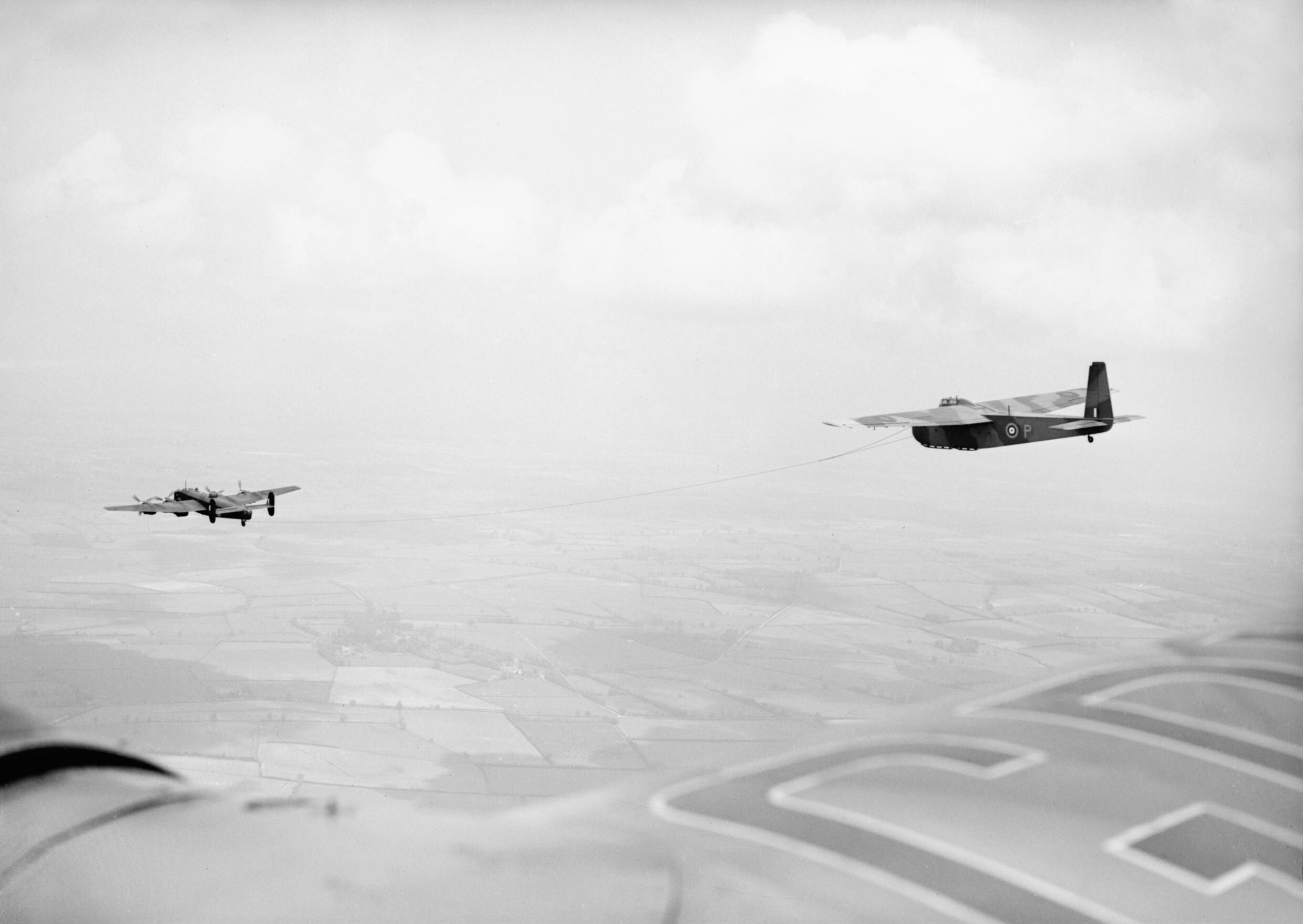
General Aircraft Hamilcar im Schlepp einer Halifax

## Mehrzweck-, Verbindungs- und Schulflugzeuge

### Mehrzweckflugzeuge
- Airspeed Envoy (1934) – leichtes Transport- und Besatzungs-Schulflugzeug, in Südafrika und Spanien auch leichter Bomber
- Percival Vega Gull (1935) – Reiseflugzeug, u. a. auch für Militärattachés
- Percival Petrel (1937) – VIP-Transport
- Miles Mentor (1938) – Instrumentenschulung und VIP-Transport
- Miles Messenger (1942) – VIP-Transport

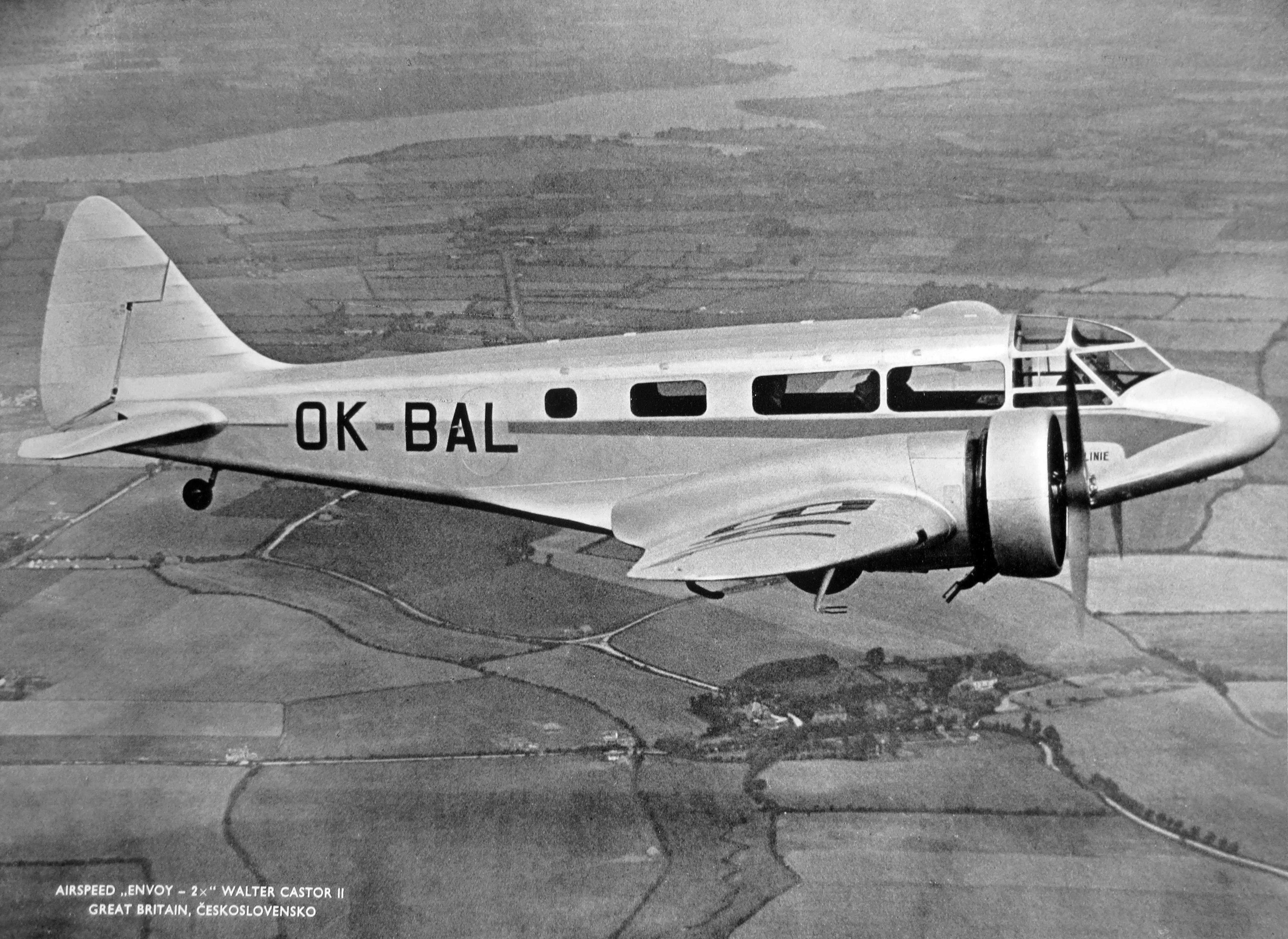
Airspeed Envoy (Zivilflugzeug)
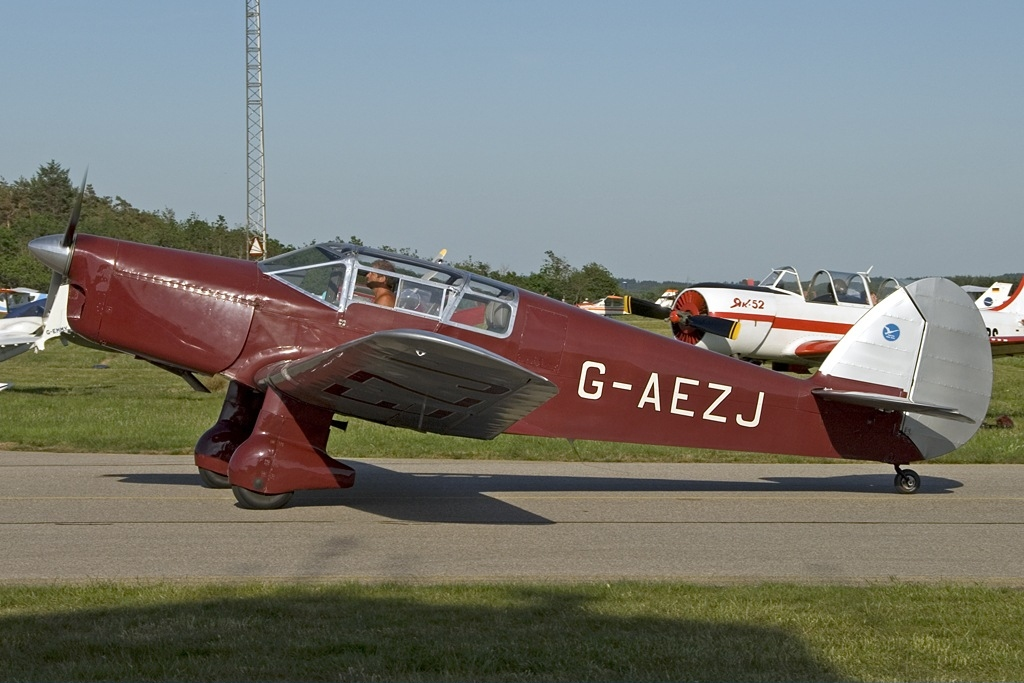
Percival Vega Gull (Zivilflugzeug)
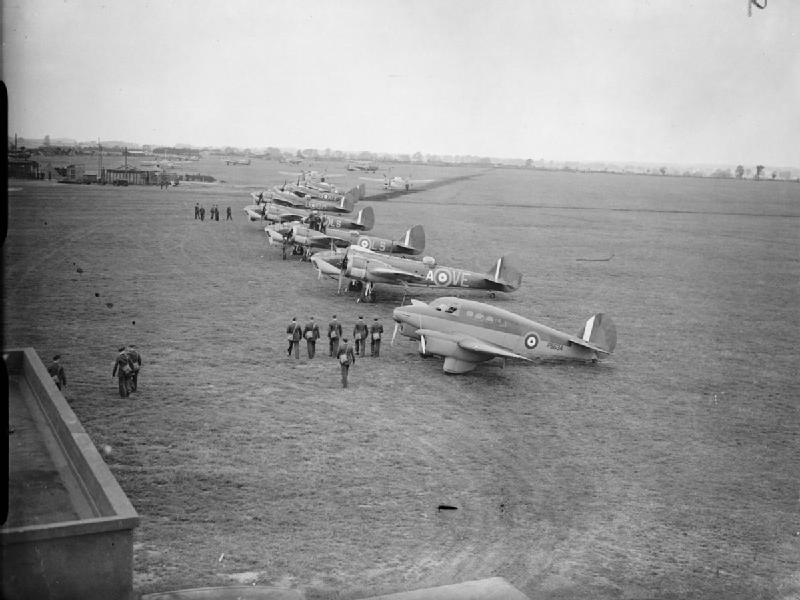
Percival Petrel (im Vordergrund)
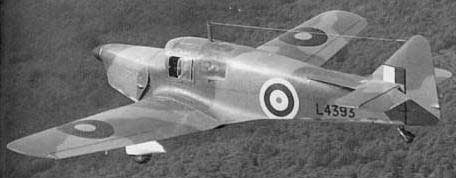
Miles Mentor
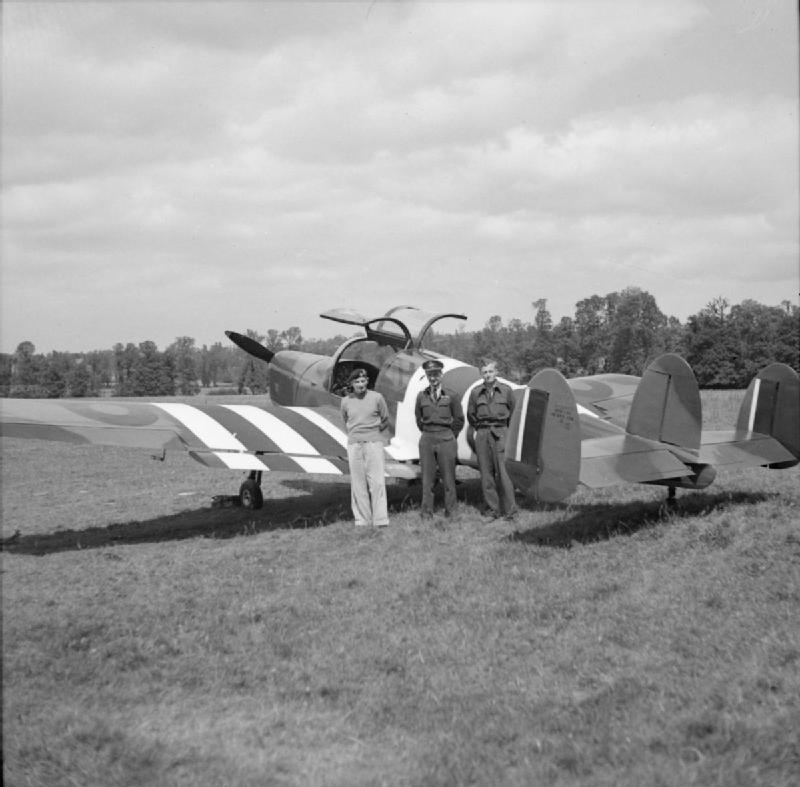
Miles Messenger

### Verbindungsflugzeuge
- Taylorcraft Auster (1942)

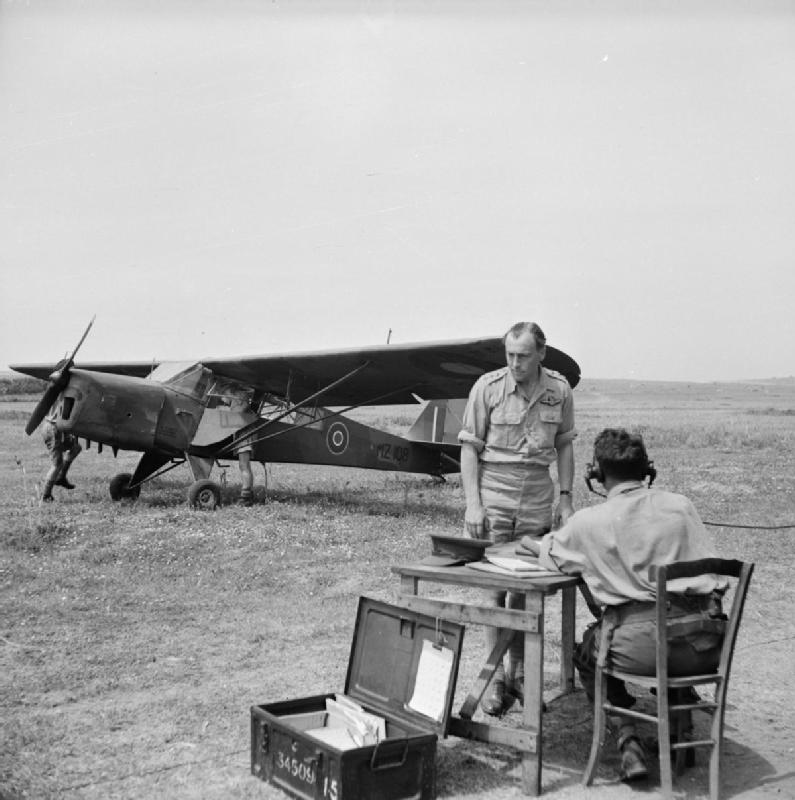
Taylorcraft Auster

### Anfänger-Schulflugzeuge
- Avro Tutor/Sea Tutor (1930)
- de Havilland Tiger Moth (1931)
- Miles Magister (1937)

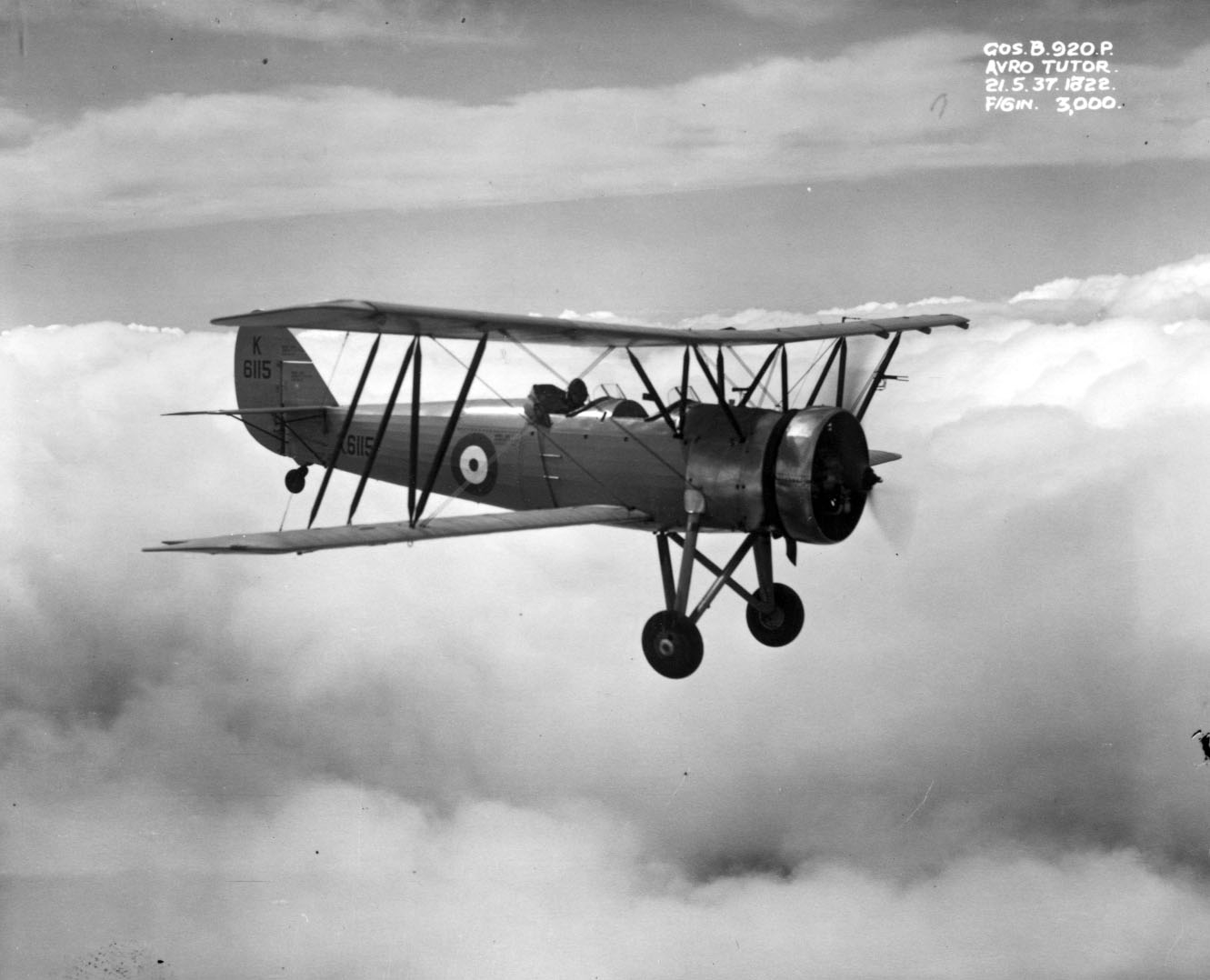
Avro Tutor
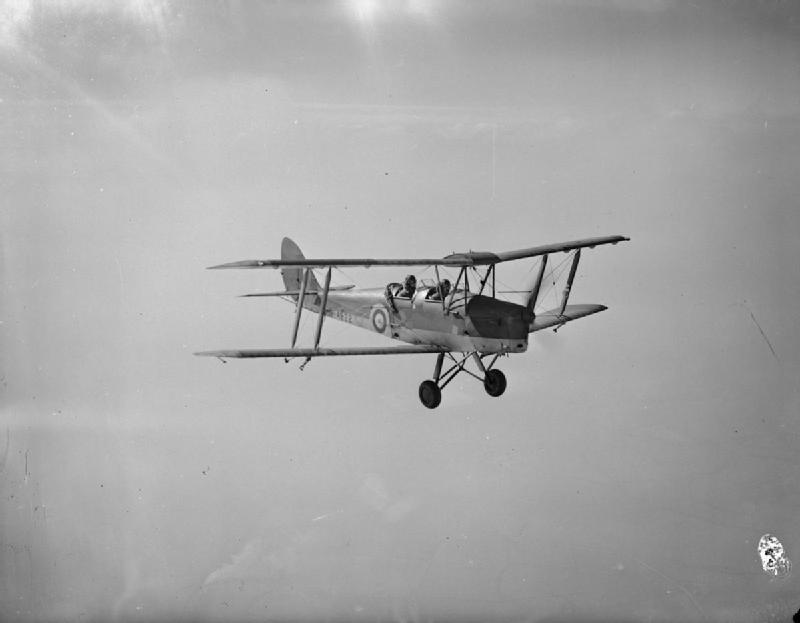
de Havilland Tiger Moth
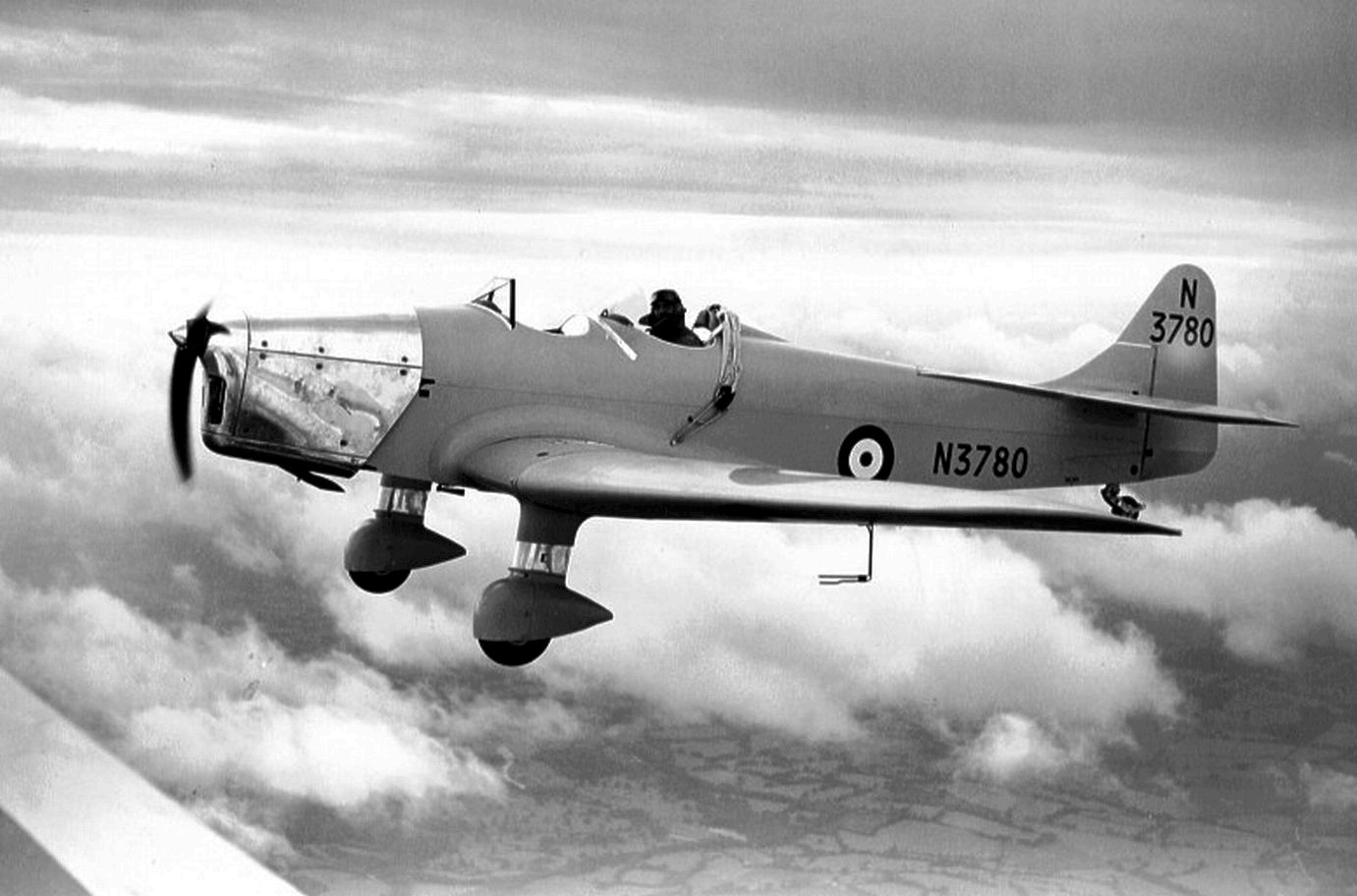
Miles Magister

### Fortgeschrittenen-Schulflugzeuge
- Avro Prefect (1930)
- Hawker Hart Trainer (1932) – Trainervariante der Hart
- Hawker Hind Trainer (1938) – Trainervariante der Hind
- Miles Master (1939)
- Bristol Buckmaster (1944)

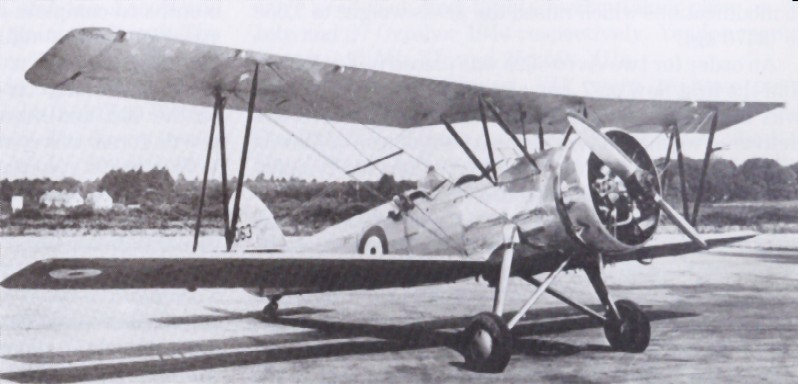
Avro Prefect
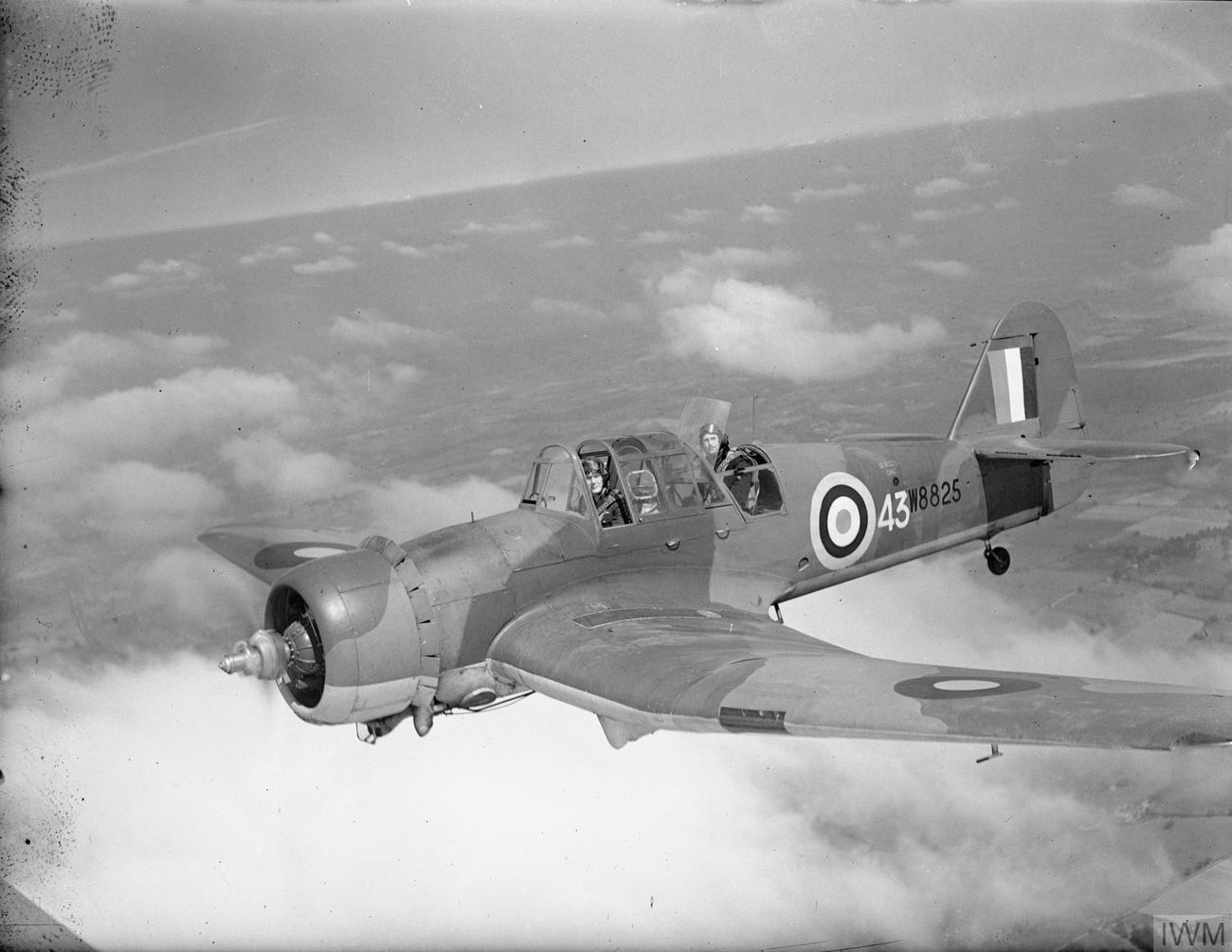
Miles Master
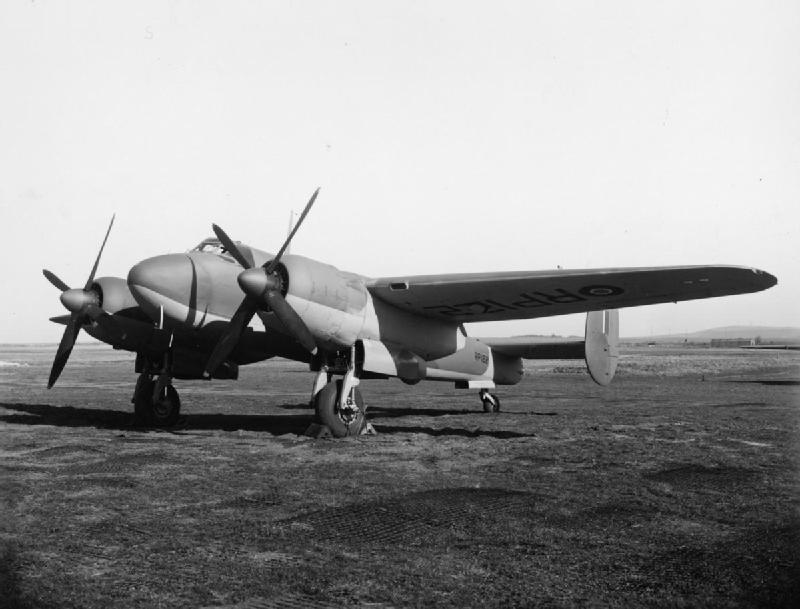
Bristol Buckmaster

### Besatzungs-Schulflugzeuge
- Avro Anson (1935) – anfangs auch zur Seeüberwachung verwendet
- Airspeed Oxford (1937)
- Percival Proctor (1939) – vorwiegend zur Schulung von Funkern

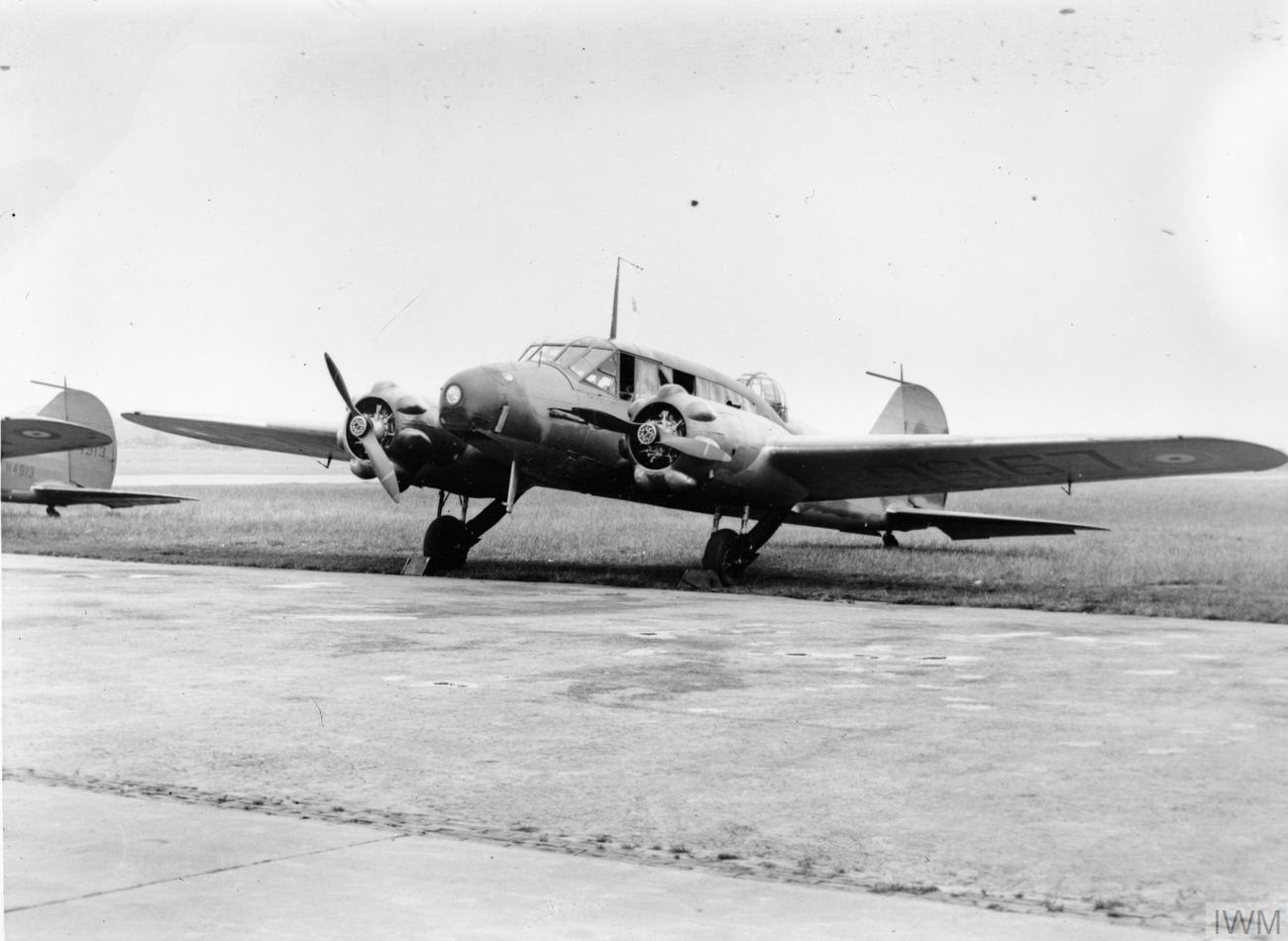
Avro Anson
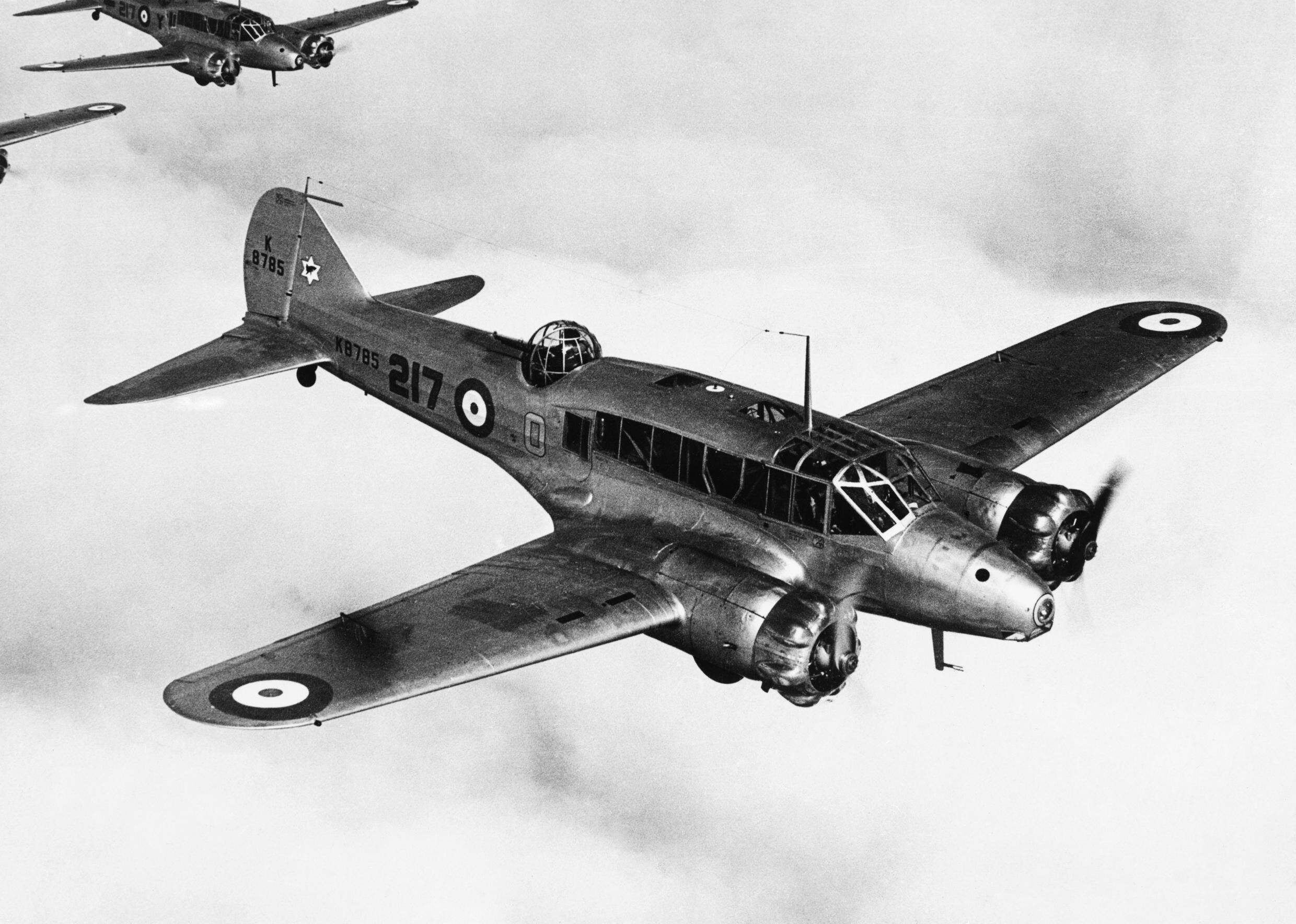
Avro Anson mit MG-Turm
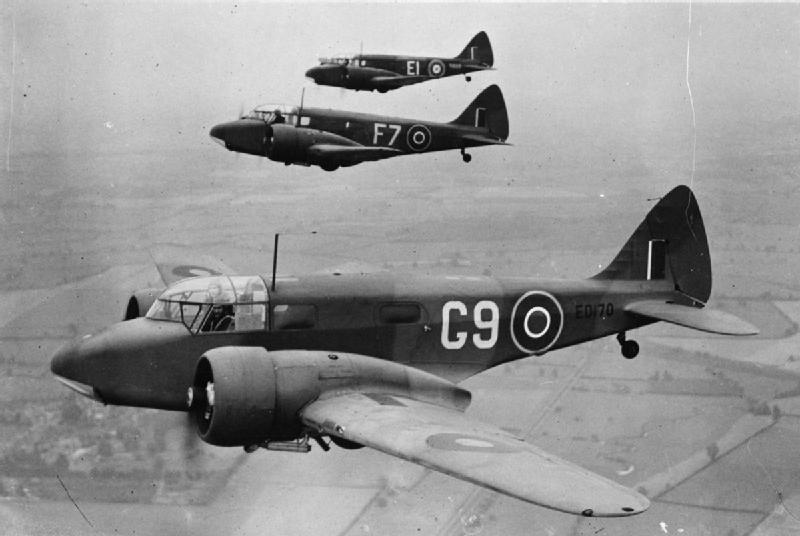
Airspeed Oxford
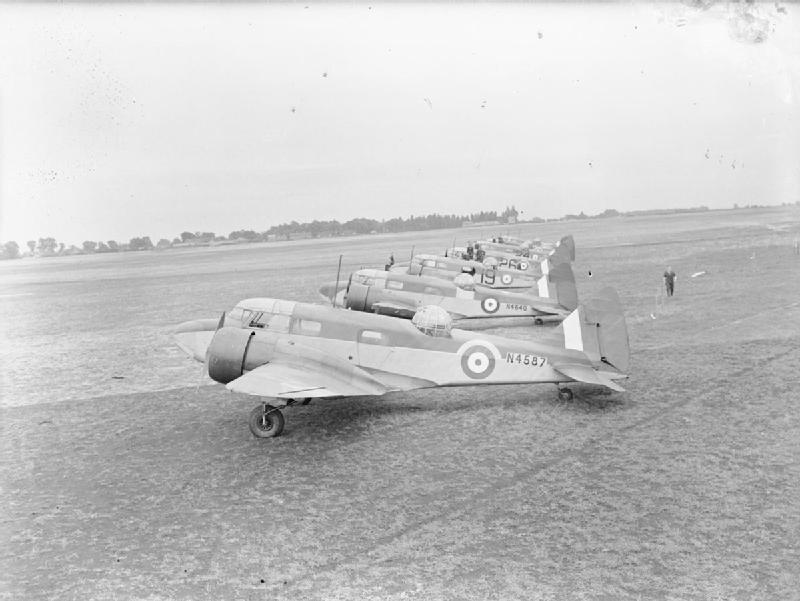
Airspeed Oxford mit MG-Turm
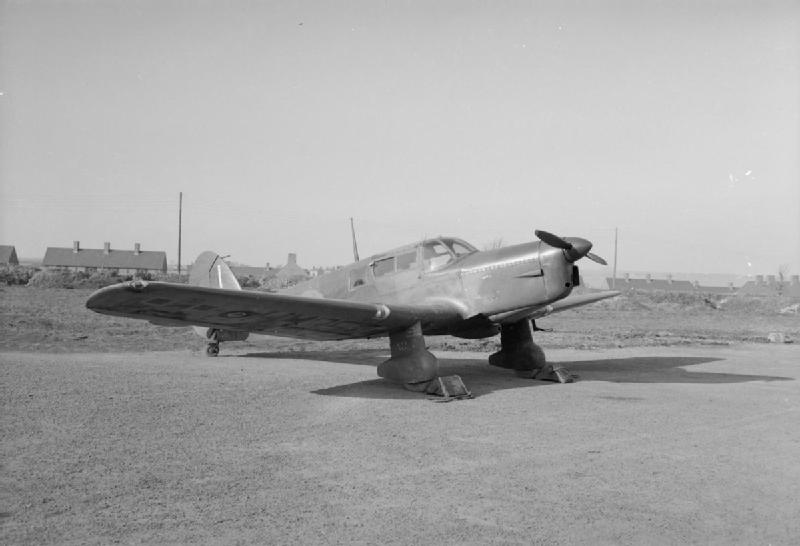
Percival Proctor

### Zielschleppflugzeuge
- Hawker Henley (1937)
- Miles Martinet (1942)
- Miles Monitor (1944) – Serienbau wegen des Kriegsendes nicht mehr erfolgt

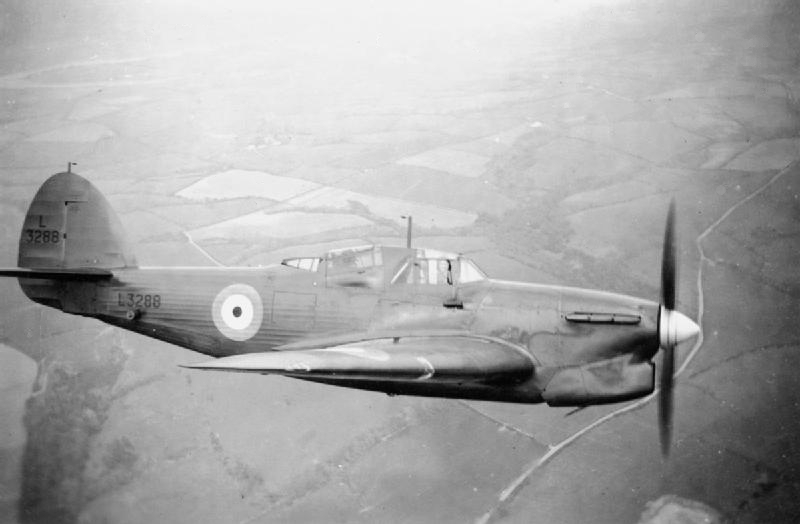
Hawker Henley
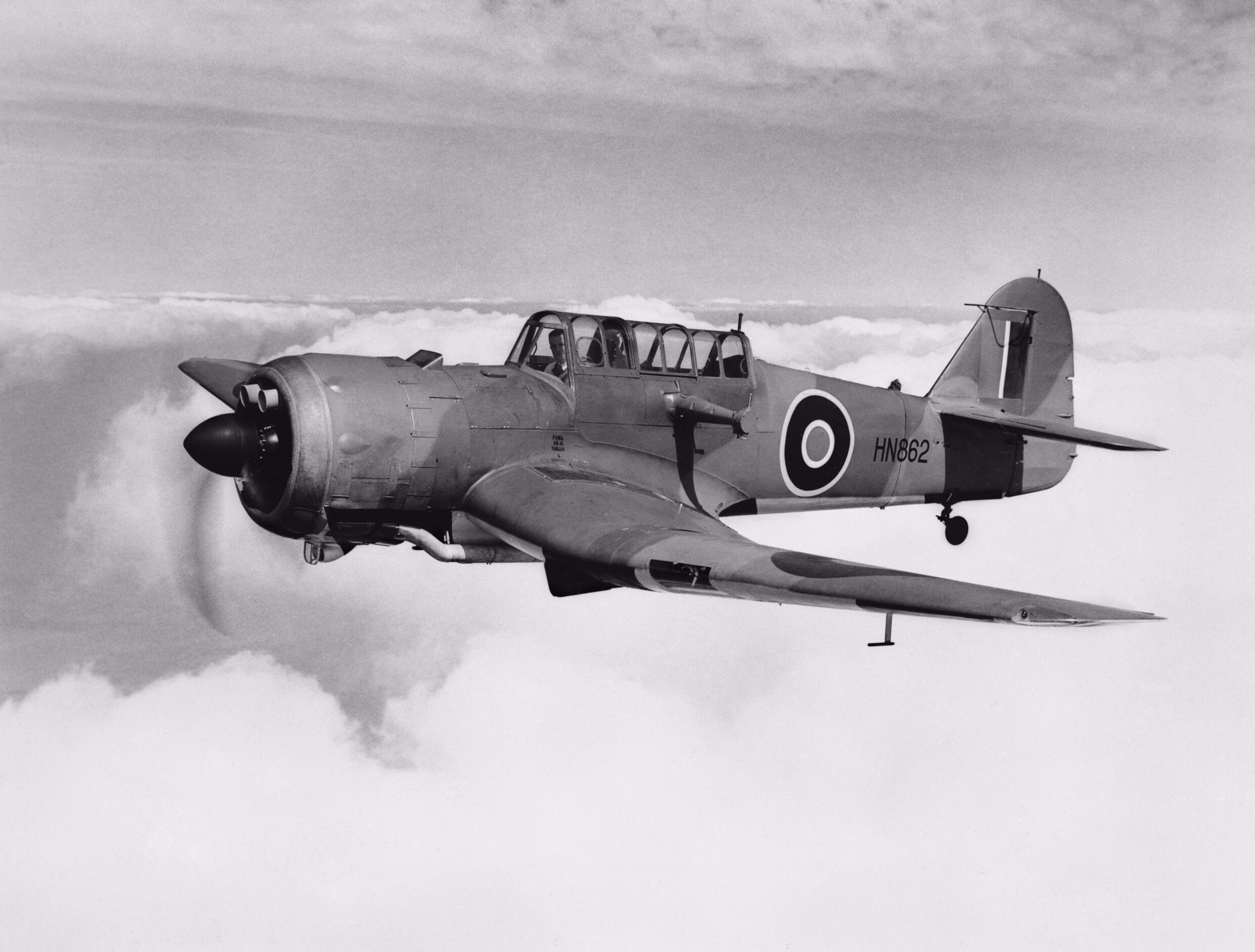
Miles Martinet
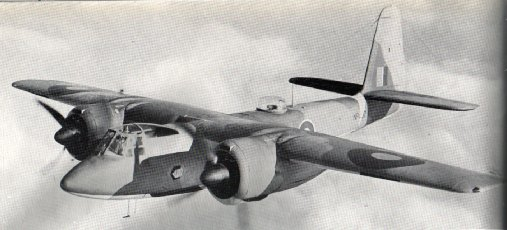
Miles Monitor

### Zieldrohnen
- de Havilland Queen Bee (1935) – Variante der Tiger Moth
- Airspeed Queen Wasp (1937)
- Miles Queen Martinet (1943) – Variante der Martinet

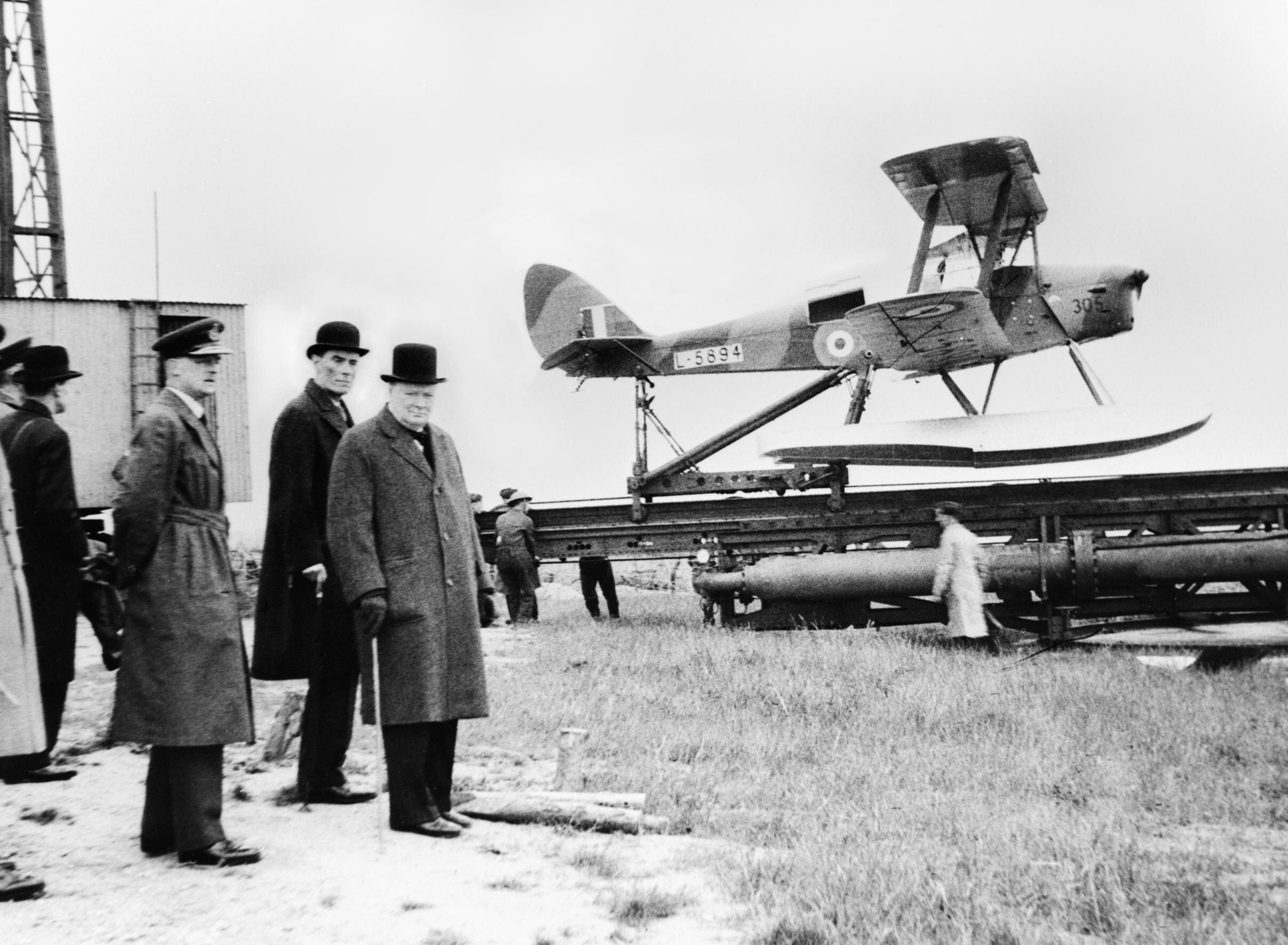
de Havilland Queen Bee, Winston Churchill auf den Start wartend
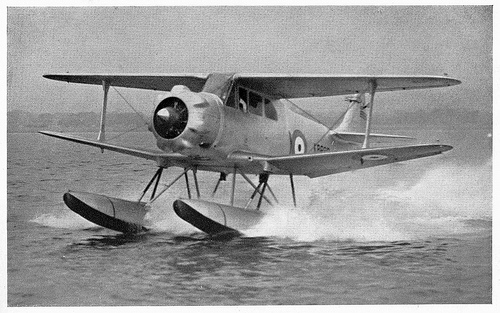
Airspeed Queen Wasp

## Marineflugzeuge
Der für die auf den Schiffen der Royal Navy stationierten Flugzeuge zuständige Fleet Air Arm (FAA) unterstand seit 1937 nicht mehr der Royal Air Force (RAF), sondern der Admiralität. Während des Zweiten Weltkriegs wurden vom FAA von Schiffen aus untenstehende britische Flugzeugtypen eingesetzt. Für Transport- und Schulungszwecke wurden vom Fleet Air Arm die gleichen Flugzeugtypen wie von der Royal Air Force verwendet, teilweise wurden von der RAF auch vor allem ältere Flugzeugtypen übergeben.

### Trägergestützte Jagdflugzeuge
- Hawker Nimrod (1931)
- Hawker Osprey (1932) – Zweisitziger Jäger und Aufklärer
- Fairey Fulmar (1937) – Zweisitziger Jäger und Aufklärer
- Blackburn Skua (1937) – zweisitziger Jäger und Sturzkampfbomber
- Gloster Sea Gladiator (1938)
- Blackburn Roc (1938) – Variante der Skua mit MG-Turm
- Hawker Sea Hurricane (1941)
- Fairey Firefly (1941) – Zweisitziger Jäger und Aufklärer
- Supermarine Seafire (1942)
- Blackburn Firebrand (1942) – Jäger und Torpedobomber
- Hawker Sea Fury (1945) – kein Kampfeinsatz mehr im Zweiten Weltkrieg

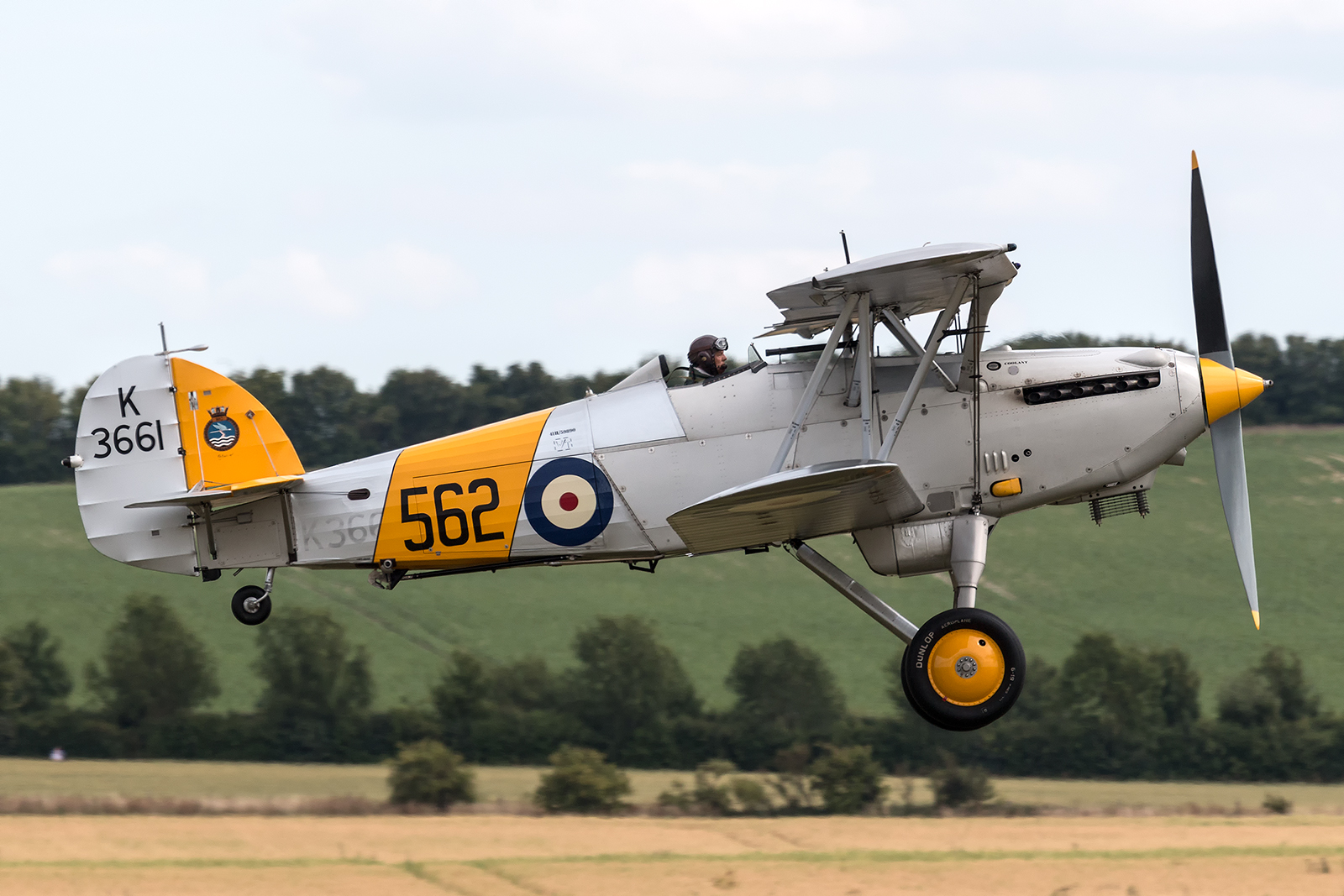
Hawker Nimrod
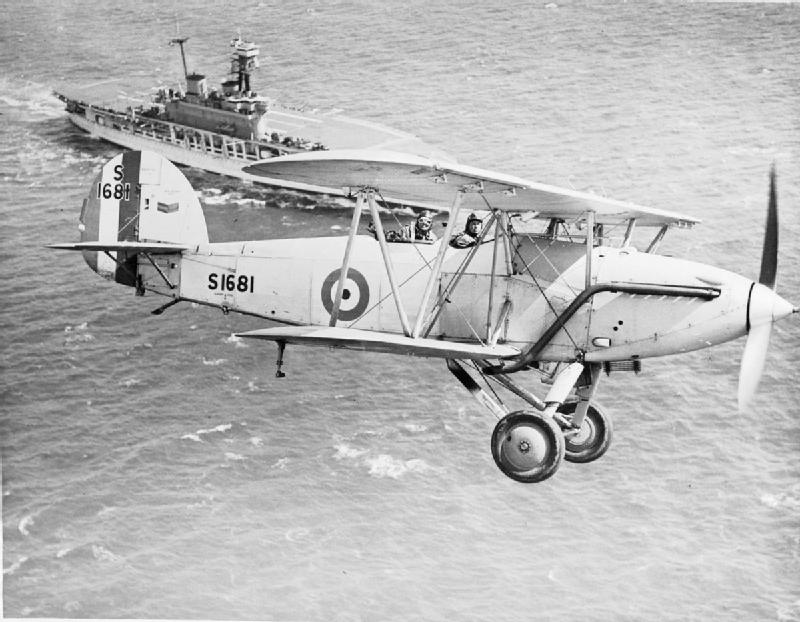
Hawker Osprey über der Eagle
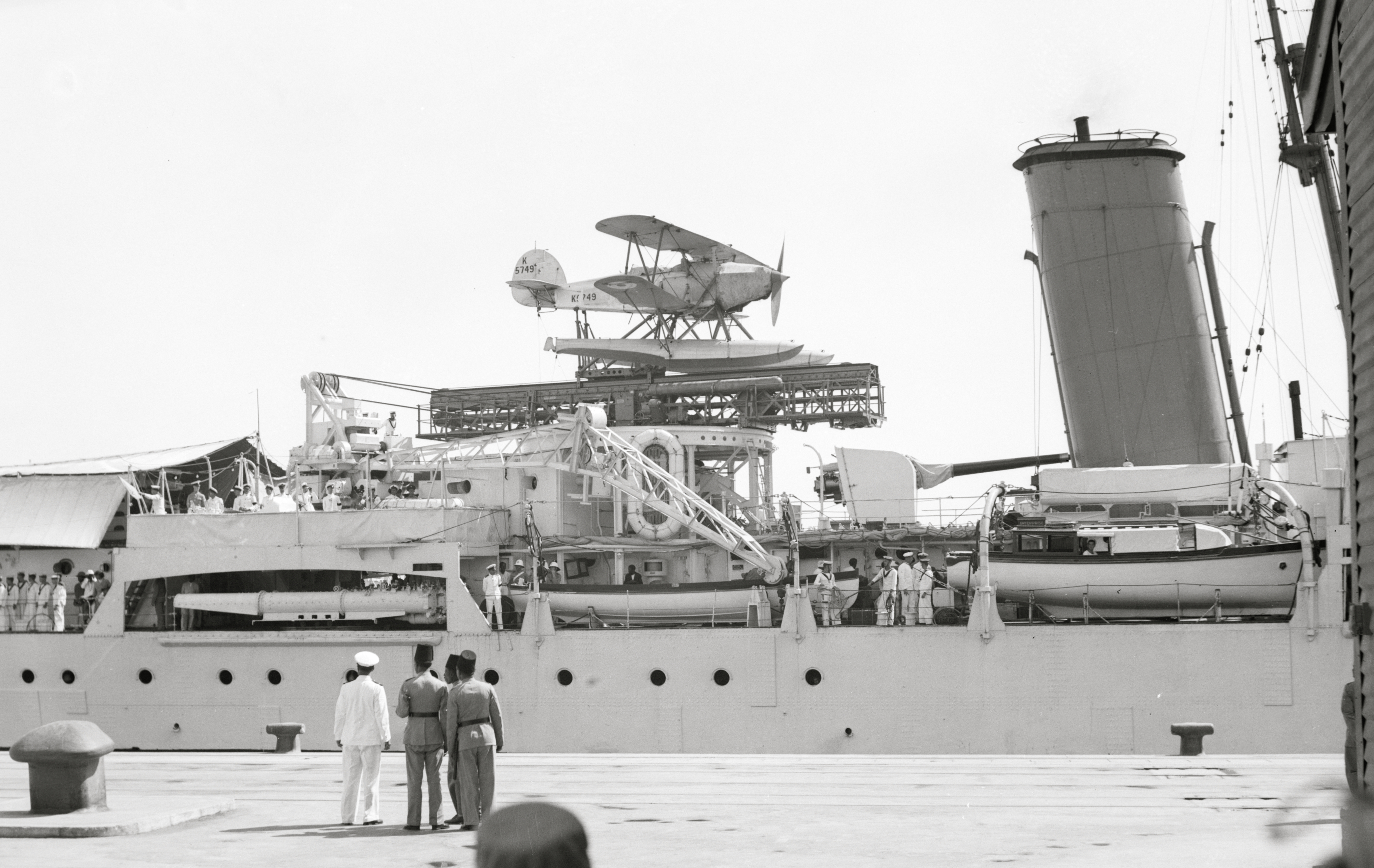
Hawker Osprey als Schwimmerflugzeug auf der Enterprise
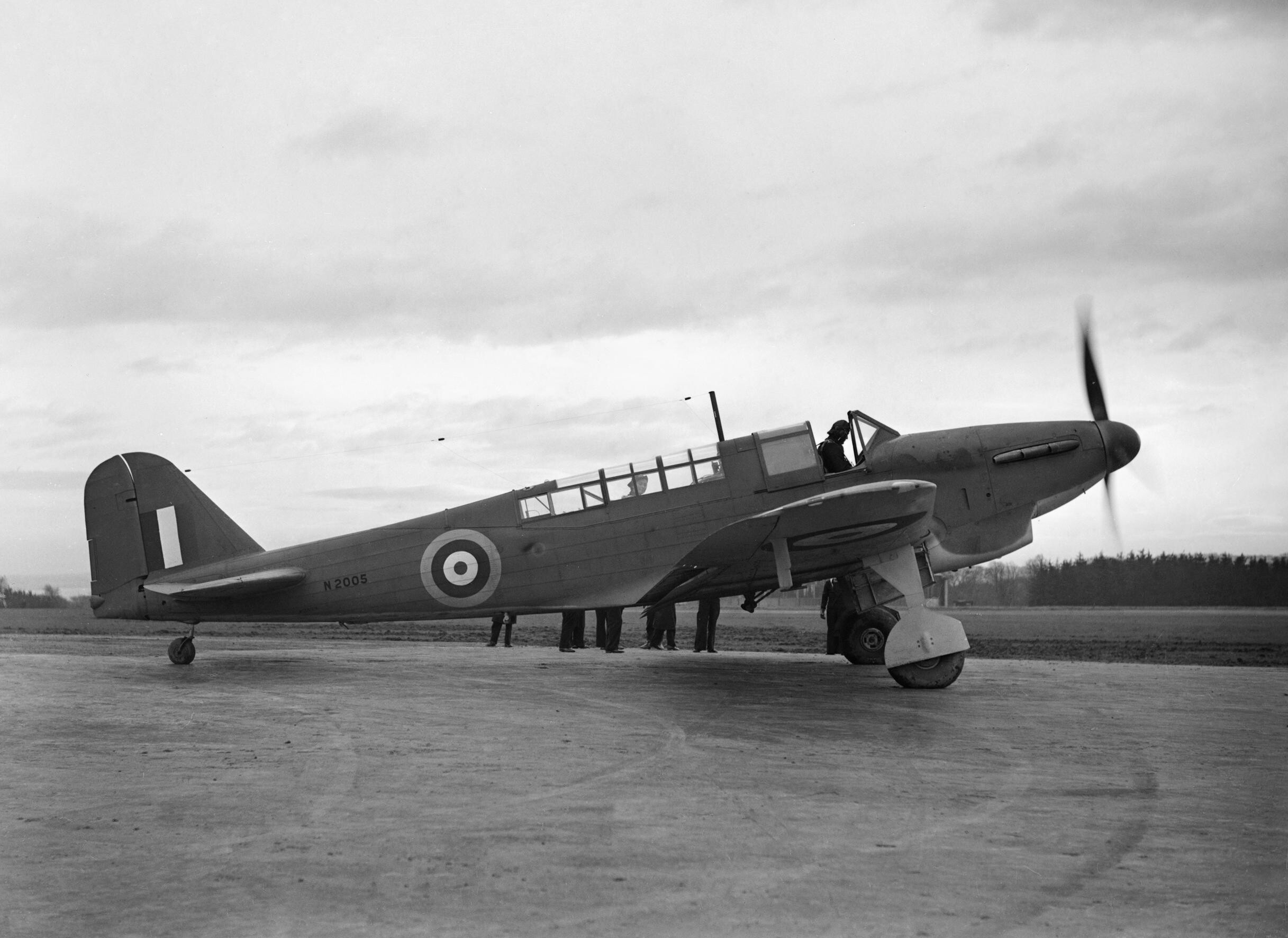
Fairey Fulmar
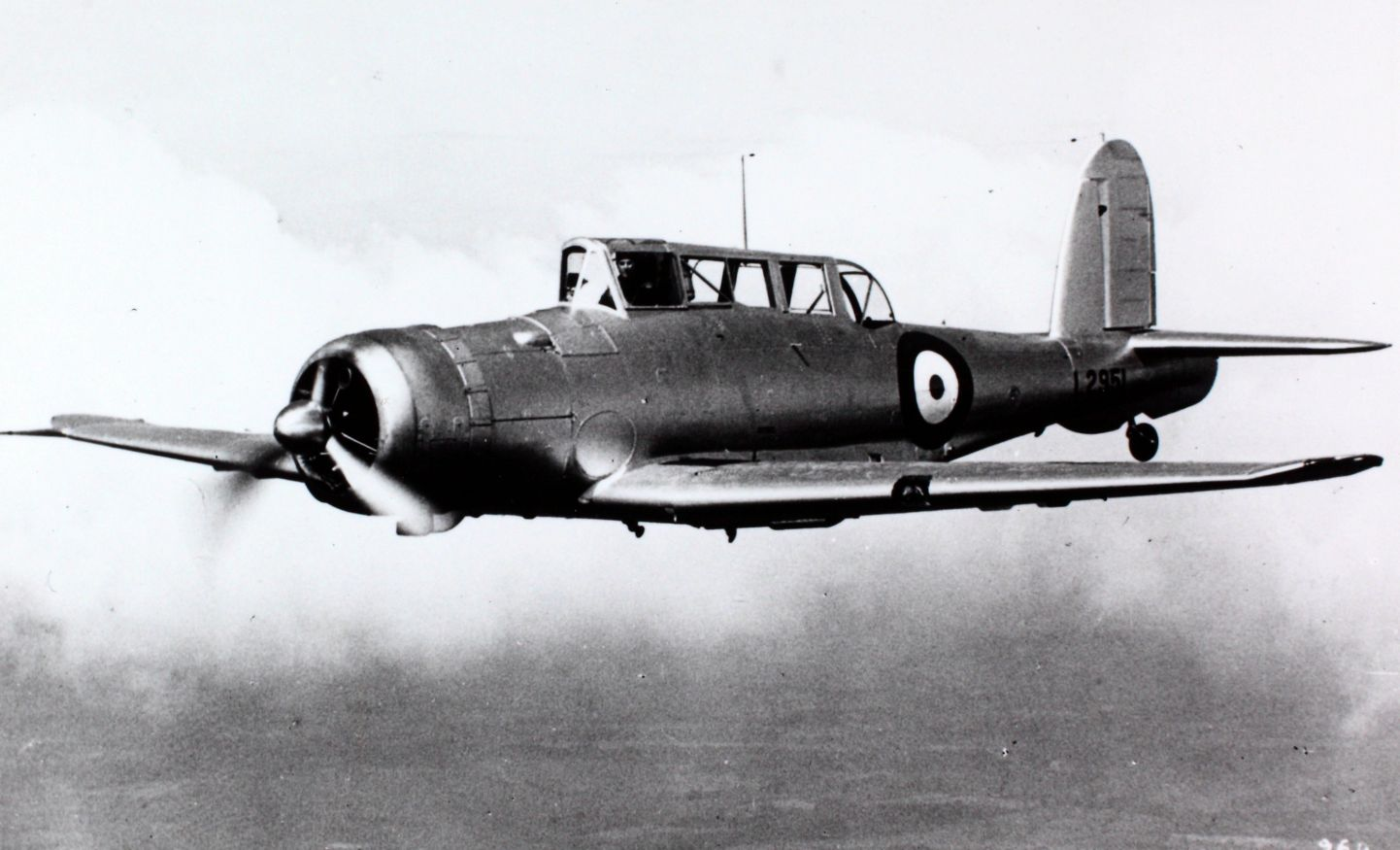
Blackburn Skua
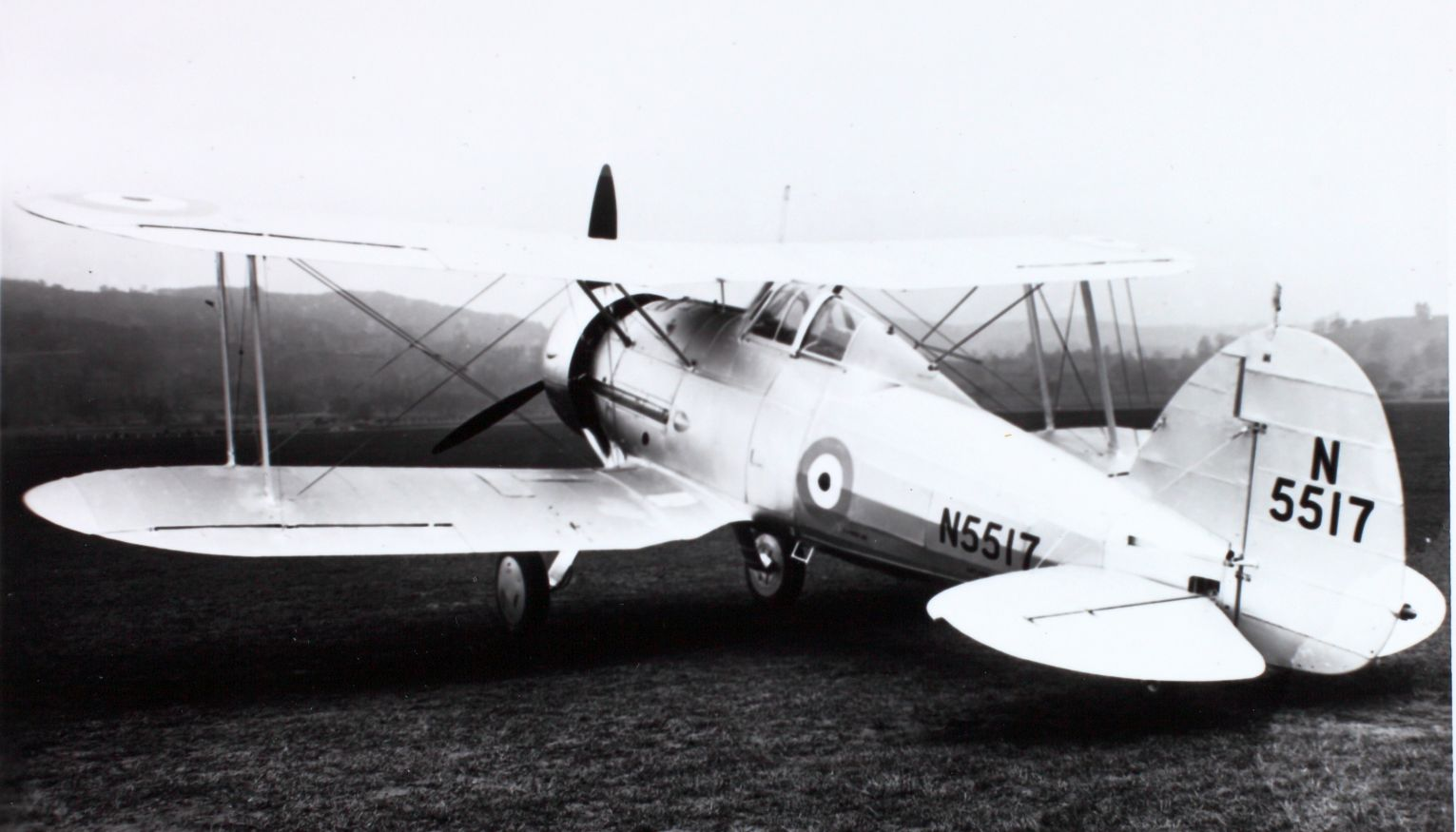
Gloster Sea Gladiator
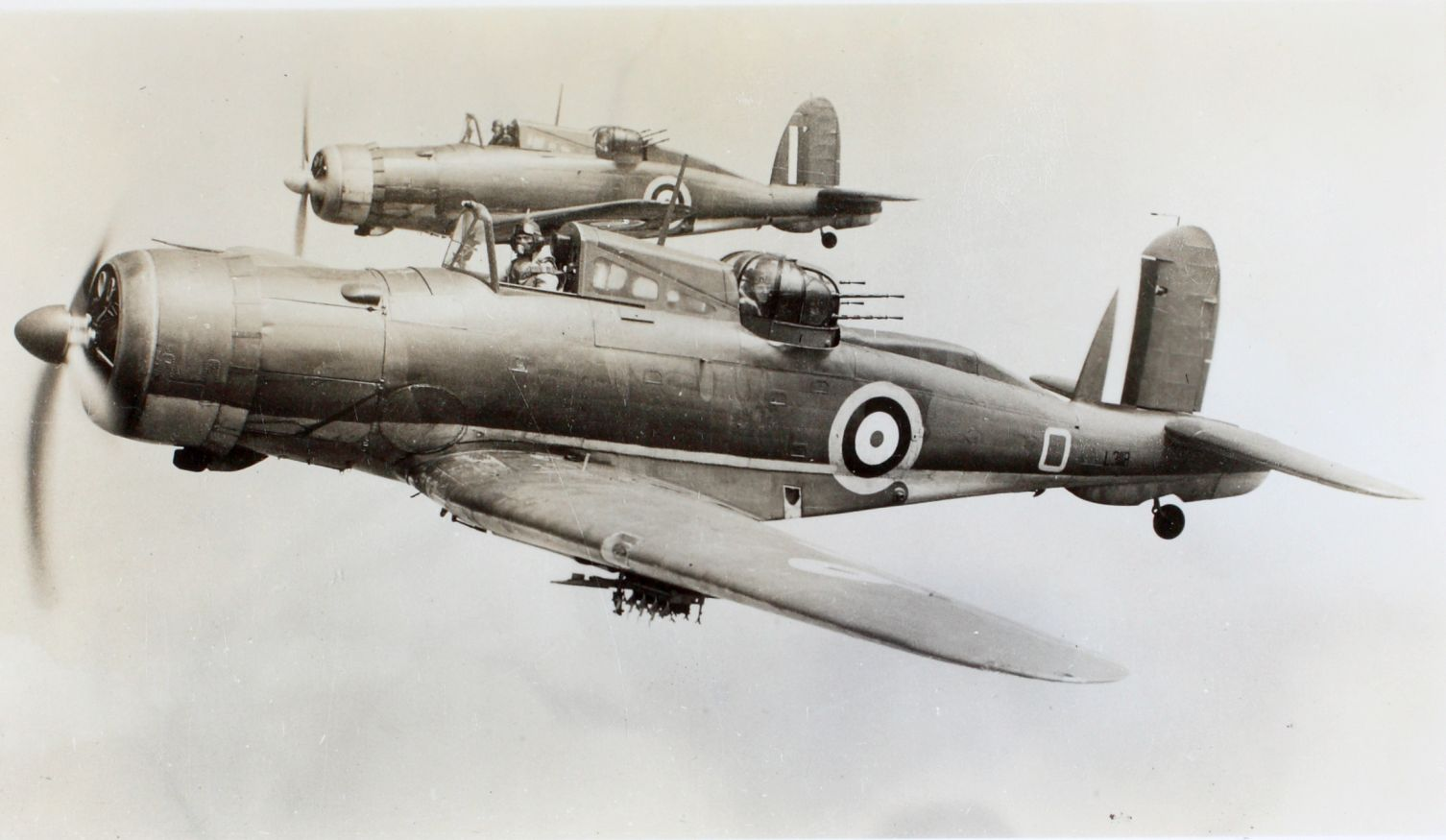
Blackburn Roc
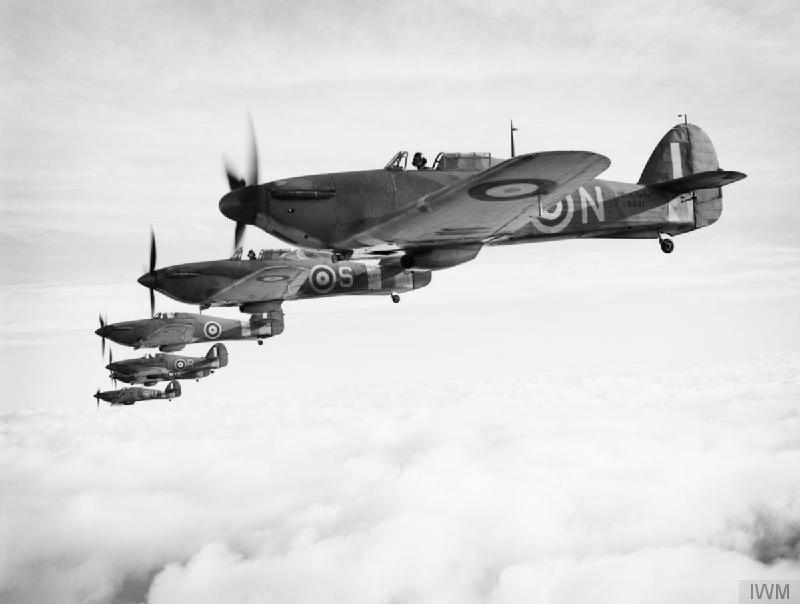
Hawker Sea Hurricane
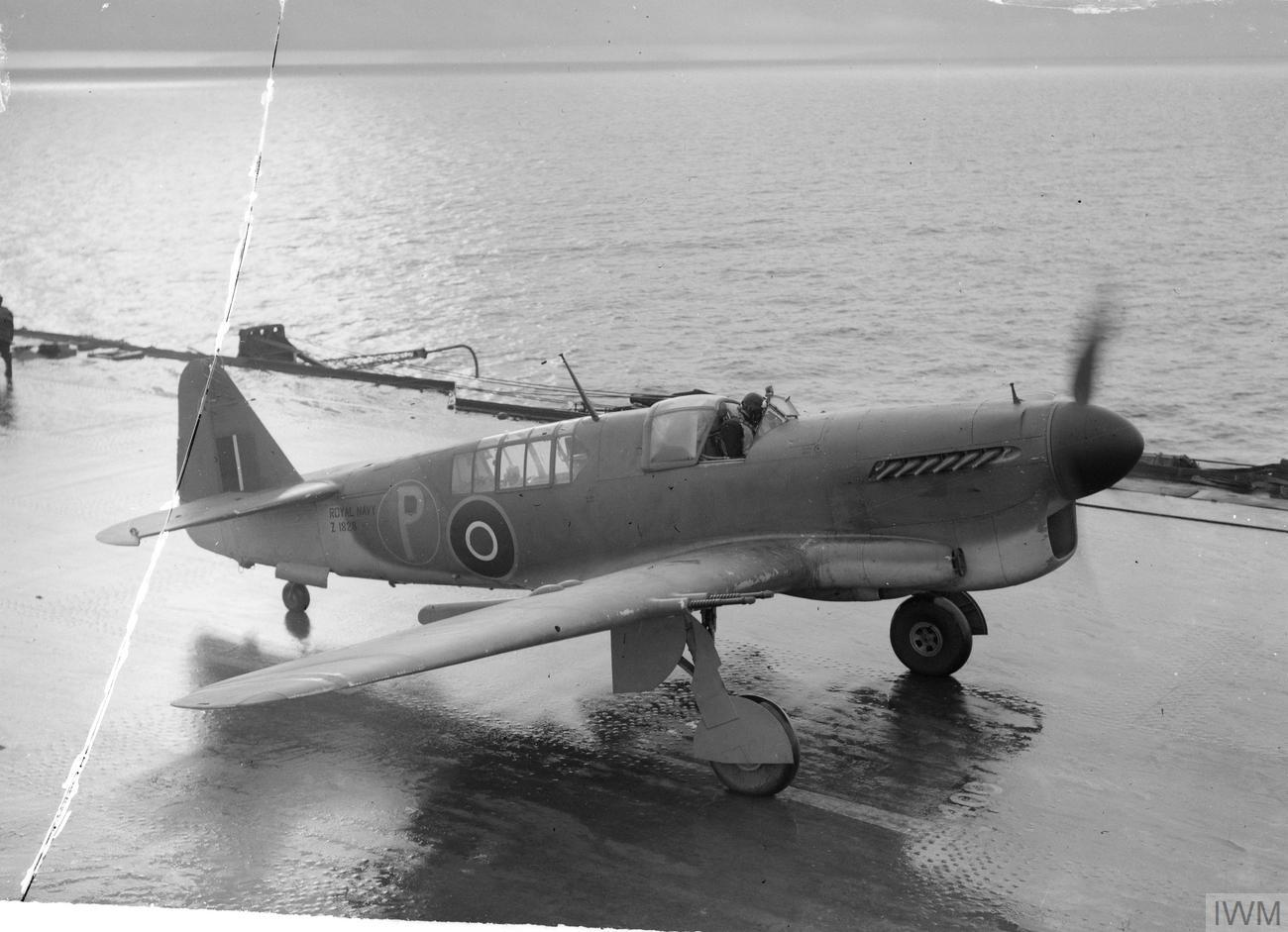
Fairey Firefly an Bord der Illustrious
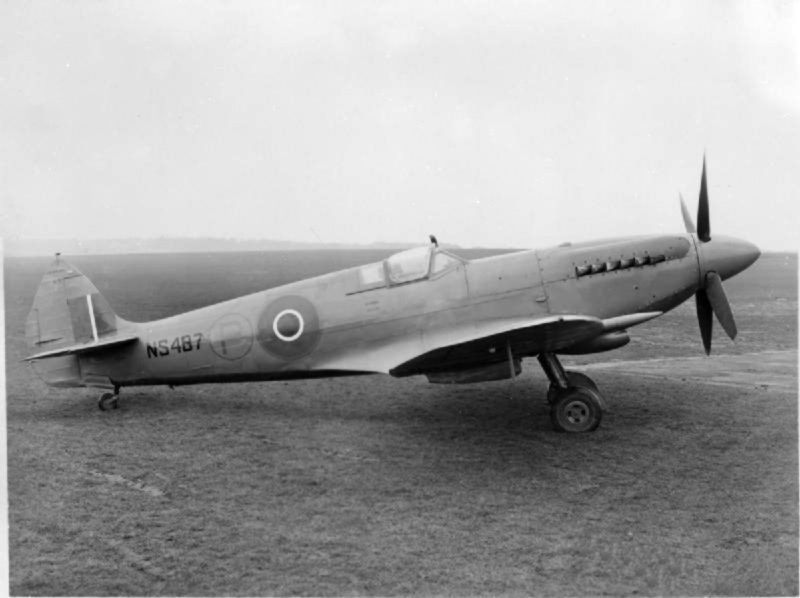
Supermarine Seafire XV
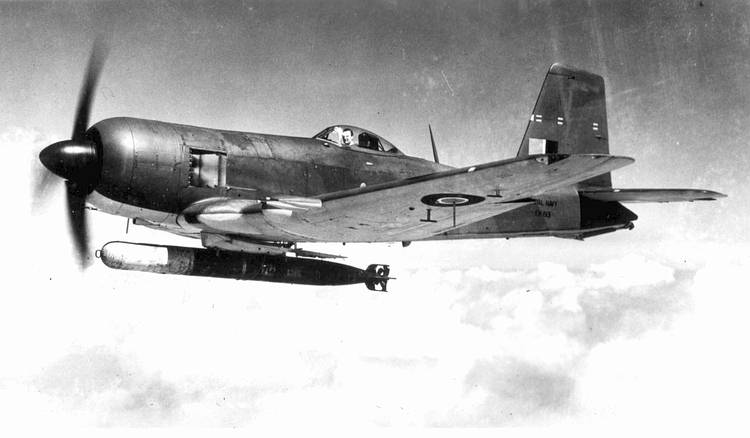
Blackburn Firebrand TF IV
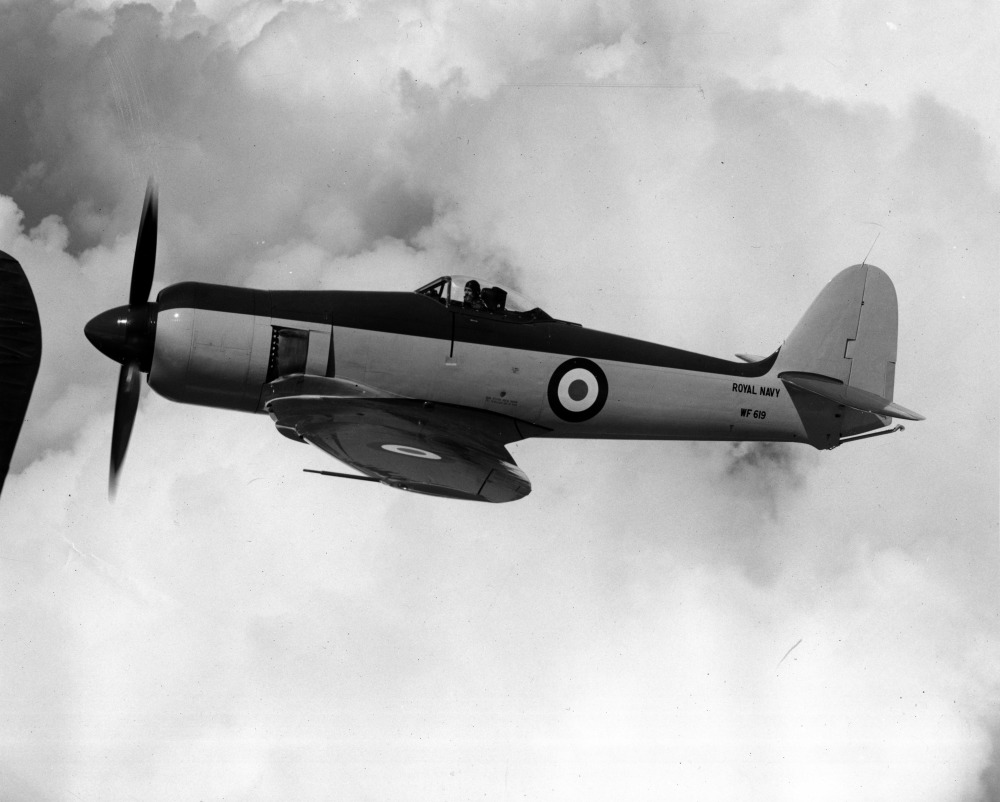
Hawker Sea Fury FB 11

### Trägergestützte Torpedobomber
- Blackburn Baffin (1932)
- Blackburn Shark (1933)
- Fairey Swordfish (1934)
- Fairey Albacore (1938)
- Fairey Barracuda (1940)
- Fairey Spearfish (1945) – Serienbau wegen des Kriegsendes nicht mehr erfolgt

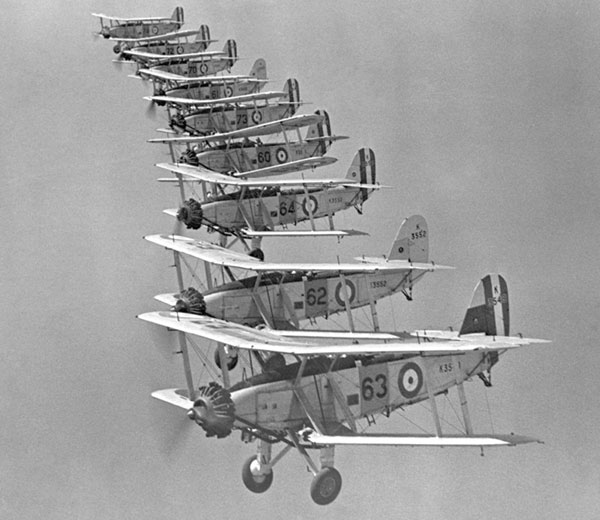
Blackburn Baffin
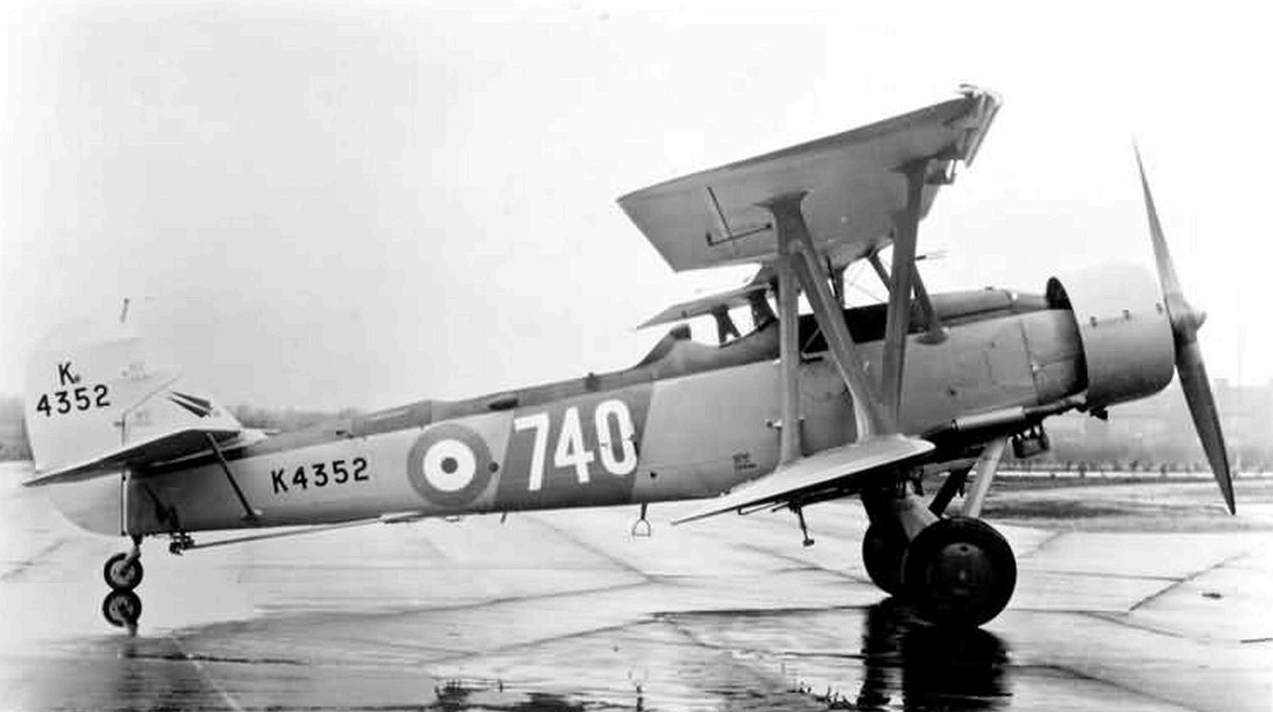
Blackburn Shark
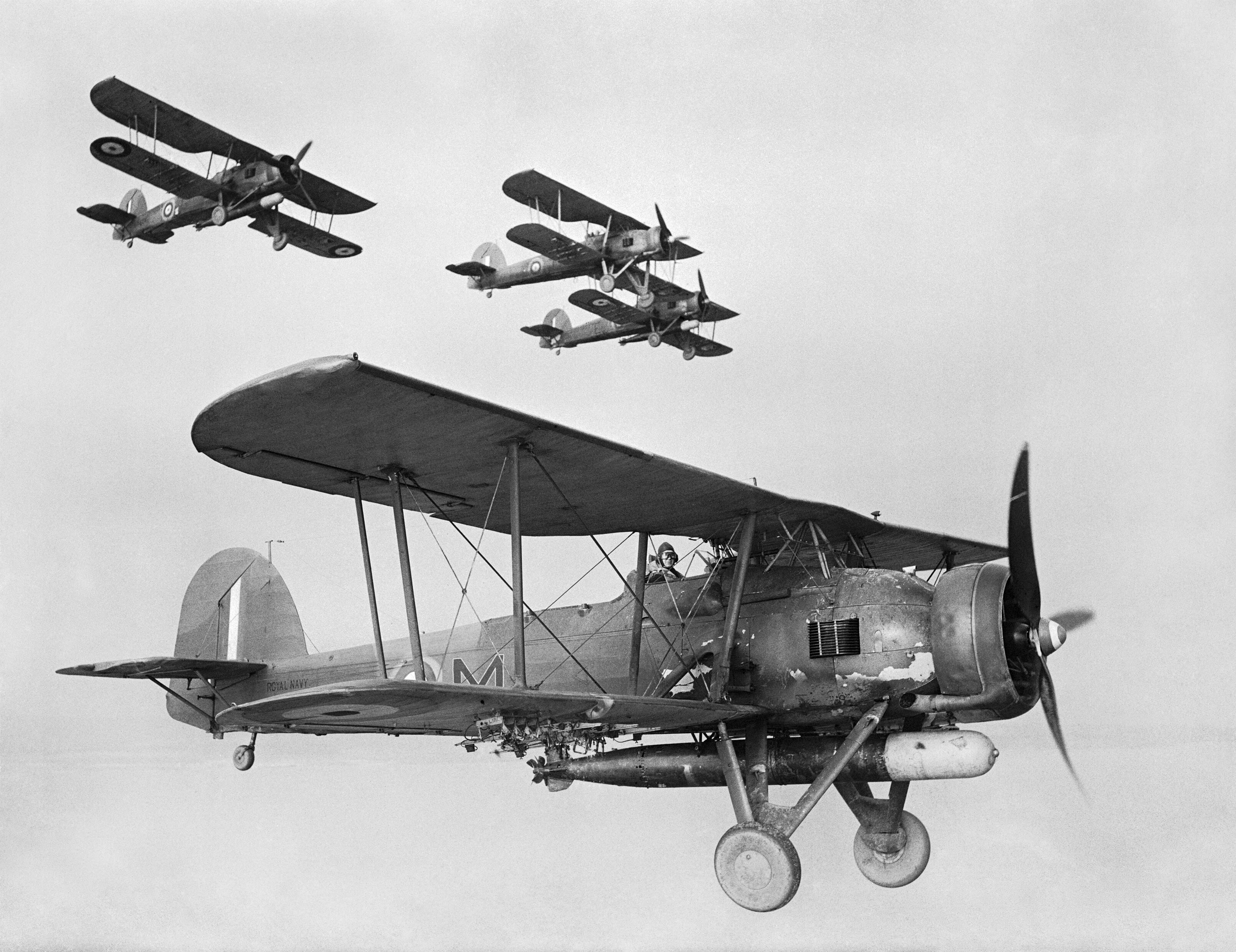
Fairey Swordfish
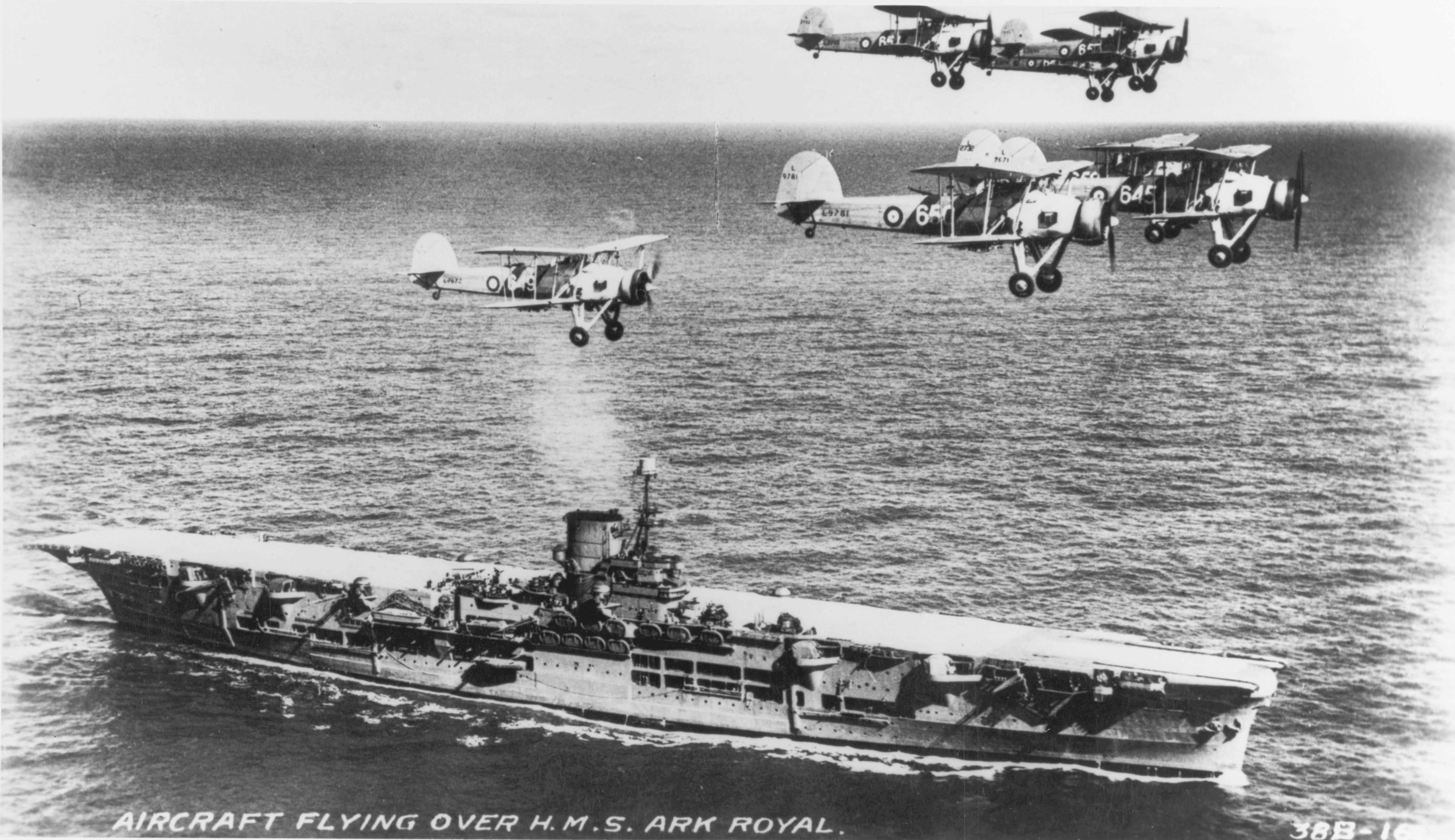
Fairey Swordfish über der Ark Royal
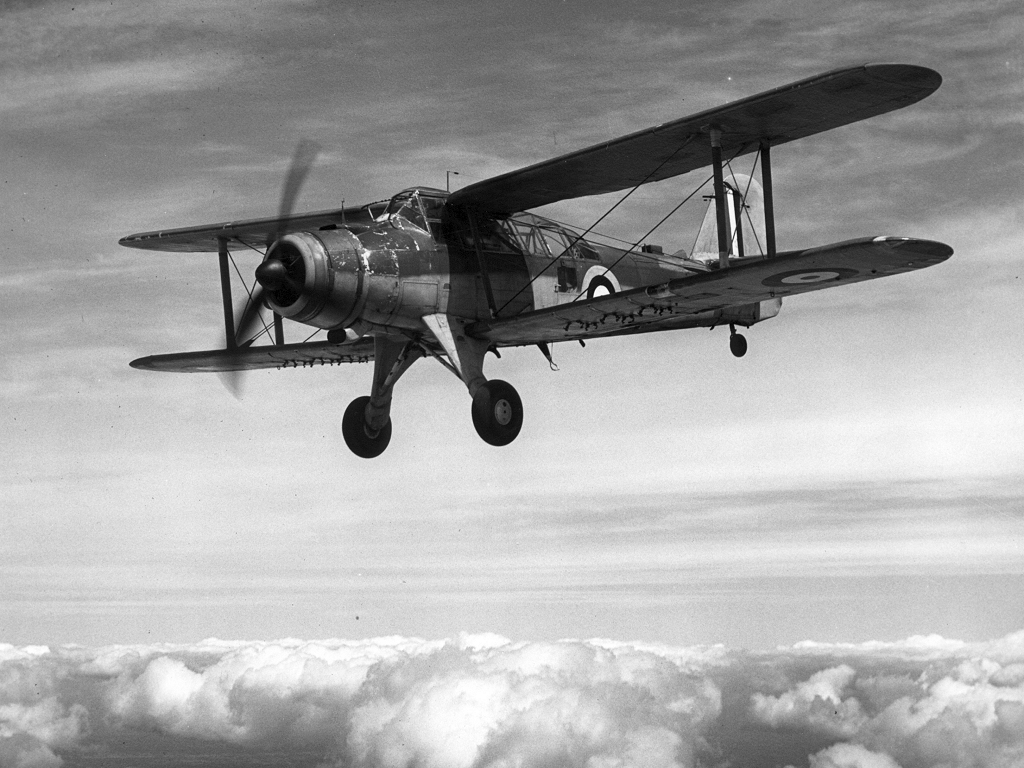
Fairey Albacore
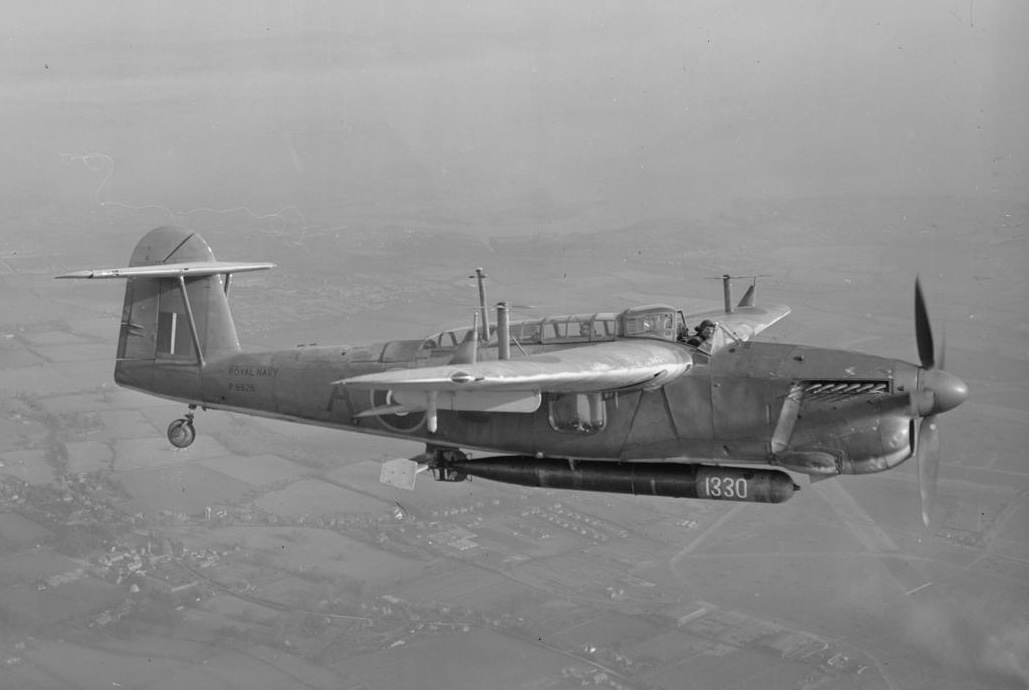
Fairey Barracuda
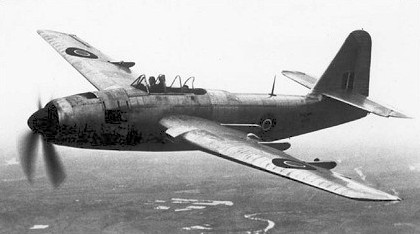
Fairey Spearfish

### Trägergestützte Aufklärungsflugzeuge
- Fairey IIIF (1927)
- Fairey Seal (1930)

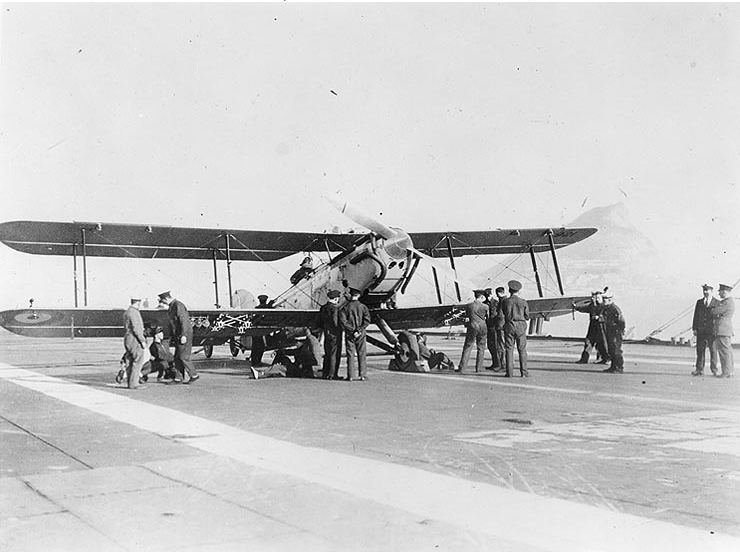
Fairey IIIF auf der Furious
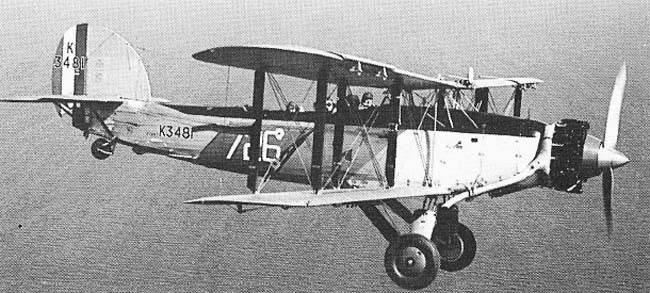
Fairey Seal

### Bordflugzeuge
- Supermarine Walrus (1933) – amphibisches Flugboot
- Fairey Seafox (1936) – Schwimmerflugzeug
- Supermarine Sea Otter (1938) – amphibisches Flugboot

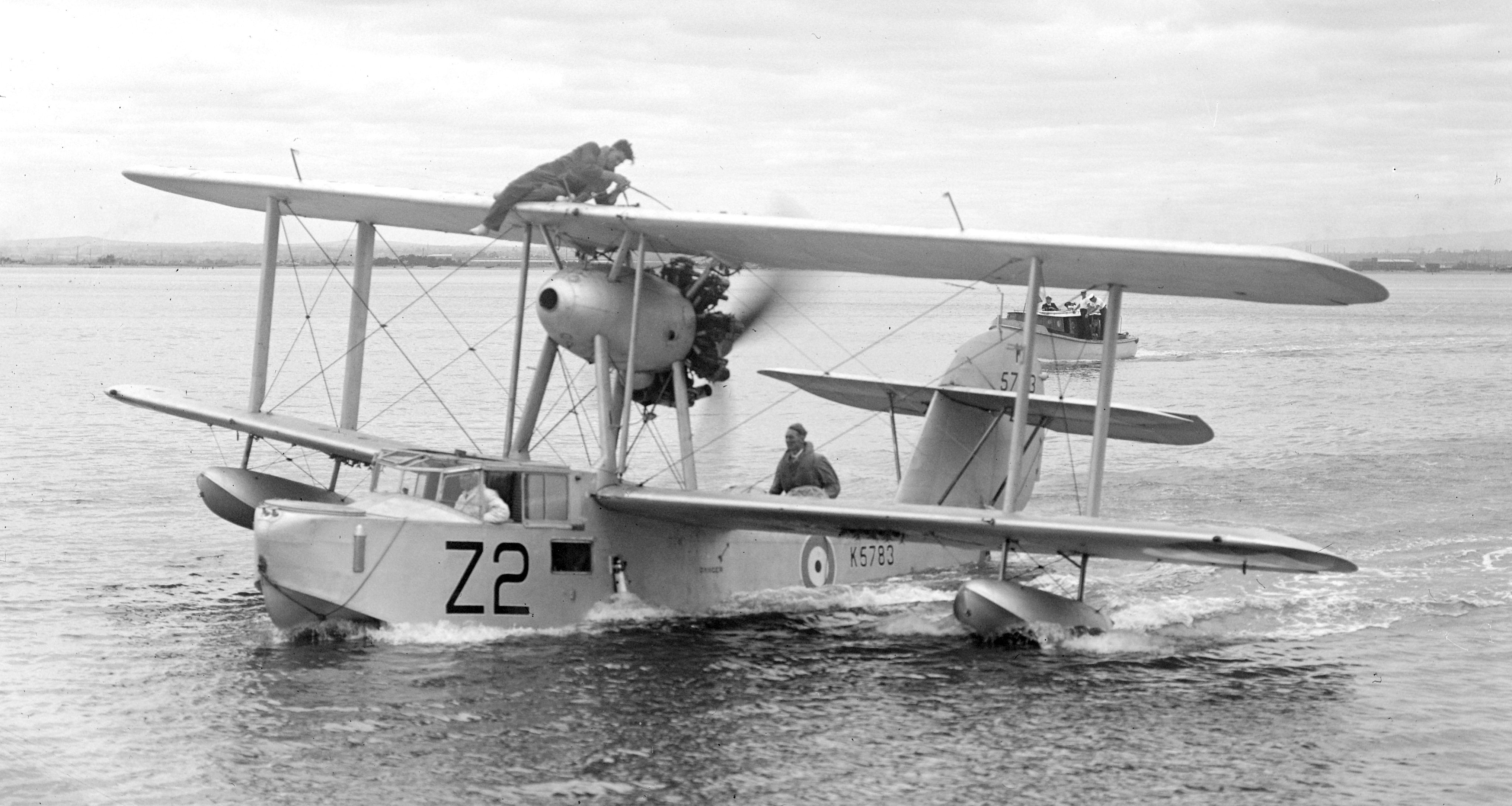
Supermarine Walrus
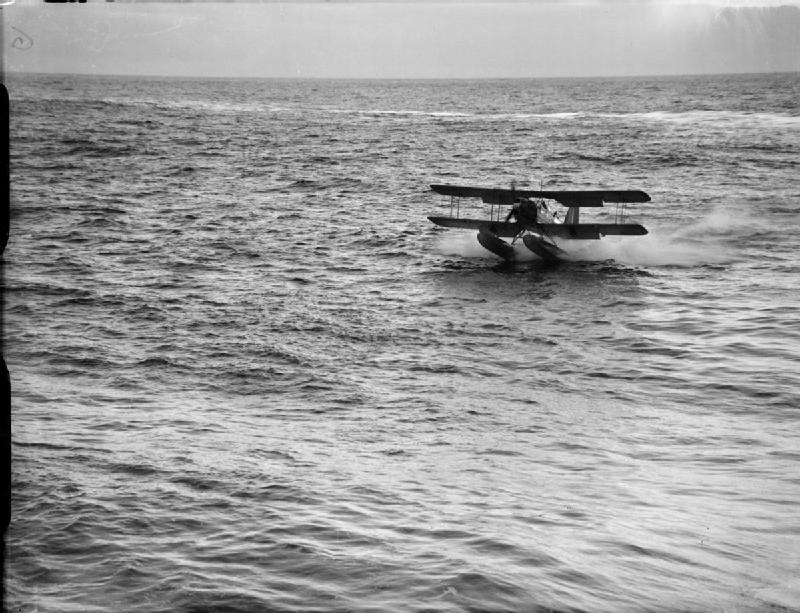
Fairey Seafox
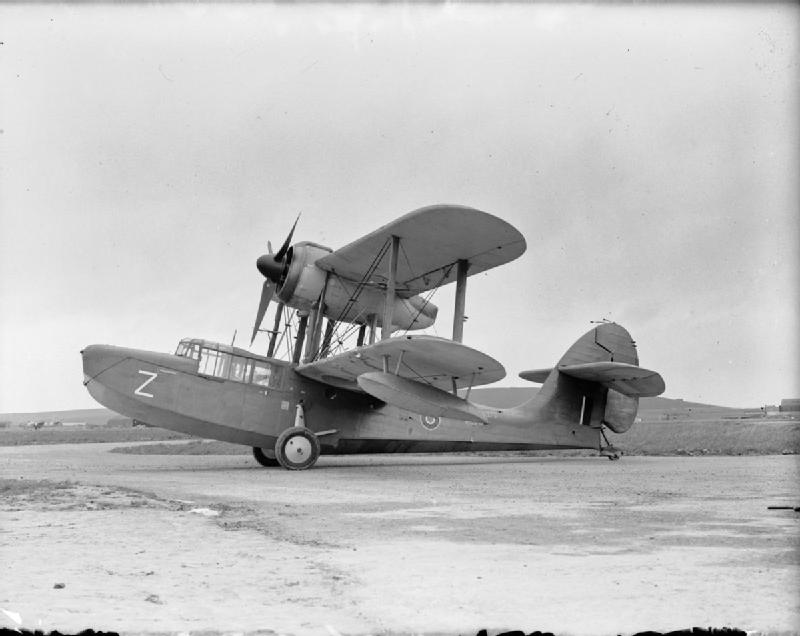
Supermarine Sea Otter

## Drehflügler
- Avro Rota (1934) – Tragschrauber, Lizenzbau der Cierva C.30

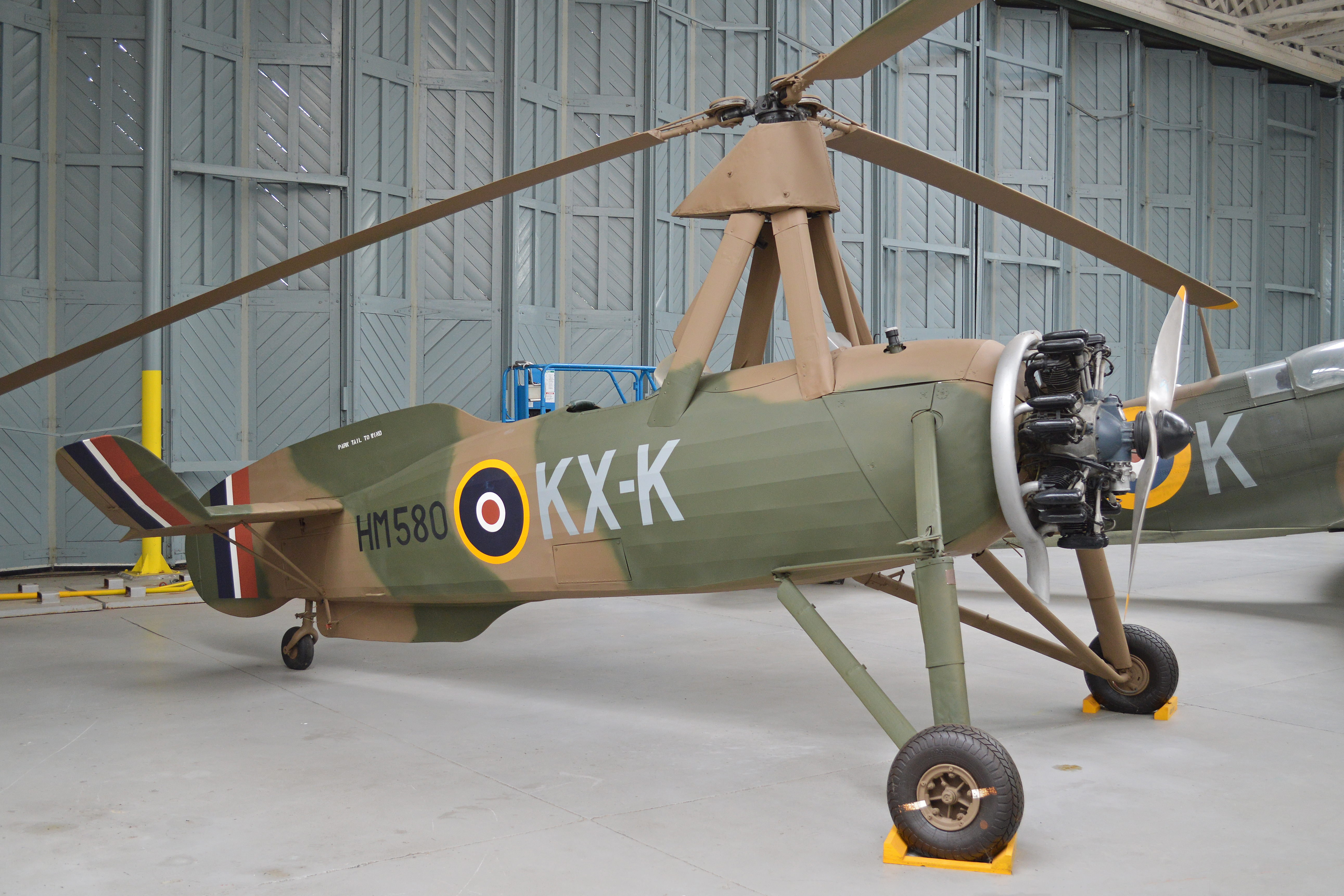
Avro Rota

## Versuchsmuster und Prototypen

### Jagdflugzeuge
- Gloster F.9/37 (1939)
- Hawker Tornado (1939)
- Miles M.20 (1940)
- Martin-Baker M.B.5 (1944)
- Hawker Fury (1944)

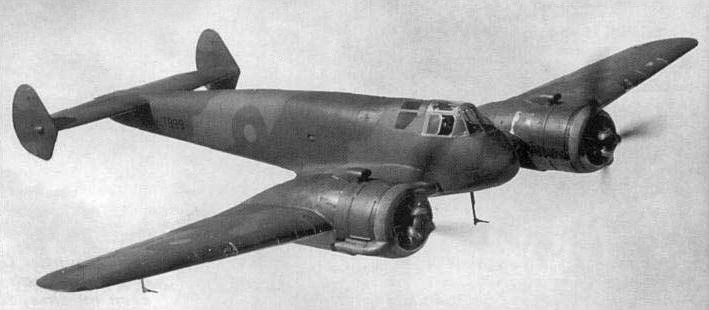
Gloster F.9/37
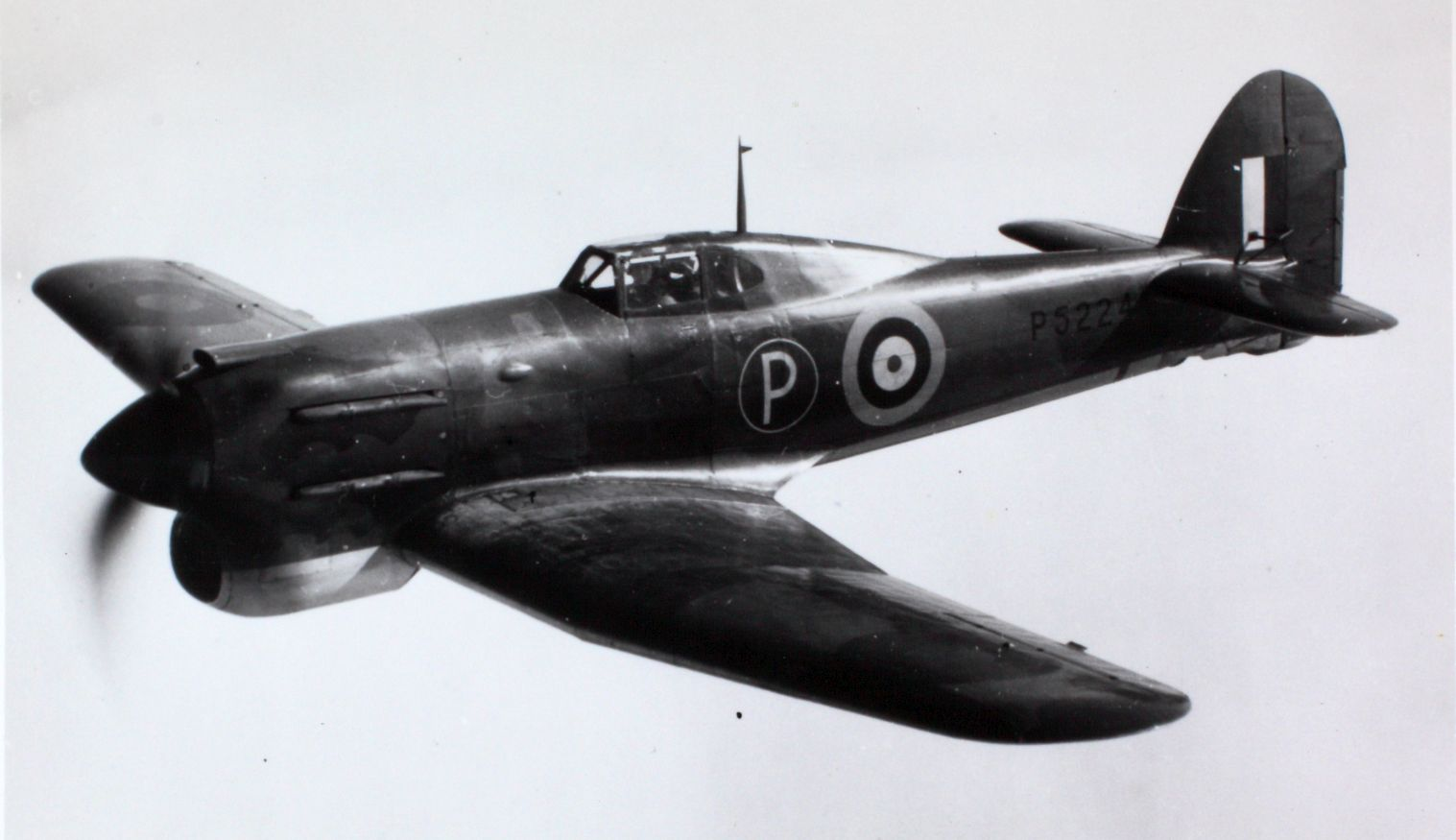
Hawker Tornado
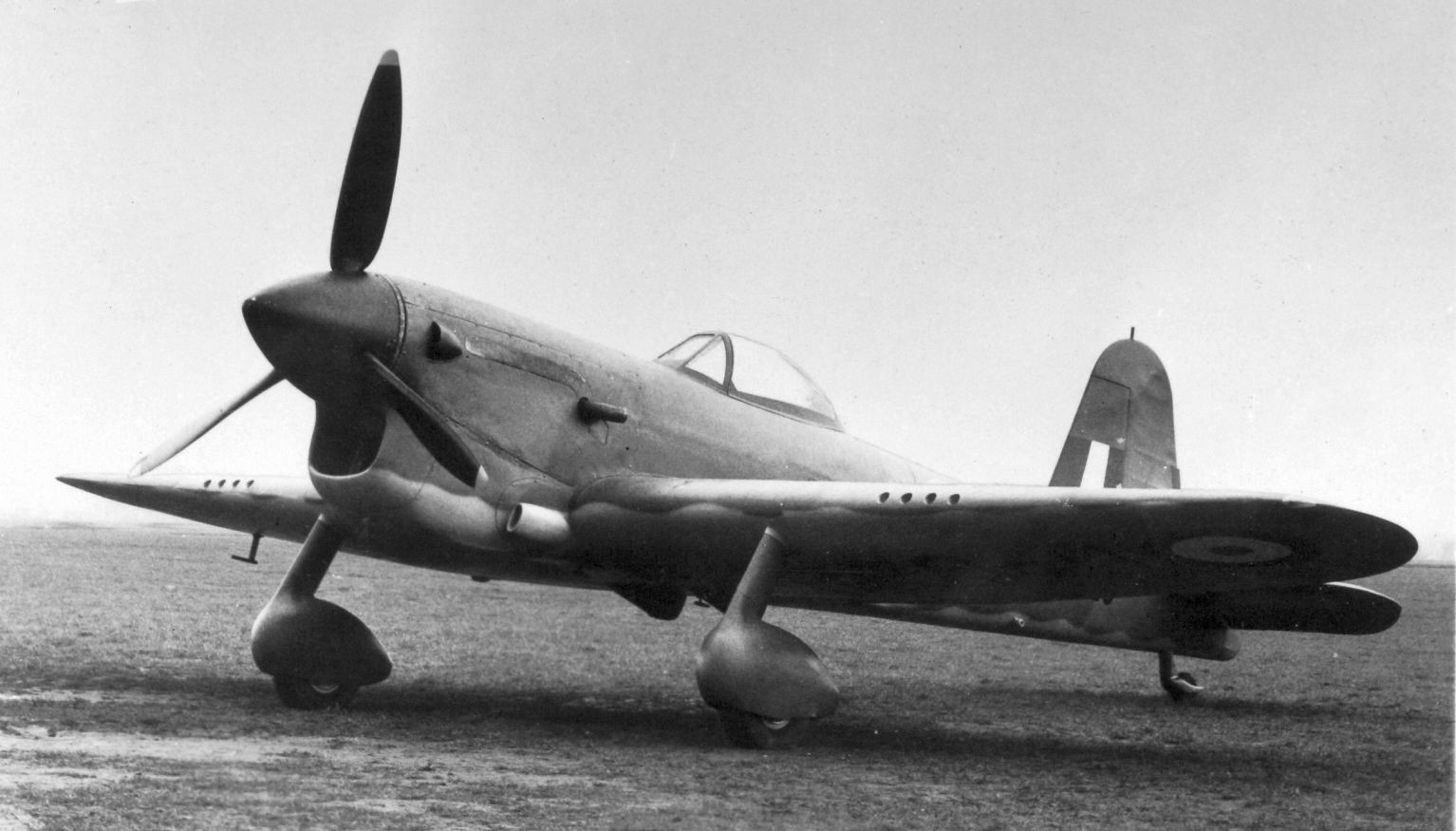
Miles M.20
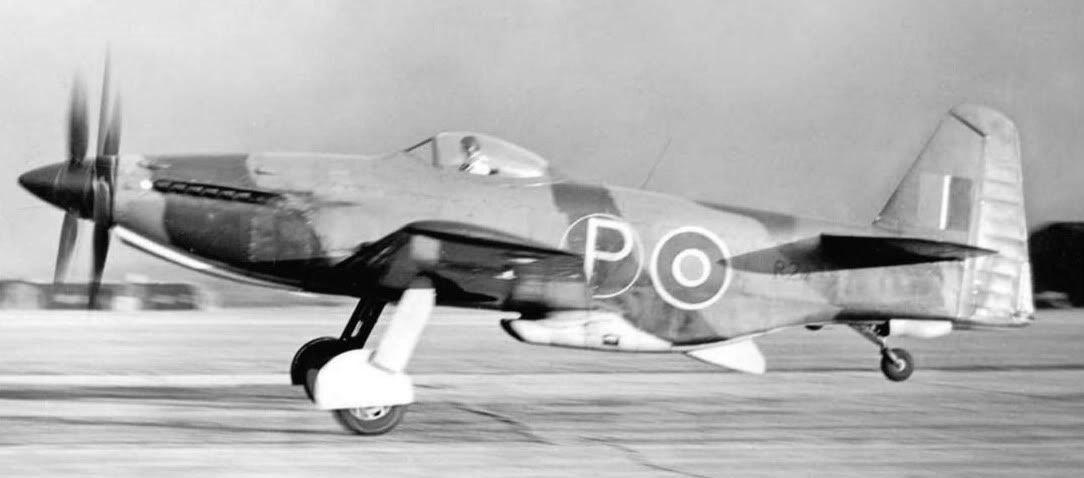
Martin-Baker M.B.5
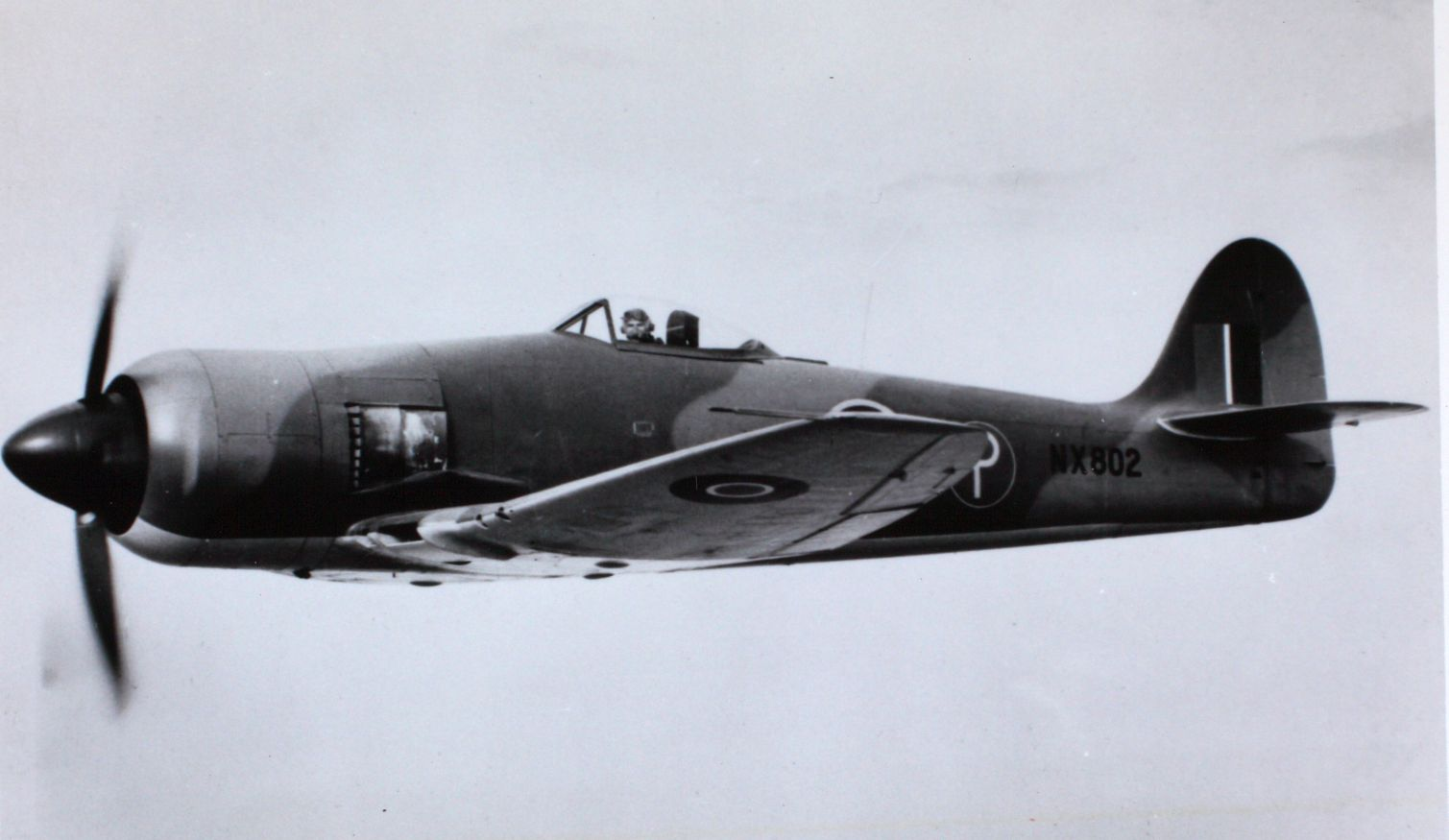
Hawker Fury

### Bombenflugzeuge
- Vickers Windsor (1943)

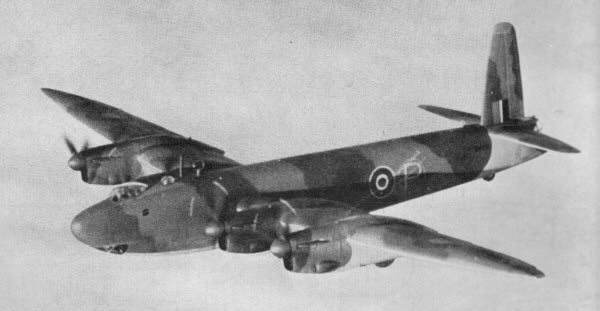
Vickers Windsor

### Aufklärungsflugzeuge
- General Aircraft G.A.L.38 Fleet Shadower (1940)
- Airspeed AS.39 Fleet Shadower (1940)

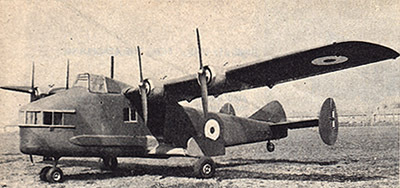
General Aircraft G.A.L.38
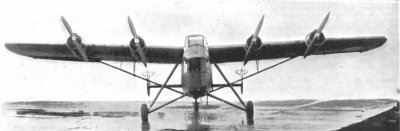
Airspeed AS.39

### Mehrzweck-, Verbindungs- und Schulflugzeuge
- Airspeed AS.45 Cambridge (1941) – Fortgeschrittenen-Schulflugzeug

### Experimentalflugzeuge
- Gloster E.28/39 (1941) – erstes britisches Strahlflugzeug
- Miles M.35 Libellula (1942) – Versuchsflugzeug mit Tandemflügeln
- Miles M.39B Libellula (1943) – Experimentalmodell eines Schnellbombers in 5/8-Größe

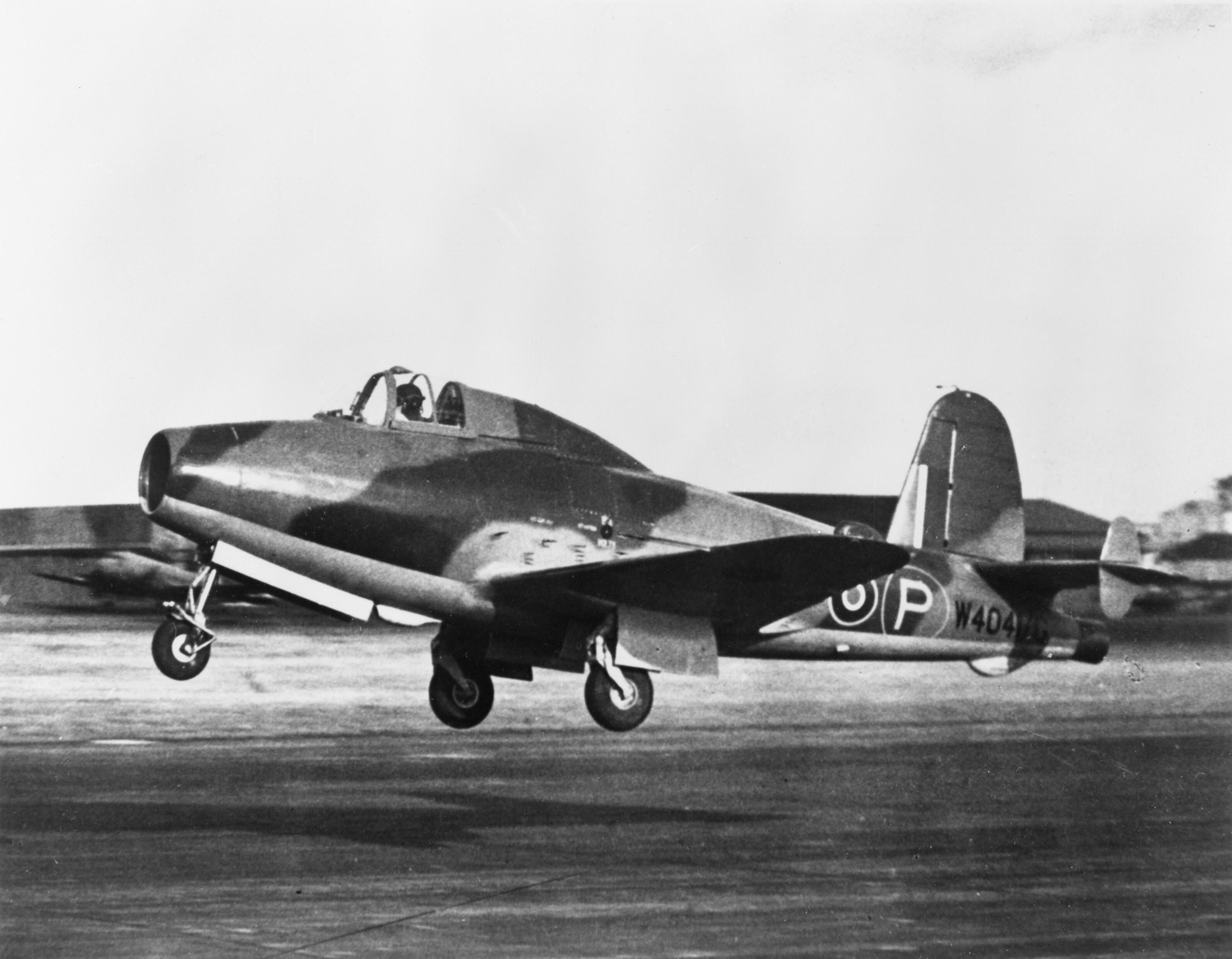
Gloster E.28/39
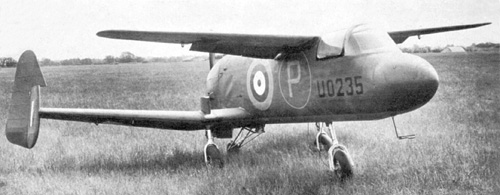
Miles M.35 Libellula
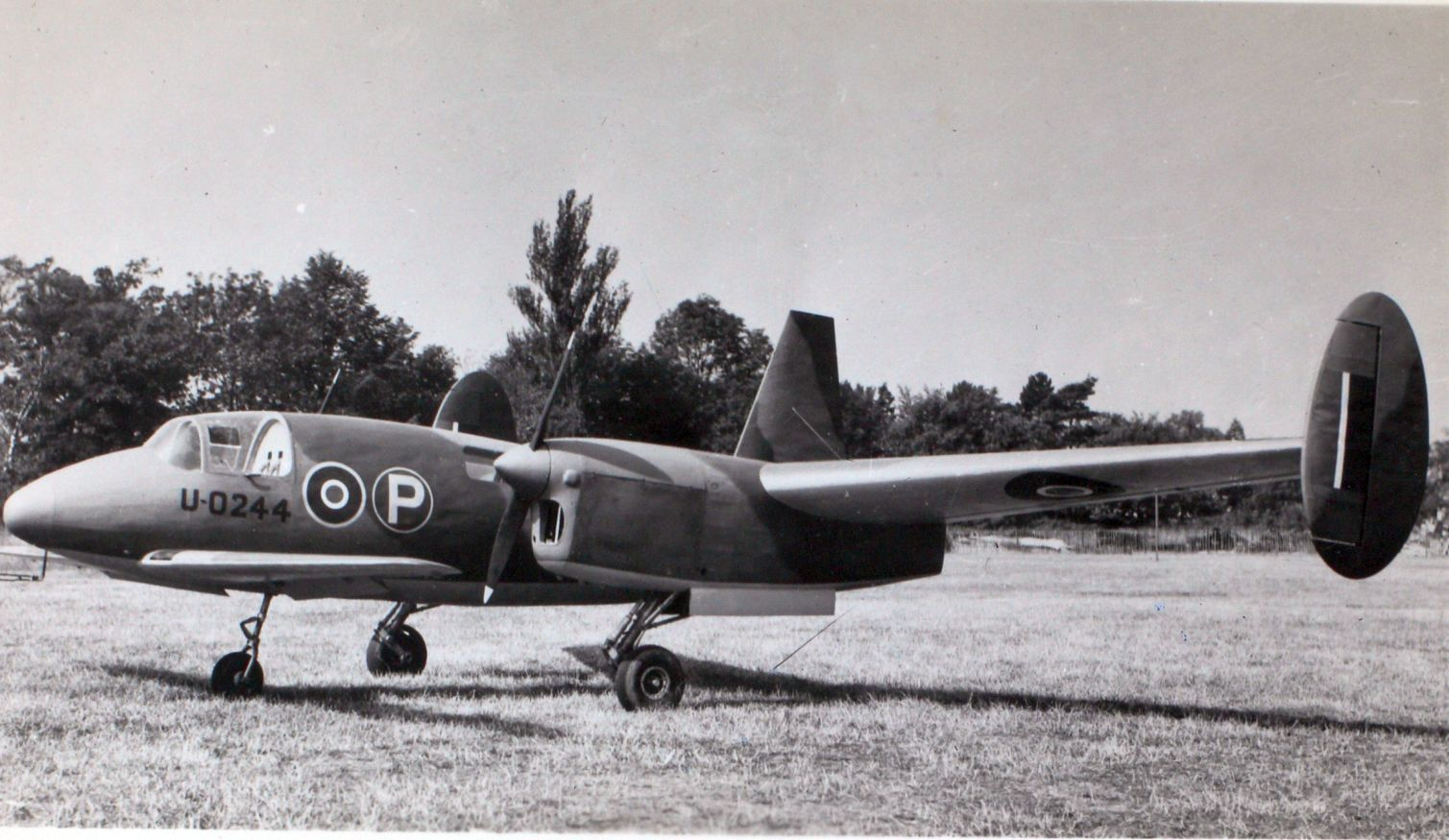
Miles M.39B Libellula